# Владивосток
Владивосто́к — крупный город и порт на юге Дальнего Востока России; политический, культурный, научно-образовательный и экономический центр региона; административный центр Приморского края, Владивостокского городского округа, а также с 13 декабря 2018 года центр Дальневосточного федерального округа. Расположен на полуострове Муравьёва-Амурского, городу подчинены 5 сельских населённых пунктов и острова в заливе Петра Великого Японского моря.
Конечный пункт Транссибирской магистрали. Один из крупнейших морских портов Дальневосточного бассейна. Главная база Тихоокеанского флота. Крупнейший научно-образовательный центр дальневосточного региона, включающий Дальневосточный федеральный университет и Дальневосточное отделение РАН.
Основан как военный пост «Владивосток» в 1860 году, в 1880 году получил статус города. С 1888 года — административный центр Приморской области, с 1938 года — Приморского края.
С 12 октября 2015 года — свободный порт (портовая зона, пользующаяся особыми режимами таможенного, налогового, инвестиционного и смежного регулирования).
Население — 594 201 чел. (2025 год), двадцать шестой по численности населения город России, и второй в Дальневосточном федеральном округе.

## Этимология
Название «Владивосток» образовано от слов «владеть» и «Восток», по аналогии с Владикавказом (1784 год).
В китайском языке с эпохи Цин распространено название Хайшэньвай или Хайшэньвэй (кит. трад. 海參崴, упр. 海参崴), что в переводе означает «залив трепанга». C февраля 2023 года инструкцией министерства природных ресурсов КНР предписывается давать это название в скобках после транскрипции с русского (符拉迪沃斯托克 Фуладивосытокэ) — на всех издаваемых в КНР картах на китайском. Карты, изданные на Тайване, используют только Хайшэньвай.
В японском языке в период Мэйдзи для обозначения Владивостока было подобрано созвучное иероглифическое название 浦塩 (урадзио, «Соляная бухта»). Сегодня японцы в основном пишут иностранные топонимы катаканой (ウラジオストク, Урадзиосутоку), и иероглифическое написание почти не встречается.

## Физико-географическая характеристика

### Географическое положение
Владивосток занимает полуостров Муравьёва-Амурского. Территория в границах населённого пункта составляет 325,99 км².
Он протянулся на расстояние около 30 км с юга на север и почти 10 км с запада на восток (без полуострова Песчаного), омывается водами Амурского и Уссурийского заливов, входящих в акваторию залива Петра Великого Японского моря.
Город вместе с подчинёнными ему пятью сельскими населёнными пунктами и около 50 островами залива Петра Великого образует Владивостокский городской округ общей площадью 590,14 км², в том числе площадь в границах шести населённых пунктов — 441,05 км².
Речная сеть малоразвита, сильно зарегулирована, представлена в основном небольшими речками и ручьями. Наиболее крупные и значимые среди них: Объяснения, Первая речка, Вторая речка, Седанка, Богатая — все текут с востока на запад и, кроме реки Объяснения, впадают в Амурский залив. На реках Седанке и Богатой имеются водохранилища.
Самая высокая точка исторической части города — сопка Орлиное Гнездо высотой 199 м над уровнем моря (по другим источникам 214 м). В городской черте вершинами Владивостока являются гора Варгина (458 м) и сопка Холодильник (257 м). На подчинённых Владивостоку территориях, входящих в городской округ, значимой вершиной является гора Русских (291 м) на острове Русском.

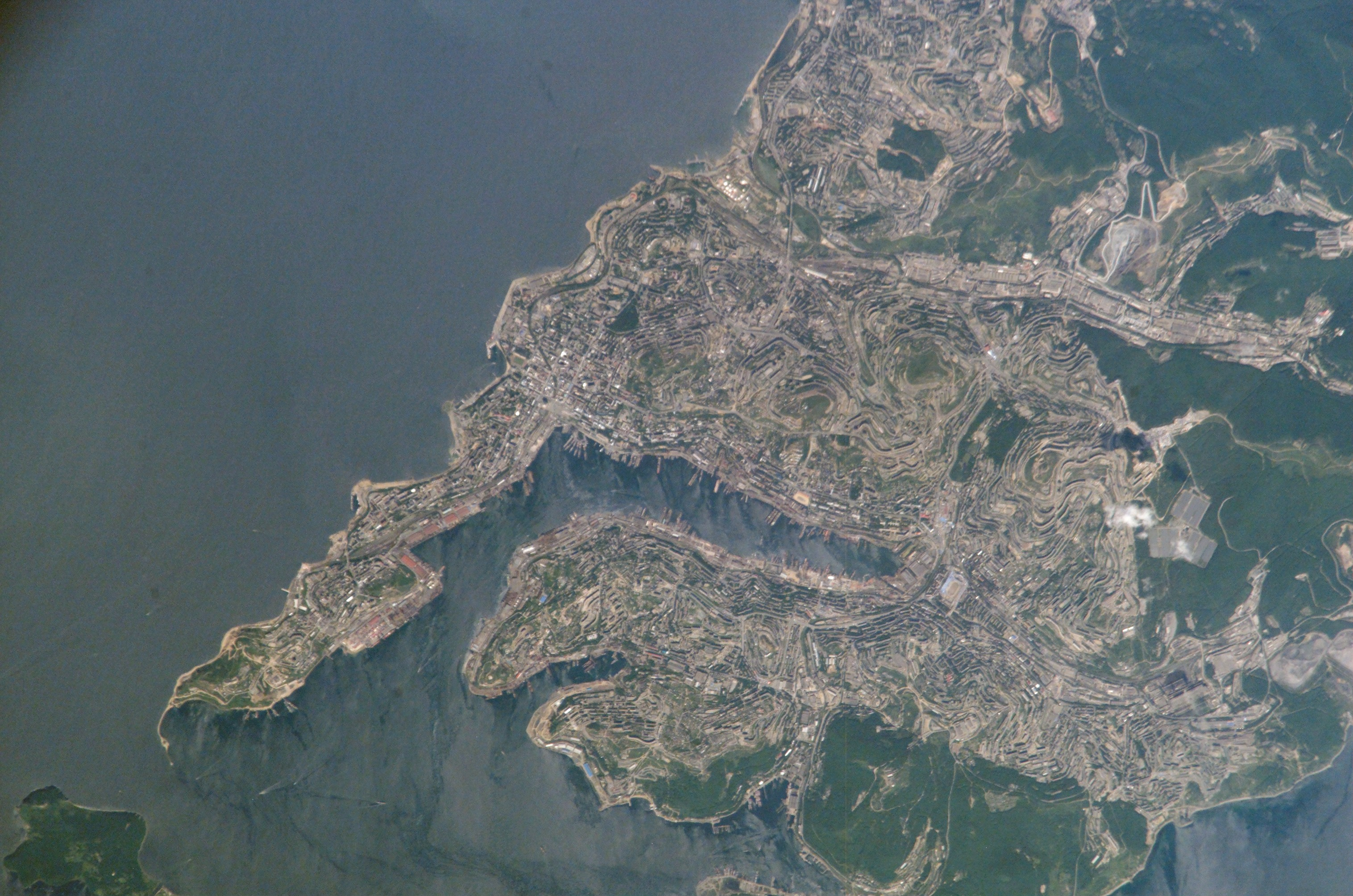
Вид города из космоса (2002)
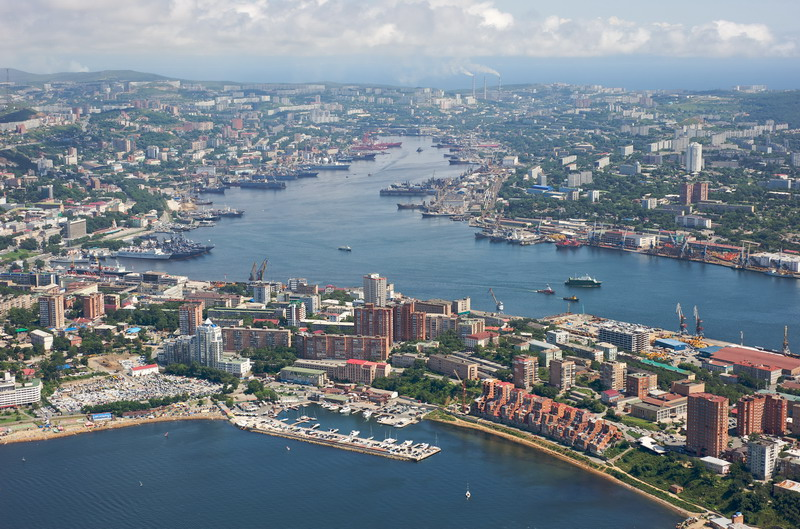
Вид на бухту Золотой Рог с высоты (2008)
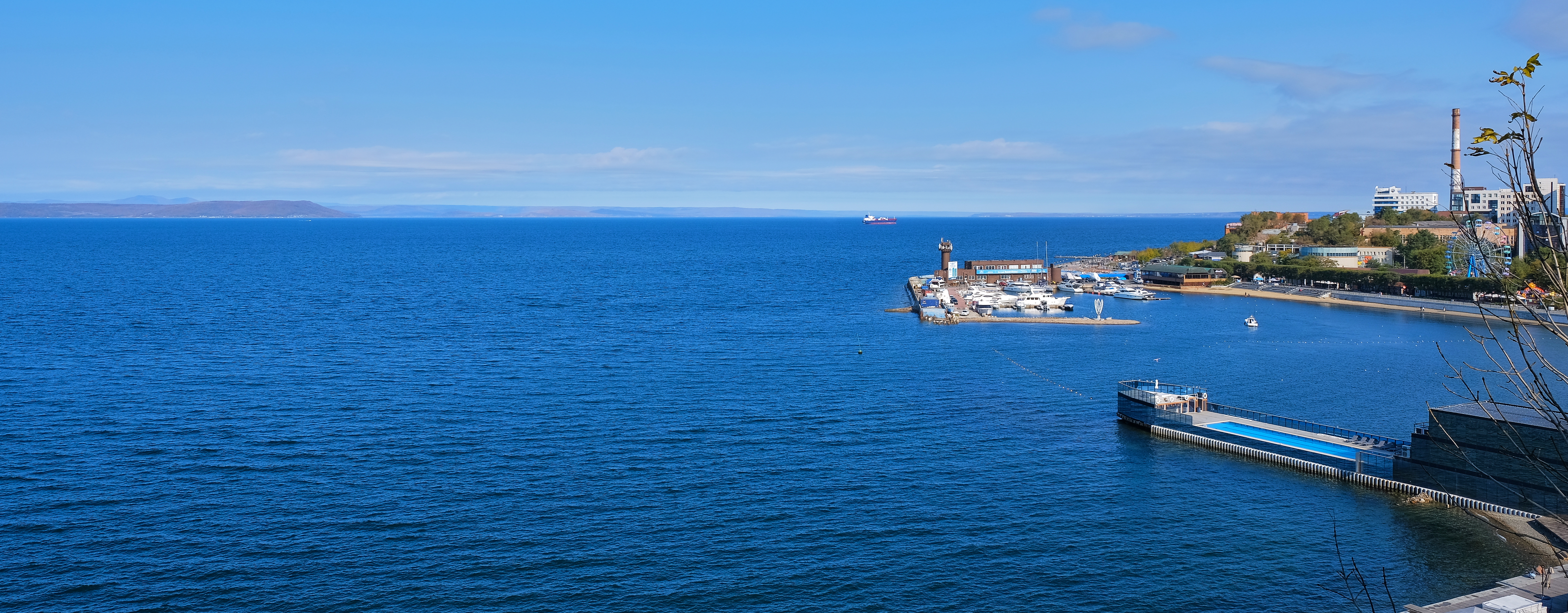
Амурский залив и набережная Спортивной гавани (2024)

| С-З | Харбин ~ 693 км                    | Хабаровск ~ 754 км Арсеньев ~ 240 км Уссурийск ~ 99 км Артём ~ 45 км | Южно-Сахалинск ~ 1657 км | С-В |
| З   | Москва ~ 9160 км Чаньчунь ~ 767 км | Роза ветров                                                          | Находка ~ 185 км         | В   |
| Ю-З | Пхеньян ~ 1329 км                  | Сеул ~ 1367 км Кванджу ~ 1651 км                                     |                          | Ю-В |

Кратчайшее расстояние до Москвы по поверхности Земли (на высоте 0 м над уровнем моря) составляет 6430 километров, по железной дороге — 9288 километров. Расстояние до других, более близких городов: Сеул — 750 км, Токио — 1060 км, Пекин — 1340 км, Гонконг — 2820 км, Манила — 3330 км, Бангкок — 4400 км, Сингапур — 5400 км, Дарвин (Австралия) — 6180 км.
Владивосток находится в часовой зоне МСК+7. Смещение применяемого времени относительно UTC составляет +10:00.
В соответствии с применяемым временем и географической долготой средний солнечный полдень во Владивостоке наступает в 13:13.

### Климат
Климат Владивостока умеренный муссонный. Для него характерна чётко выраженная контрастная смена сезонных воздушных масс. Вместе с тем климатические условия города являются одними из самых благоприятных на Дальнем Востоке России.
Зимний период (ноябрь—март) отличается морозной, сухой и ясной погодой, чему способствует перемещение сухого холодного воздуха северными и северо-западными ветрами зимнего муссона. Средняя скорость ветра в этот период — 6—9 м/с. Осадков в виде снега выпадает малое количество — 14—24 мм, а влажность воздуха составляет 59—60 %. В первую половину зимы может выпадать обильный, часто мокрый снег, ломающий деревья.
В весенний период преобладают юго-восточные ветры со средней скоростью 6,4 м/с. При высокой влажности, погода остаётся прохладной. Поздней весной случаются моросящие дожди и туманы, количество осадков — в районе 7—26 мм.
Календарное лето во Владивостоке делится на два чётко разделённых периода. Первая половина характеризуется прохладной и пасмурной погодой, с моросящими дождями и туманами. Вторая половина отличается тёплой погодой с преобладающими юго-восточными ветрами при средней скорости 5,3—5,8 м/с. В летний период характерны тайфуны с ливневыми дождями, когда скорости ветра вырастают в 5—8 раз, до 20—35 м/с. Влажность воздуха достигает максимальных отметок в 87—91 %. Климатическое лето продолжается с конца июня до конца сентября.
В первую половину календарной осени преобладает тёплая, сухая и солнечная погода. Для сентября характерны юго-восточные ветры, в октябре-ноябре сменяющиеся северными. Количество осадков к зиме постепенно уменьшается. Первые заморозки обычно наступают в начале ноября.
Среднегодовая температура воздуха в городе 5,1 °C. Самый тёплый месяц — август, с температурой 20,0 °C, самый холодный — январь −11,9 °C. Абсолютный максимум температуры +33,6 °C был зарегистрирован 16 июля 1939 г. и 17 июля 1958 г., минимум −31,4 °C регистрировался 10 января 1931 г. Температура воды в августе и начале сентября +21..+23 °С (максимум +26,5 °С). Из-за сложности рельефа сумма активных температур воздуха в районе города колеблется от 2200 до 2800 °C.
Средний годовой уровень осадков составляет 840 мм. Рекордный максимум осадков за сутки 243,5 мм пришёлся на 13 июля 1989 (тайфун «Джуди»). Абсолютный максимум осадков за месяц, 521 мм, был зарегистрирован в августе 2019. Среднегодовое давление составляет 763 мм ртутного столба.
Всемирная метеорологическая организация приняла решение о необходимости расчёта двух климатических норм: климатологической стандартной и опорной. Климатологическая стандартная норма обновляется каждые десять лет, опорная норма охватывает период с 1961 г. по 1990 г..
| Показатель                              | Янв.  | Фев.  | Март  | Апр. | Май  | Июнь | Июль | Авг. | Сен. | Окт. | Нояб. | Дек.  | Год   |
| --------------------------------------- | ----- | ----- | ----- | ---- | ---- | ---- | ---- | ---- | ---- | ---- | ----- | ----- | ----- |
| Абсолютный максимум, °C                 | 5,0   | 9,9   | 19,4  | 27,7 | 29,5 | 31,8 | 33,6 | 32,6 | 30,0 | 23,7 | 17,5  | 9,4   | 33,6  |
| Средний суточный максимум, °C           | −7,8  | −3,8  | 2,7   | 10,1 | 14,9 | 17,9 | 21,6 | 23,3 | 20,1 | 13,2 | 3,3   | −5,4  | 9,2   |
| Средняя температура, °C                 | −11,9 | −8,1  | −1,5  | 5,3  | 10,0 | 13,8 | 18,1 | 20,0 | 16,3 | 9,2  | −0,7  | −9,2  | 5,1   |
| Средний суточный минимум, °C            | −15   | −11,3 | −4,5  | 2,1  | 7,0  | 11,3 | 16,1 | 17,9 | 13,5 | 6,2  | −3,5  | −12   | 2,3   |
| Абсолютный минимум, °C                  | −31,4 | −28,9 | −21,3 | −7,8 | −0,8 | 3,7  | 8,7  | 10,1 | 1,3  | −9,7 | −20   | −28,1 | −31,4 |
| Норма осадков, мм                       | 12    | 16    | 27    | 43   | 97   | 104  | 155  | 176  | 103  | 67   | 36    | 19    | 855   |
| Источник: (Метеостанция «Владивосток»). |       |       |       |      |      |      |      |      |      |      |       |       |       |

| Показатель                             | Янв. | Фев.  | Март | Апр. | Май | Июнь | Июль | Авг. | Сен. | Окт. | Нояб. | Дек. | Год |
| -------------------------------------- | ---- | ----- | ---- | ---- | --- | ---- | ---- | ---- | ---- | ---- | ----- | ---- | --- |
| Средняя температура, °C                | −13  | −10,2 | −2,4 | 4,3  | 9,5 | 12,8 | 17,2 | 19,4 | 15,2 | 8,1  | −1,2  | −9,4 | 4,2 |
| Норма осадков, мм                      | 15   | 18    | 24   | 52   | 61  | 99   | 119  | 149  | 124  | 68   | 38    | 19   | 786 |
| Источник: (Метеостанция «Владивосток») |      |       |      |      |     |      |      |      |      |      |       |      |     |

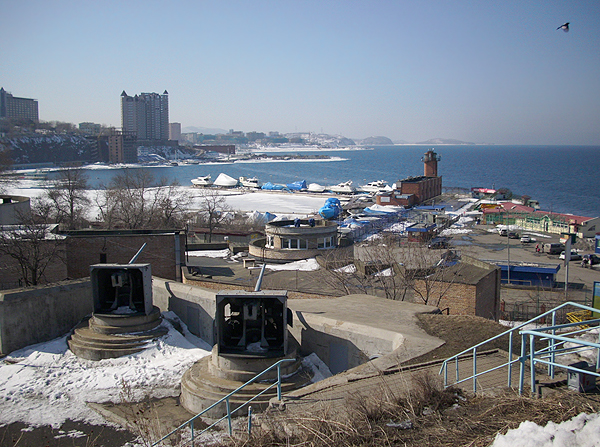
Зима во Владивостоке отличается ветреной, но малоснежной погодой
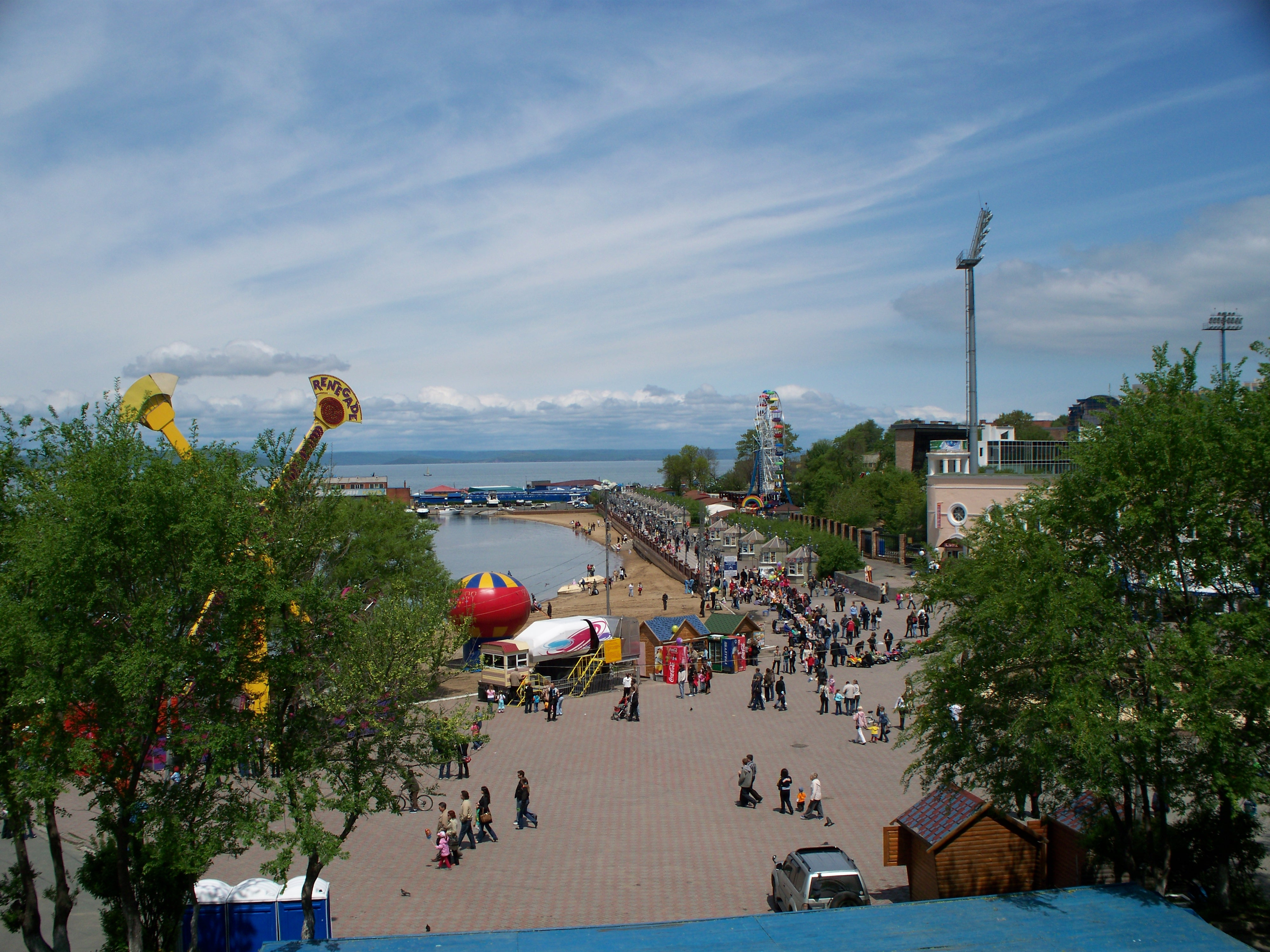
Из-за муссонов климатическое лето в городе длится до конца сентября

### Растительный мир

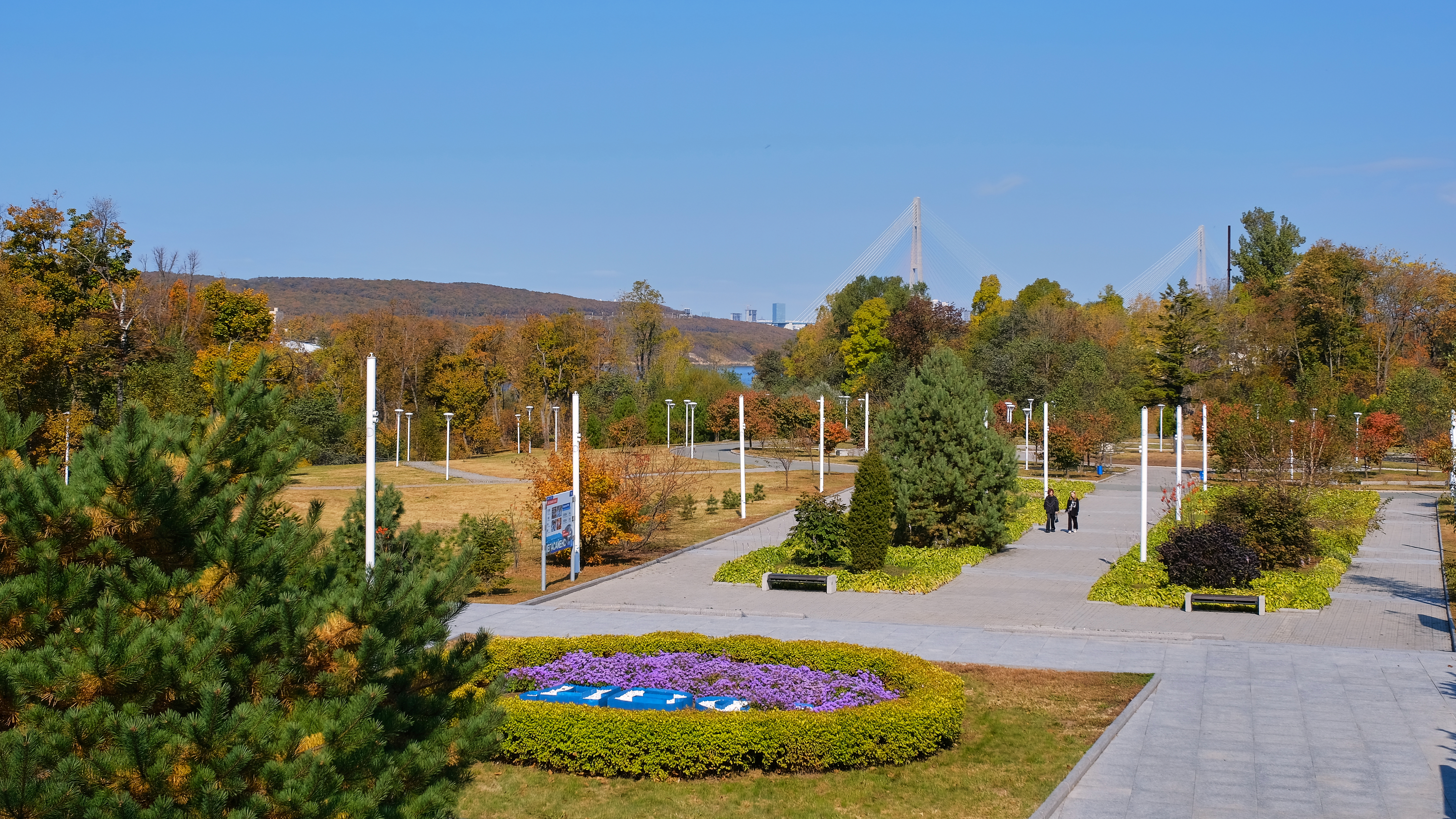
Остатки лесов, вошедших в парк ДВФУ

Город расположен на стыке зон высотной поясности и широколиственных лесов. Флора города, расположенного в южной подзоне смешанных хвойно-широколиственных лесов, включает более 1000 видов сосудистых растений: субтропические элементы местной флоры составляют 3 % от общего числа видов, на маньчжурский дубравный комплекс приходится до 70 %, на таёжный — 13 %, на местные аркто-монтанные виды — 1 %.
В числе наиболее распространённых — ясень маньчжурский, ильм японский, берёза плосколистная, ясень носолистный, робиния ложноакациевая, пузыреплодник калинолистный. Местами сохранились древние чернопихтарниковые леса, но в настоящее время преобладают вторичные: дубово-кленово-липовые, на островах — дубово-кленово-берёзовые, в долинах рек — ивняки, ильмовые и ясеневые леса. В пригородных лесах произрастают корейский кедр, лещина, лесные ягоды, грибы, папоротник, черемша, лекарственные растения.
На севере Владивостока расположен Ботанический сад-институт ДВО РАН, в заповедной зоне которого охраняются коренные чернопихтово-широколиственные и кедрово-широколиственные леса южного Приморья. По другим данным, кедрово-широколиственные (кедрово-дубовые) леса здесь сменились вторичными дубовыми лесами, в подлеске которых встречается природный символ Владивостока — рододендрон остроконечный.

### Фауна

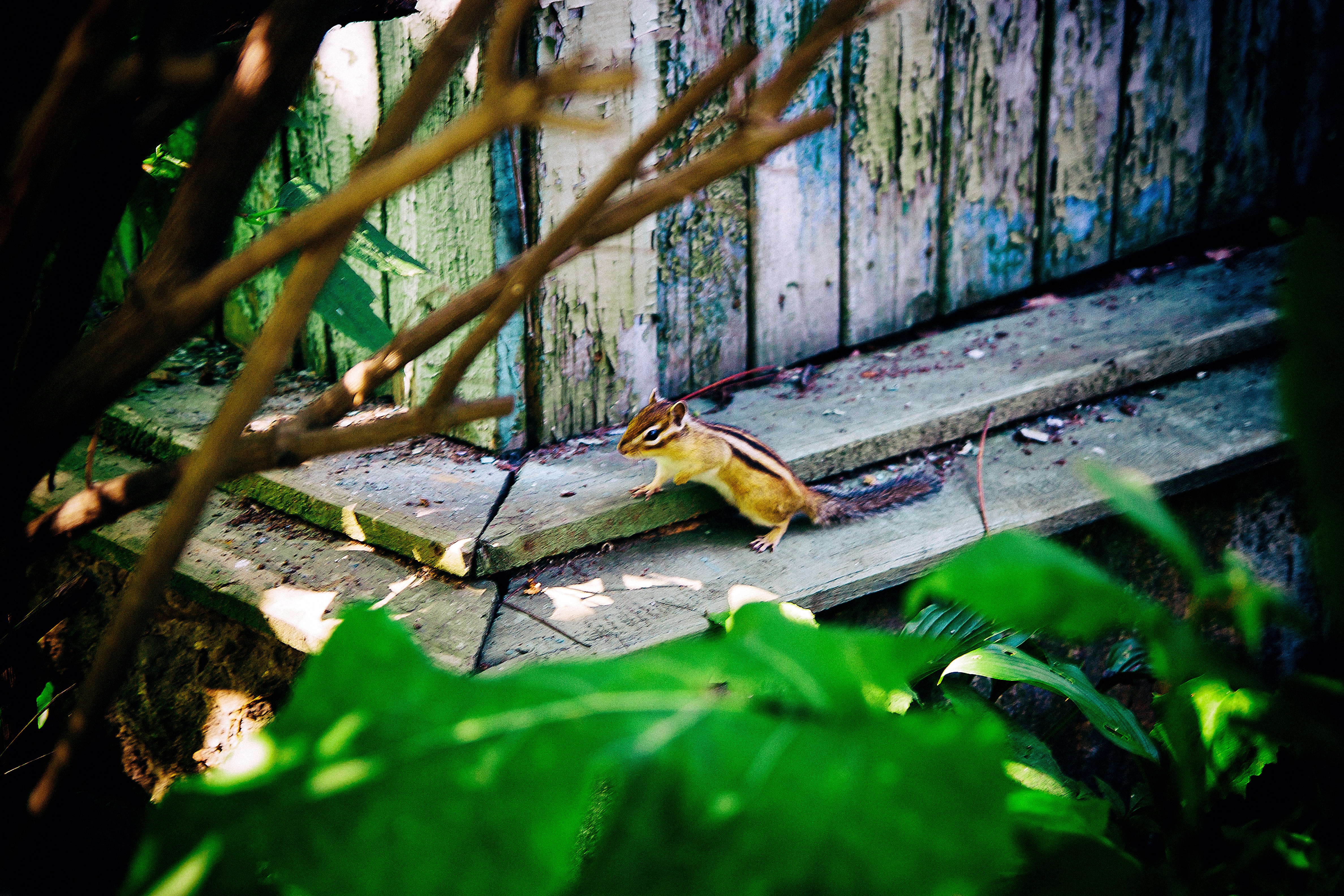
Бурундук в Ботаническом саду ДВО РАН

Из птиц в черте города обитают не менее 50 гнездящихся видов, среди них: голуби, воробьи, чернохвостая чайка, белопоясный стриж, сорока, камчатская трясогузка, белобрюхая синица. Из насекомоядных в лесах водятся: амурский ёж, уссурийский крот (могера), тундряная, крупнозубая и большая бурозубки. Из рукокрылых в летнее время и на пролётках отмечены: ночницы, бурый ушан, кожановидный нетопырь, двухцветный кожан, трубконосы. Из зайцеобразных — маньчжурский заяц. Из грызунов — летяга, обыкновенная белка, азиатский бурундук, полевая, лесная и домовая мыши, мышь-малютка, серая и чёрная крысы, ондатра, красно-серая и дальневосточная полёвки. Среди хищников — енотовидная собака, лисица, барсук, ласка, колонок, дальневосточный лесной кот.
Прибрежные воды Владивостока богаты морскими животными. Здесь водятся: сельдь, корюшка, навага, камбала, терпуг, краснопёрка, пеленгас, мидии, трепанги, гребешки, осьминоги и крабы.

### Экологическая обстановка
Во Владивостоке в 2024 году наблюдался «повышенный» уровень загрязнения воздуха: комплексный индекс загрязнения атмосферы (ИЗА) = 5,9, стандартный индекс (СИ) бенз(а)пирена = 1,5. Больше всего воздух в городе загрязнён диоксидом азота и формальдегидом.
Для Владивостока, с трёх сторон омываемого морем, проблемой является высокое загрязнение окружающих его акваторий Амурского и Уссурийского заливов, пролива Босфор Восточный и, особенно, бухты Золотой Рог. В декабре 2013 года представитель Росгидромета объявил самой грязной акваторией России. По результатам мониторинга 2024 года воды Золотого Рога, Амурского и Уссурийского заливов оценивались как «загрязнённые», бухты Диомид и пролива Босфор Восточный — как «умеренно загрязнённые».

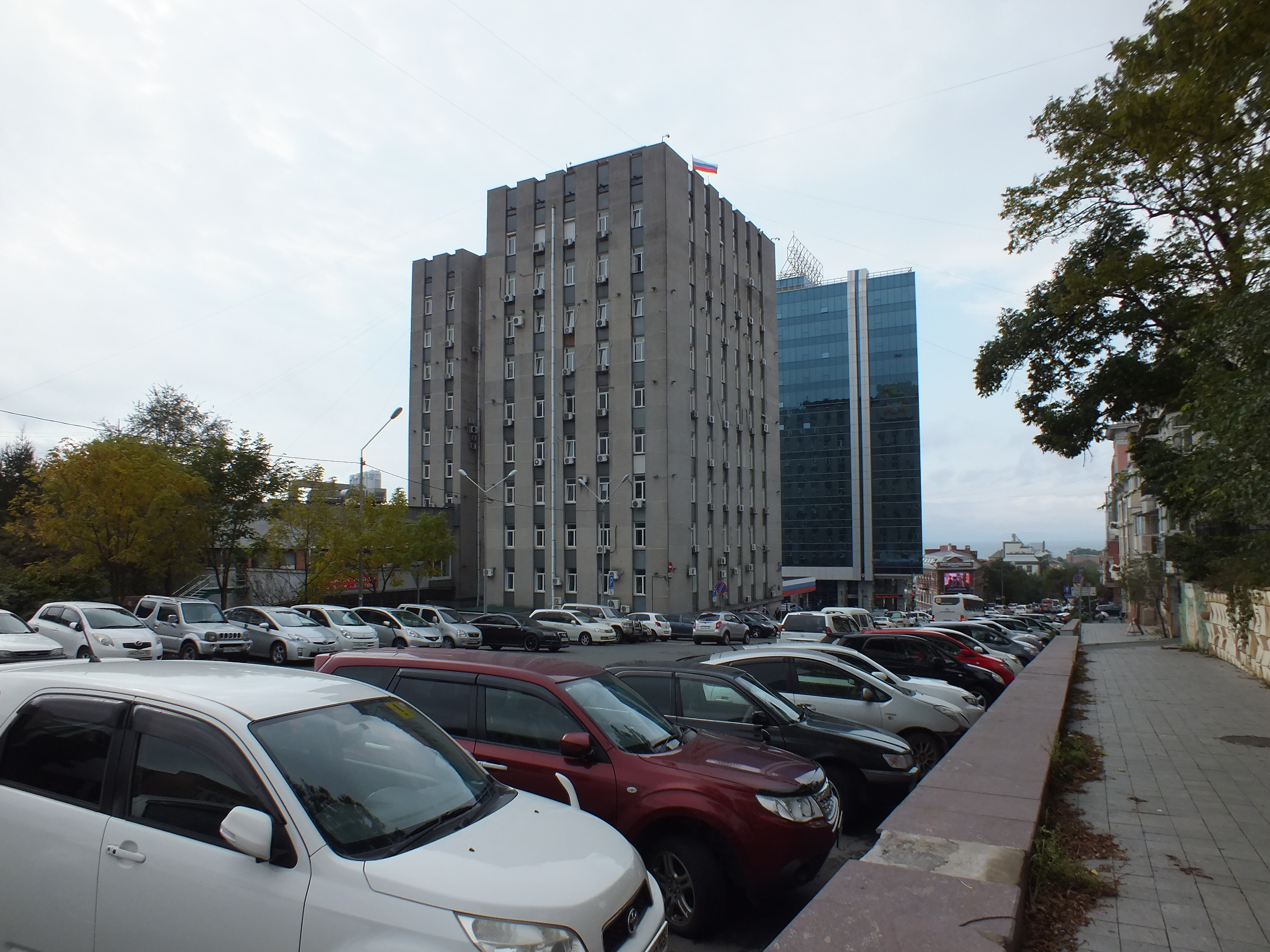
Автомобильный транспорт — главный источник загрязнения воздуха в городе
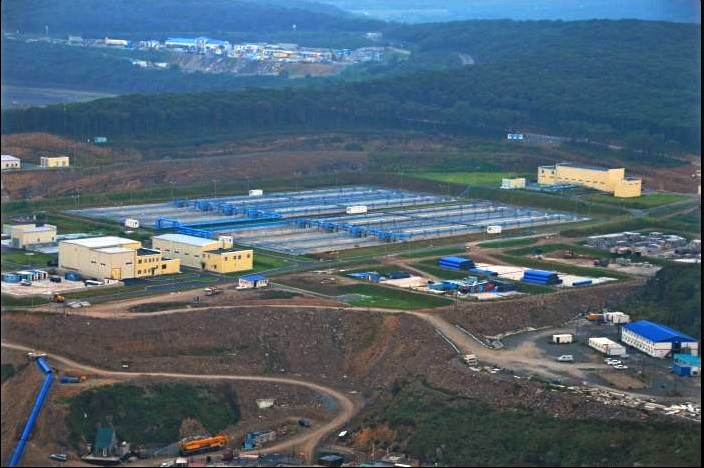
Южные очистные сооружения Владивостока
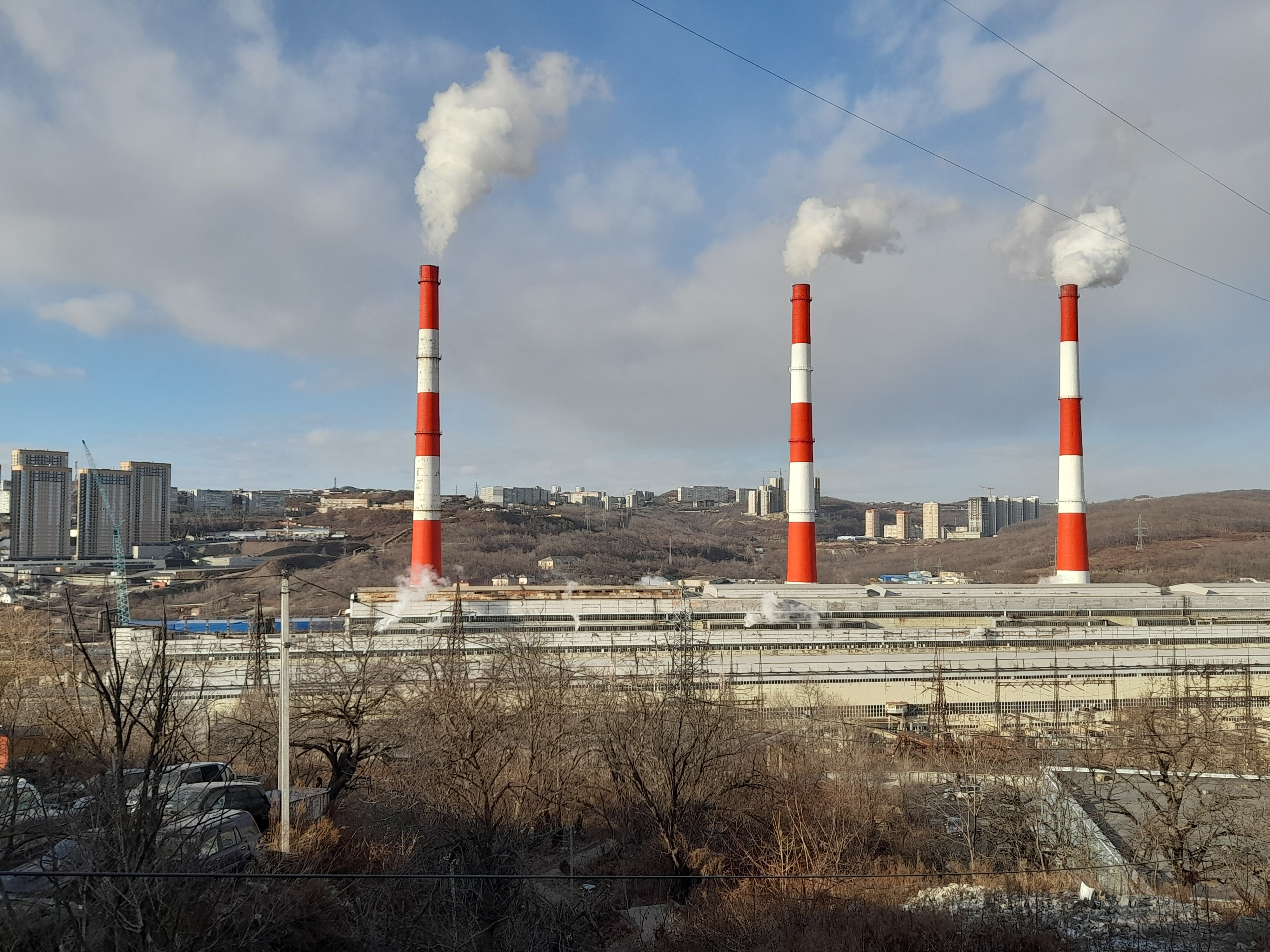
Владивостокская ТЭЦ-2

Природоохранные мероприятия
Основными источниками загрязнения морских вод вблизи Владивостока являются промышленные и канализационные стоки Владивостока и других населённых пунктов, а также загрязнённые воды рек, впадающих в море поблизости. Исторически Владивосток развивался как город без очистных сооружений, в котором почти все стоки напрямую сливались в море. В 1990-е — 2000-е годы лишь 2 % сточных вод города подвергались очистке.
В период подготовки Владивостока к проведению саммита АТЭС 2012 были построены три комплекса очистных сооружений и реконструирован четвёртый. В результате проектная мощность очистных сооружений выросла до 380 тыс. м³ в сутки (Северные очистные — 50 тыс. м³ в сутки, Центральные — 160 тыс. м³ в сутки, Южные — 160 тыс. м³ в сутки, Очистные сооружения на о. Русском — 10 тыс. м³ в сутки).
В 2012 году губернатор Приморского края Владимир Миклушевский заявил о полном прекращении сброса неочищенных стоков в море. На самом деле, наиболее крупные, южные очистные сооружения, хотя и были построены, долгое время не работали на проектную мощность из-за неподведённых к ним канализационных коллекторов. В 2013 году очистке подвергались лишь 30 % стоков города, в 2016 — уже около 85 %. По другим данным, в 2016 году очищались 75 % от той части стоков, которые выпускаются в бухту Золотой Рог, в натуральном выражении очистку проходили лишь 126 тыс. м³ в сутки. В 2016 году на очистные сооружения были переключены лишь три из семи выпусков сточных вод. Река Объяснения, впадающая в бухту Золотой Рог, в 2017 году представляла собой мутную, пахнущую канализацией речку. Биологи, взяв в 2017 году со дна бухты в самой грязной её части (район устья речки Объяснения) несколько проб, ни в одной из них не обнаружили бентосных форм жизни ‒ микроорганизмов и организмов, которые обитают на дне.

## История

### Основание города

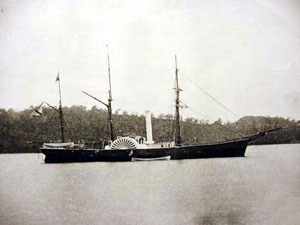
Пароходо-корвет «Америка» в бухте Золотой Рог

Долгое время российское правительство искало опорный пункт на Дальнем Востоке; эту роль поочерёдно выполняли Охотск, Аян, Петропавловск-Камчатский, Николаевск-на-Амуре. К середине XIX века поиски форпоста зашли в тупик: ни один из портов не отвечал необходимому требованию: иметь удобную и защищённую гавань, рядом с торговыми путями. Силами генерал-губернатора Восточной Сибири Николая Муравьёва-Амурского был заключён Айгунский договор, началось активное исследование Приамурья, и позже, в результате подписания Тяньцзиньского и Пекинского трактатов, к России были присоединены в том числе территории современного Владивостока. Само название Владивосток появилось ещё в середине 1859 года, употреблялось в газетных статьях и в документообороте Военного и Морского ведомств России, обозначало бухту. 20 июня (2 июля) 1860 года транспорт Сибирской флотилии «Манджур» под командованием капитан-лейтенанта Алексея Карловича Шефнера доставил в бухту Золотой Рог воинское подразделение для основания военного поста, который теперь уже официально получил название Владивосток.

Порт можно считать лучшим изо всех. Он многим напоминает Ольгу, но только меньше её, уютнее, но теплее и веселее. Впрочем, те же дубы кругом, те же картинные горы. В низменностях речки журчат; в берегах много ключей бьёт. На днях поставленный пост наш, своими белыми палатками, хорошо глядит в группе ещё не вырубленных и ещё только расчищенных дубовых деревьев.— Первые дни порта в описании этнографа Сергея Максимова.

### XIX век — начало XX века
31 октября (12 ноября) 1861 года во Владивосток с семьёй прибыл первый гражданский поселенец — купец Яков Лазаревич Семёнов. 15 (27) марта 1862 года был зарегистрирован первый акт покупки им земли, а в 1870 году Семёнова избрали первым старостой поста. Возникло местное самоуправление. К этому времени специальная комиссия приняла решение о назначении Владивостока опорным портом Российской империи на Дальнем Востоке. В 1871 году во Владивосток из Николаевска-на-Амуре были переведены главная морская база Сибирской военной флотилии, ставка военного губернатора и иные морские ведомства.

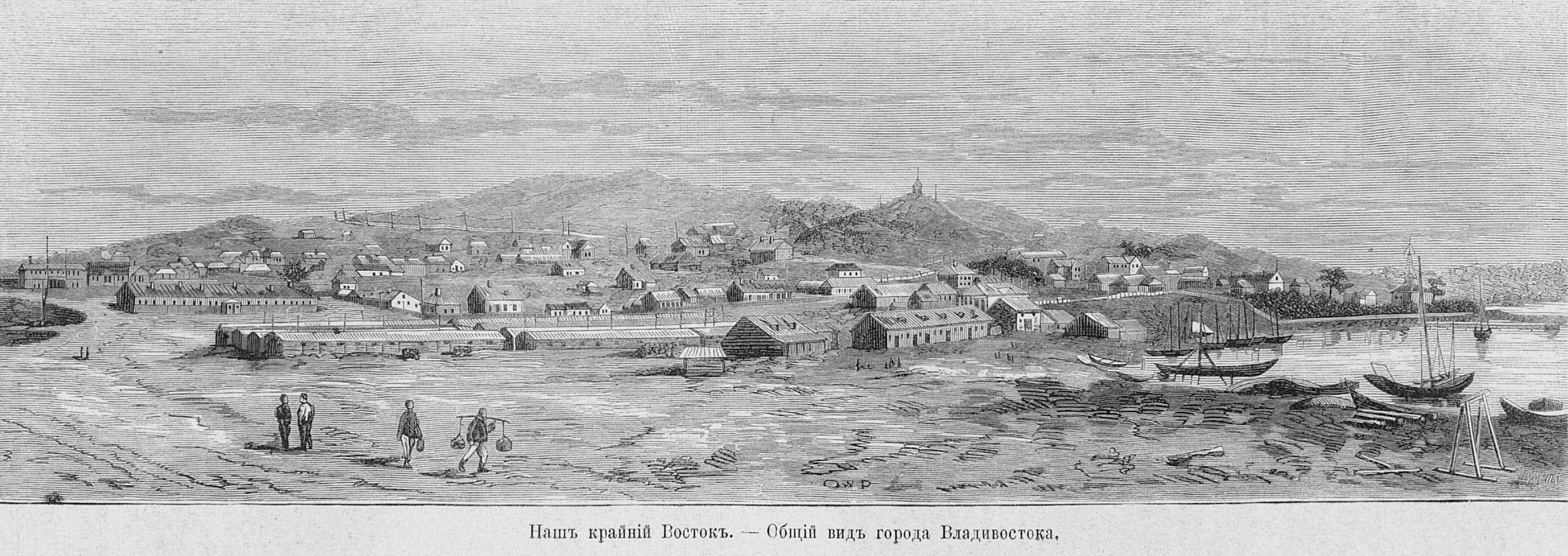
Общий вид Владивостока, 1880 год

Однако и после этого не прекращались попытки перенести строительство главной военно-морской базы России на Дальнем Востоке в залив Святой Ольги. В 1879 году комиссия военного министерства даже приняла такое решение, оставив за Владивостоком лишь функции коммерческого порта. Сторонники Владивостока наряду с многочисленными протестами организовали даже кампанию в прессе в защиту Владивостока. Для окончательного решения вопроса весной 1879 года на Дальний Восток был командирован офицер Главного штаба генерал-майор М. П. Тихменёв, которому наряду с другими поручениями было поручено произвести подробное военно-стратегическое исследование российского побережья Японского моря, в том числе изучить военное и экономическое значение пунктов, «претендующих на роль военного порта». Решительный выбор Тихменёва в пользу Владивостока и обострение отношений с Китаем окончательно решили спорный вопрос.
В 1870-е годы правительство поощряло переселение в Южно-Уссурийский край, что способствовало увеличению населения поста: по первой переписи 1878 года в нём насчитывалось 4163 жителя. Было принято городовое положение и учреждены городская Дума, должность городского главы, принят герб, хотя официально Владивосток не был признан городом.
Из-за постоянной угрозы нападения британского флота Владивосток также активно развивался как военно-морская база.
В 1880 году пост официально получил статус города. На 1890-е годы пришёлся демографический и экономический бум, связанный с завершением строительства Уссурийской ветки Транссибирской магистрали и Китайско-Восточной железной дороги. Согласно первой переписи населения России 9 (21) февраля 1897 года, во Владивостоке проживало 28 993 жителя, а через десять лет население города утроилось.
Первое десятилетие XX века характеризовалось затяжным кризисом, вызванным политической обстановкой: переключение внимания правительства на Порт-Артур и порт Дальний, боксёрское восстание в Северном Китае 1900—1901 годах, русско-японская война 1904—1905 годов, в том числе бомбардировка, и наконец первая русская революция привели к стагнации в хозяйственной деятельности Владивостока.
С 1907 года начался новый этап в развитии города: потеря Порт-Артура и Дальнего вновь сделала Владивосток главным портом России на Тихом океане. Был введён режим порто-франко, и вплоть до 1914 года (до Первой мировой войны) город переживал бурный рост, став одним из экономических центров Азиатско-Тихоокеанского региона. Численность населения Владивостока превысила 100 тыс. жителей при большом национальном разнообразии: русские составляли на тот момент менее половины населения. В городе сложились крупные китайские, корейские и японские общины. Расцвела общественная жизнь города; созданы множество общественных объединений, от благотворительных до кружков по интересам.

### Первая мировая война, революция и оккупация
В период Первой мировой войны в городе не проходило активных военных действий. Однако Владивосток стал важным перевалочным пунктом для ввоза из союзных и нейтральных стран военно-технического имущества для войск, а также сырья и оборудования для промышленности. Стремительный рост объёма и номенклатуры поступающих в порт грузов (в 1916 году грузооборот порта превысил 2 млн тонн грузов) потребовал его срочного расширения и технического переоснащения.
Сразу после Октябрьской революции 1917 года, в ходе которой к власти пришли большевики, был объявлен «Декрет о мире» — и, в результате заключённого между ленинским правительством и Германией Брестского мирного договора, советская Россия вышла из Первой мировой войны. 30 октября матросы Сибирской флотилии приняли решение «сплотиться вокруг единой власти Советов» — власть перешла к большевикам. Однако 29 июня 1918 года чехословацкие войска свергли советскую власть в городе, а осенью в него вошли войска США (15 августа 1918 года), Японии, Италии и Канады.
Весь 1919 год край был охвачен партизанской войной. В ночь с 17 на 18 ноября 1919 года во Владивостоке произошёл так называемый «Мятеж Гайды», неудачная попытка местных антиколчаковских сил во главе с чешским генералом Радолой Гайдой свергнуть в Приморье власть колчаковского правительства и провозгласить независимую Сибирскую республику.
30 января 1920 года во Владивосток вступили приморские партизаны и провозгласили его столицей Приморской областной земской управы. 5 апреля 1920 года, после эвакуации из Владивостока несколькими днями ранее американских войск, находящиеся в городе японские войска без объявления войны атаковали вооружённые силы ПЗУ и оккупировали город. Чтобы избежать войны с Японией, с подачи советского руководства, 6 апреля 1920 года была провозглашена Дальневосточная республика. Советская власть официально признала новую республику в мае, однако в Приморье, где находились значительные силы белого движения, произошёл бунт и возник Приамурский земский край.
В октябре 1922 года войска народно-революционной армии Дальневосточной республики под командованием Иеронима Уборевича заняли Владивосток, вытеснив из него соединения Белой армии. В ноябре Дальневосточная республика была ликвидирована, войдя в состав РСФСР.

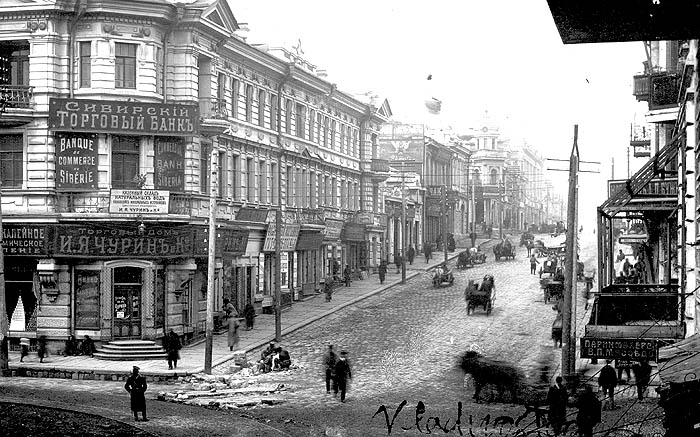
Пересечение Светланской и Алеутской улиц (1910-е)
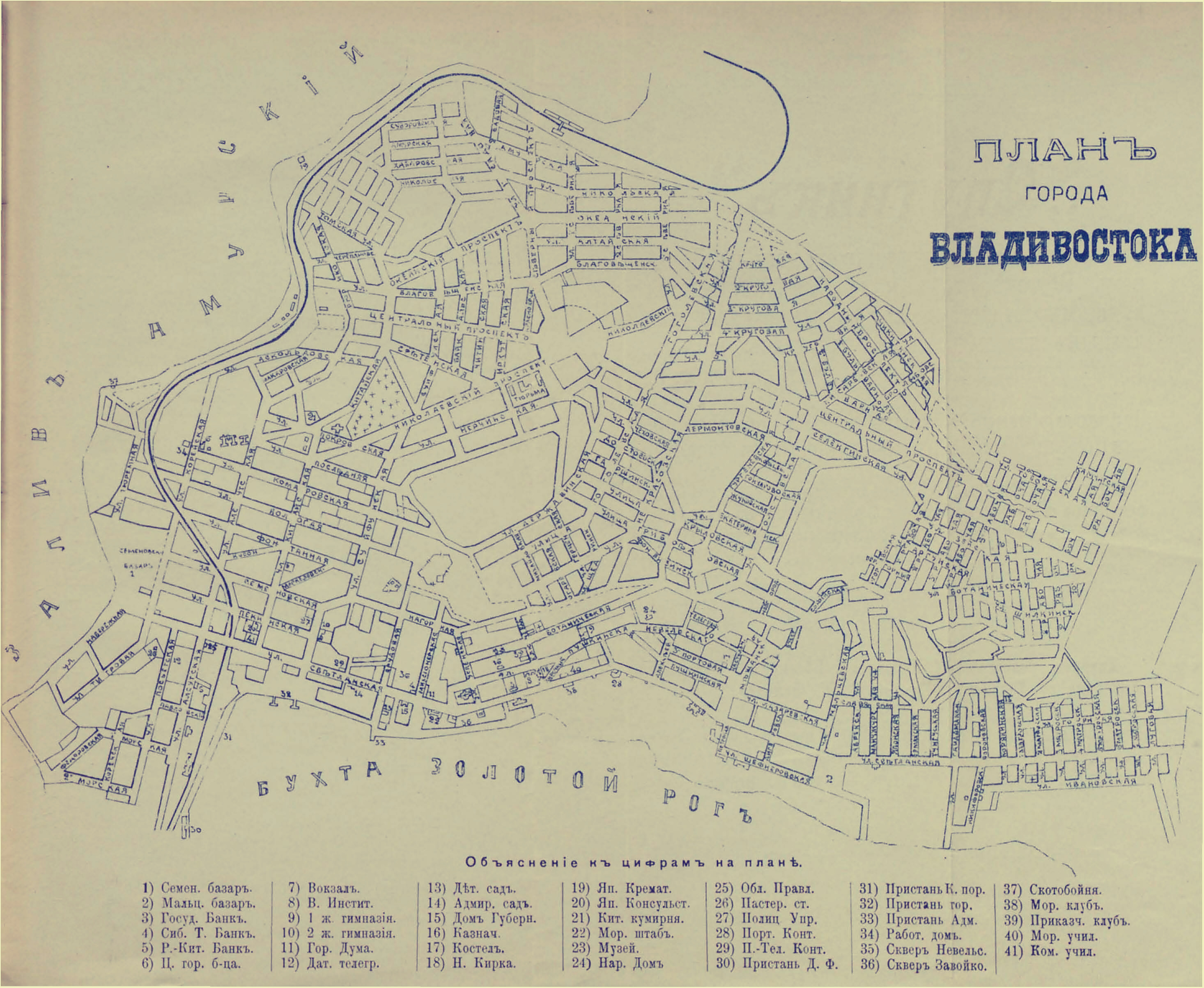
План города 1911 года
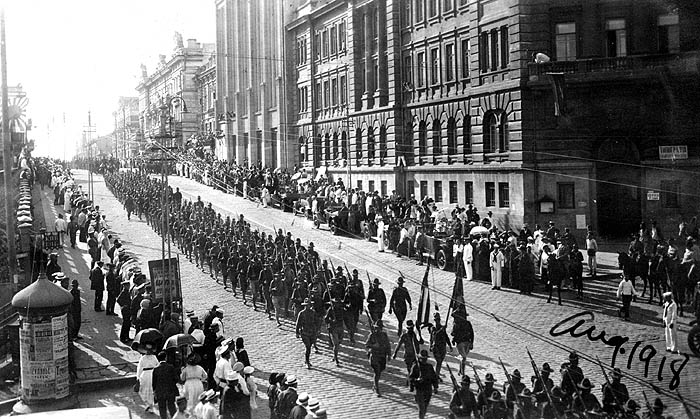
Американские войска во Владивостоке (1918)
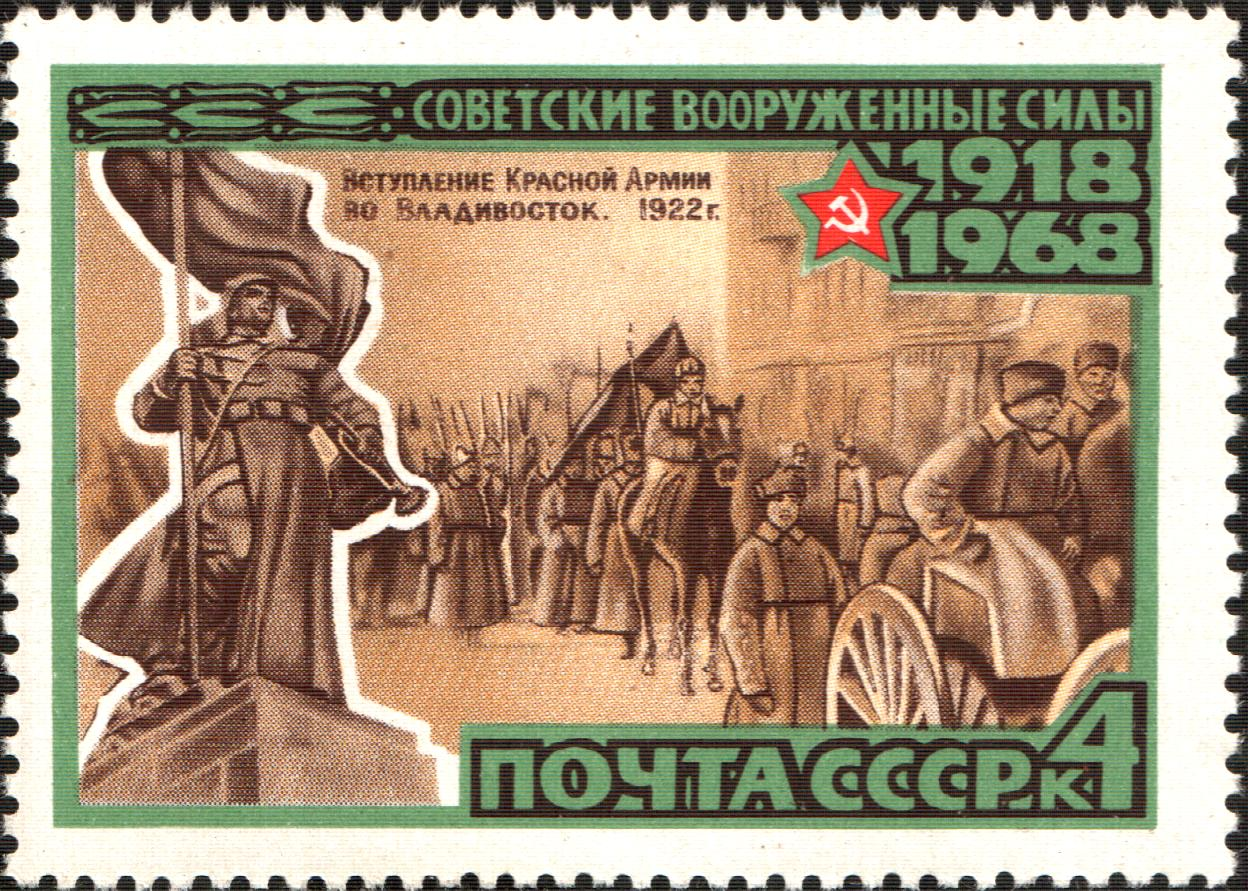
Почтовая марка СССР (1968)

### Советский период
К моменту установления советской власти Владивосток находился в упадке: отступающие силы японской армии вывезли из города все материальные ценности. Жизнь была парализована: в банках отсутствовали деньги, оборудование предприятий было расхищено. Из-за массовой эмиграции и репрессий население города уменьшилось до 106 тыс. В 1923—1925 гг правительство принимает план «восстановительной трёхлетки», в ходе которой возобновляется деятельность торгового порта, который становится самым доходным в стране за 1924—25 гг. Восстановительный период отличался своими особенностями: Дальний Восток не застал военного коммунизма, а сразу попал в ситуацию Новой экономической политики.
В 1925 г. правительство принимает решение об ускоренной индустриализации страны. Первые пятилетки изменили облик Приморья, сделав его индустриальным регионом, отчасти в результате создания в регионе многочисленных исправительно-трудовых лагерей. В 1930—1940-х годах Владивосток служил транзитным пунктом на пути доставки заключённых и грузов для Севвостлага советского супертреста «Дальстрой». В городе располагался Владивостокский пересыльный лагерь. Кроме того, в конце 1930-х — начале 1940-х в районе станции Вторая Речка располагался Владивостокский исправительно-трудовой лагерь (Владлаг).
Владивосток не был местом боевых действий в годы Великой Отечественной войны, хотя постоянно существовала угроза нападения со стороны Японии. В городе, первым в стране, был создан «Фонд обороны», в который владивостокцы несли личные ценности. Владивосток за годы войны переработал импортных грузов (ленд-лиз) почти в 4 раза больше Мурманска и почти в 5 раз больше Архангельской группы портов.
Постановлением Совета Министров СССР «Вопросы Пятого Военно-Морского флота» от 11 августа 1951 года, во Владивостоке был введён особый режим (начал действовать 1 января 1952 г.); город становится закрытым для посещения иностранцами. Предполагалось убрать из Владивостока не только иностранные консульства, но и торговый и рыбный флот и перевести в Ворошилов (ныне Уссурийск) все органы краевой власти. Однако эти планы не были воплощены в жизнь.

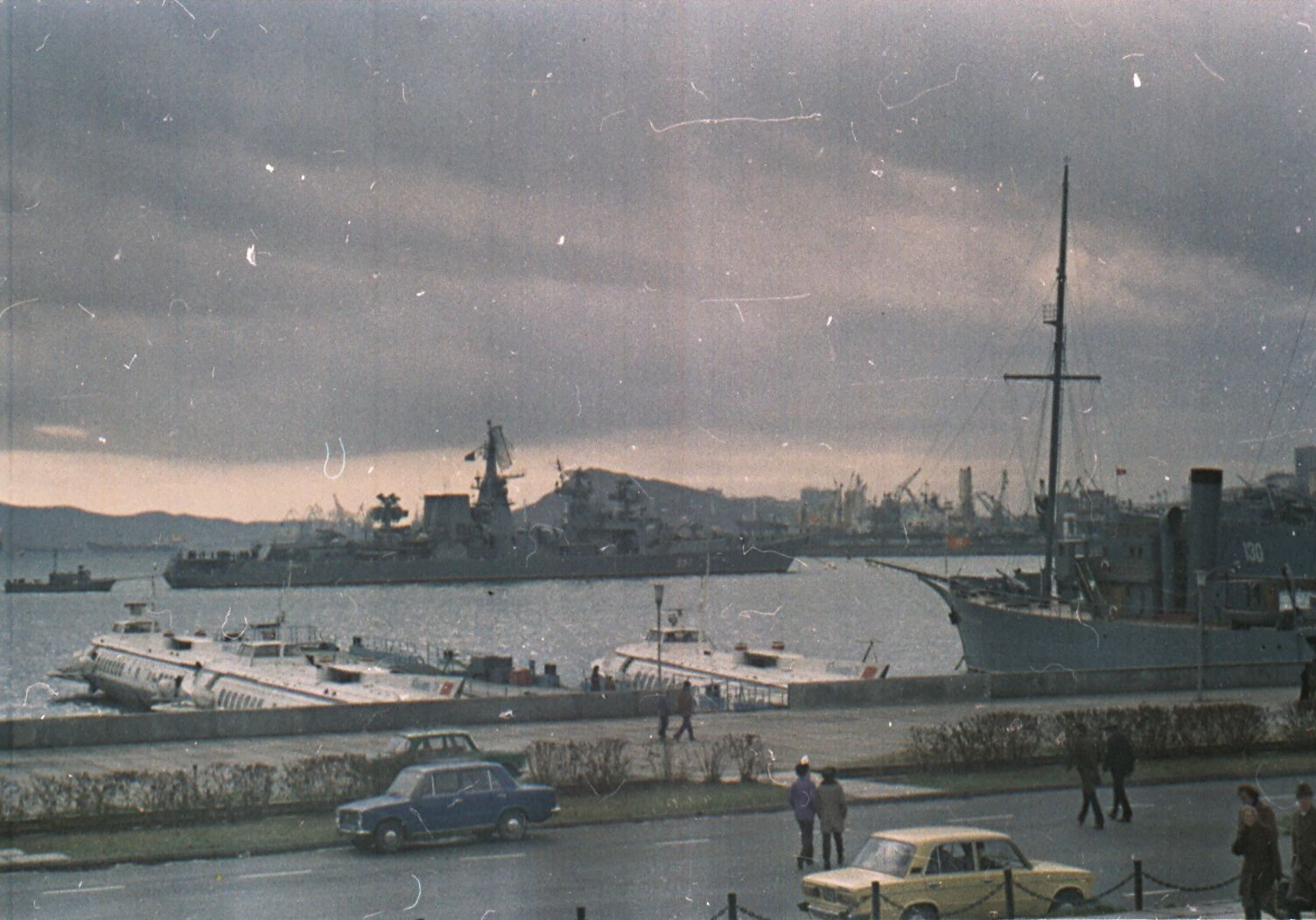
Владивосток в ноябре 1982 года

В годы «хрущёвской оттепели» Владивосток получил особое внимание государственных властей. Впервые Никита Сергеевич Хрущёв посещает город в 1954 г., чтобы окончательно решить, закреплять ли за ним статус закрытой военно-морской базы. Отмечалось, что на тот период городская инфраструктура находилась в плачевном состоянии. В 1959 году Хрущёв повторно посещает город. Итогом становится решение об ускоренном развитии города, которое было оформлено постановлением Совета Министров СССР от 18 января 1960 г. «О развитии г. Владивостока». В 60-е строится новая трамвайная линия, запускается троллейбус, город становится огромной строительной площадкой: на окраинах возводятся жилые микрорайоны, в центре — новые здания общественно-гражданского назначения.
В 1974 году Владивосток с официальным визитом посетил 38-й президент США Джеральд Форд, прибывший для встречи с Генеральным секретарём ЦК КПСС Леонидом Брежневым. На встрече были подписаны протокол к Договору об ограничении систем ПРО и Договор об ограничении подземных ядерных испытаний, которые помогли сдержать гонку вооружений.
20 сентября 1991 года президентом РСФСР Борисом Ельциным был подписан указ № 123 «Об открытии г. Владивостока для посещения иностранными гражданами», со вступлением которого в силу с 1 января 1992 года Владивосток перестал быть закрытым городом.

### Современный период

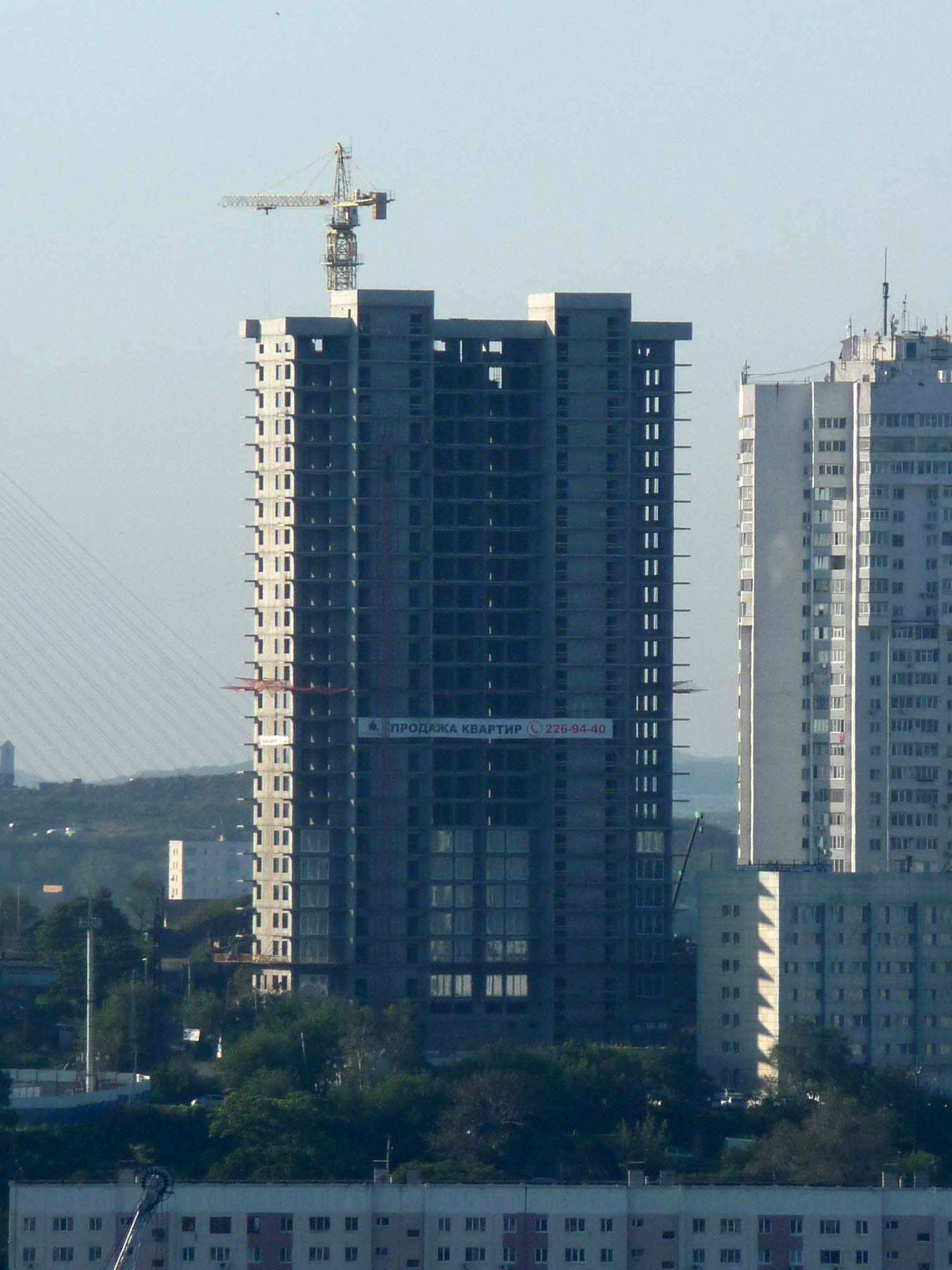
Строительство современных зданий

Распад СССР сильно пошатнул экономику города. Государственные оборонные предприятия оказались лишены госзаказов, что повлекло рост долгов по зарплате и безработицы. Уцелевшие рыболовецкие предприятия, в основном, перешли на экспорт рыбы и морепродуктов в Японию. В 1990-е гг. Владивосток стал центром нелегального рыболовства, а также контрабанды древесины и перепродажи японских машин. Из-за снижения уровня жизни упала рождаемость и усилилась миграция в центральные регионы страны: если в 1992 году население города составляло 648 тыс. человек, то к 2010 году — 578 тыс.
В начале XXI века наметилось улучшение социальной и экономической обстановки.
4 ноября 2010 года Владивостоку присвоено звание «Город воинской славы», а в 2012 году по этому поводу установлена стела.

В сентябре 2012 года на Русском острове прошёл саммит АТЭС. Для подготовки к саммиту государством было вложено около 20 млрд долларов в развитие инфраструктуры города. Основными объектами строительства стали: мост через бухту Золотой Рог и мост на Русский остров, новый аэровокзальный комплекс «Кневичи».

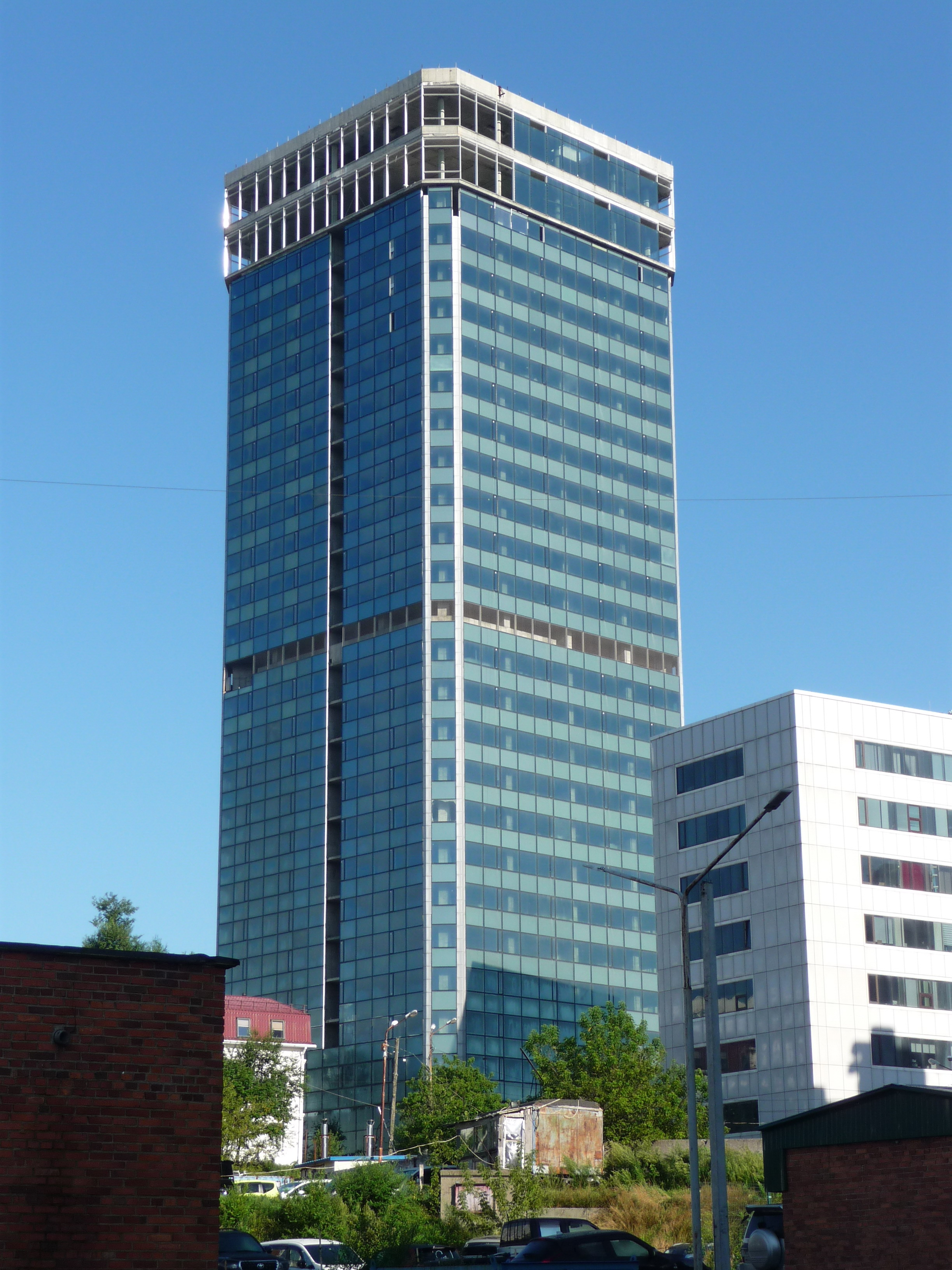
Строительство высотки

В 2012 году к саммиту АТЭС во Владивостоке на острове Русский на берегу бухты Аякс был построен современнейший в России кампус Дальневосточного федерального университета и набережная. ДВФУ — крупнейший на Дальнем Востоке образовательный, исследовательский и инновационный центр, привлекающий к себе научную среду, высокотехнологичный бизнес из России и из-за рубежа. В нём учатся студенты России и стран Азии.
Во Владивостоке 4 театра, более 30 музеев. Приморская картинная галерея обладает коллекцией русской, советской и зарубежной живописи и графики, насчитывающей более 5000 единиц хранения. При основании в 1929 году галерея получила полотна из фондов Эрмитажа, Русского музея и Третьяковской галереи, но большую часть коллекции составляют работы современных приморских художников и скульпторов.
В 2013 году открылся Приморский театр оперы и балета. Техническое оснащение здания театра и его акустическая система — одни из лучших в России. Архитектурной особенностью сооружения стал стеклянный фасад, выполненный по принципу «куба в кубе».
31 мая 2017 года утверждён гимн Владивостока.
13 декабря 2018 года центр Дальневосточного федерального округа был перенесён из Хабаровска во Владивосток.

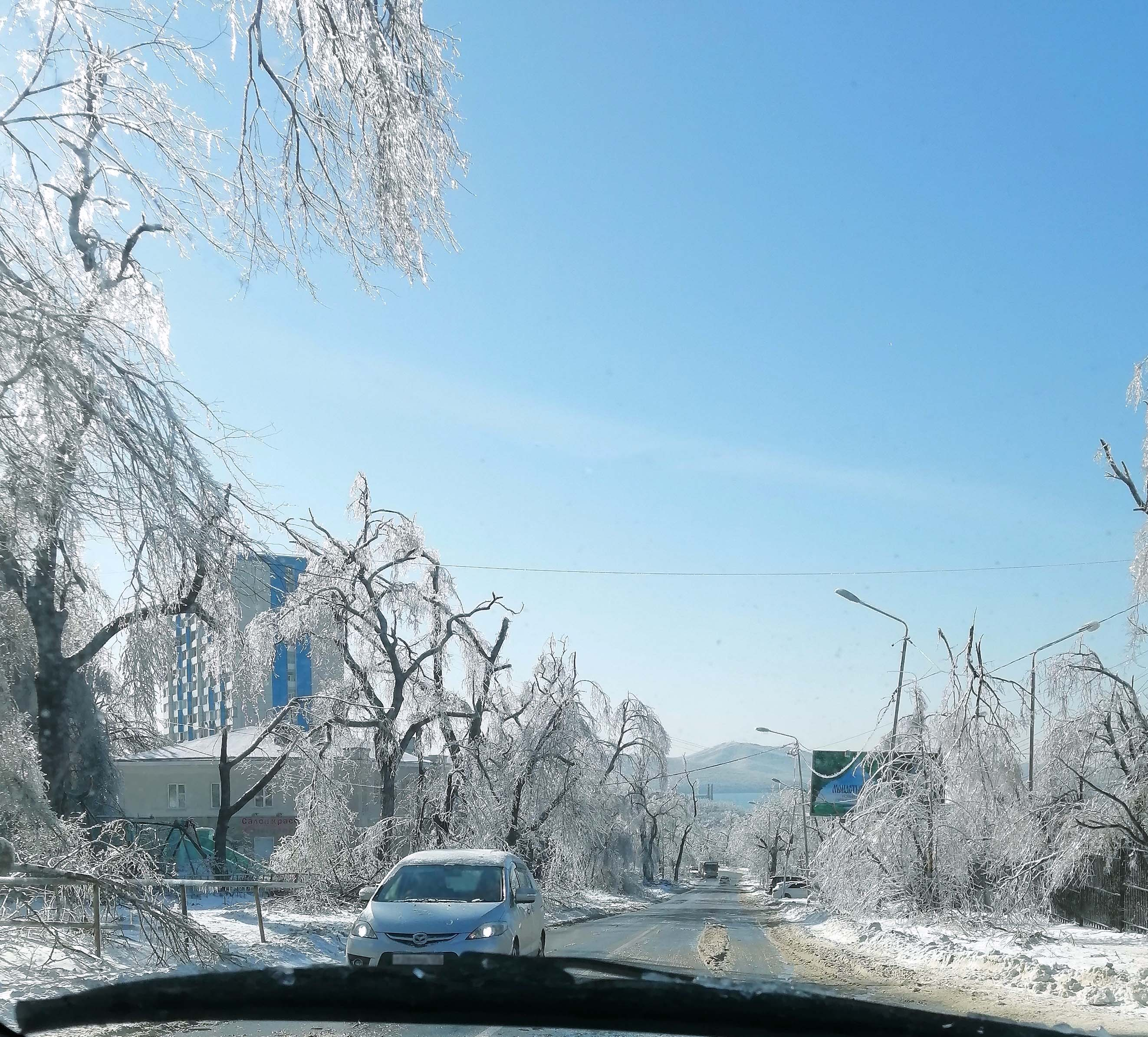
Последствия ледяного дождя в городе

В ноябре 2020 года в городе и крае произошла погодная аномалия — встреча холодной и тёплой воздушных масс, из-за которой идущий дождь начал превращаться в лёд при контакте с холодной поверхностью. Это привело к намерзанию огромной наледи на проводах и деревьях толщиной до 12 мм, из-за чего по меньшей мере 1500 домов остались без электричества, без отопления — 900, без горячей воды — 870, без холодной — от 500. Лишились обеспечения и социально значимые объекты, 60-70 % лесного массива Владивостока было повреждено.
В конце 2023 года Владивосток вместе с Москвой победил в конкурсе «Молодёжная столица России».

## Население
По данным Всероссийской переписи населения 2010 года, численность постоянного населения города Владивостока составила 592 тыс. человек (городского округа — 616.8 тыс. человек). Согласно данным Приморской службы государственной статистики на 2016 год постоянное население городского округа составило 633167 человек. С момента основания города, его население активно росло практически всё время, за исключением периодов Гражданской войны и демографического кризиса 1990-х и начала нулевых. В 1970-х численность населения перевалила за 500 тыс., а в 1992-м достигла исторического максимума в 648 тыс. человек. Средняя плотность населения составляет 1831,9 чел./км².
В последние годы сложилась положительная тенденция к постепенному росту населения как за счёт миграционных процессов, так и за счёт роста рождаемости. За последние пять лет население увеличилось на 30 тысяч: с 2013 года отмечается положительная динамика естественного прироста, а по итогам 2015 года он составил 727 человек.
В возрастной структуре населения города большую долю составляет населения старше трудоспособного возраста, что объясняется процессом демографического старения. Возрастной состав населения: моложе трудоспособного — 12,7 %, трудоспособного — 66,3 %, старше трудоспособного — 21 %. Для населения Владивостока, как и всей России, характерно значительное превышение численности женщин над численностью мужчин.
Согласно переписи населения 2021 года (официально — 2020), городское население Владивостока на 1 октября 2021 года составило 603 519 человек, население городского округа (включающего кроме Владивостока посёлки Русский, Трудовое, Попова, Рейнеке и село Береговое) — 634 835 человек.
На 1 января 2025 года по численности населения город находился на 26-м месте из 1124 городов Российской Федерации.
| 1860     | 1868     | 1878     | 1879     | 1884     | 1885     | 1890     | 1897     | 1902     | 1907     | 1915     |
| -------- | -------- | -------- | -------- | -------- | -------- | -------- | -------- | -------- | -------- | -------- |
| 41       | ↗2453    | ↗8393    | ↗8837    | ↘7617    | ↗13 050  | ↗14 446  | ↗28 933  | ↗31 200  | ↗118 000 | ↘65 728  |
| 1923     | 1925     | 1926     | 1928     | 1929     | 1930     | 1931     | 1933     | 1937     | 1939     | 1940     |
| ↗106 689 | ↗107 385 | ↗107 980 | ↗110 800 | ↗114 408 | ↗120 000 | ↗140 000 | ↗190 000 | ↗206 974 | ↘206 432 | ↗215 000 |
| 1943     | 1944     | 1956     | 1959     | 1962     | 1963     | 1964     | 1965     | 1966     | 1967     | 1968     |
| ↘197 600 | ↗202 300 | ↗265 000 | ↗290 608 | ↗325 000 | ↗338 000 | ↗353 000 | ↗367 000 | ↗379 000 | ↗397 000 | ↗410 000 |
| 1970     | 1971     | 1972     | 1973     | 1974     | 1975     | 1976     | 1979     | 1982     | 1983     | 1984     |
| ↗440 889 | ↗456 000 | ↗472 000 | ↗481 000 | ↗495 000 | ↗521 000 | →521 000 | ↗549 789 | ↗576 000 | ↗584 000 | ↗590 000 |
| 1985     | 1986     | 1987     | 1989     | 1990     | 1991     | 1992     | 1993     | 1994     | 1995     | 1996     |
| ↗600 000 | ↗608 000 | ↗615 000 | ↗633 838 | ↗640 000 | ↗648 000 | →648 000 | ↘643 000 | ↘637 000 | ↘629 000 | ↘624 000 |
| 1997     | 1998     | 1999     | 2000     | 2001     | 2002     | 2003     | 2004     | 2005     | 2006     | 2007     |
| ↘623 000 | ↘616 000 | ↘613 100 | ↘606 200 | ↘598 600 | ↘594 701 | ↘594 700 | ↘590 300 | ↘586 800 | ↘583 700 | ↘580 800 |
| 2008     | 2009     | 2010     | 2011     | 2012     | 2013     | 2014     | 2015     | 2016     | 2017     | 2018     |
| ↘578 800 | ↘578 619 | ↗592 034 | ↗592 100 | ↗597 476 | ↗600 378 | ↗603 244 | ↗604 602 | ↗606 653 | ↘606 589 | ↘604 901 |
| 2019     | 2020     | 2021     | 2023     | 2024     | 2025     |          |          |          |          |          |
| ↗605 049 | ↗606 561 | ↘603 519 | ↘597 237 | ↘591 628 | ↗594 201 |          |          |          |          |          |

### Национальный состав
Согласно данным Всероссийской переписи населения 2010 года во Владивостоке проживают представители более семидесяти национальностей и народностей. Среди них крупнейшие (более тысячи человек): русские — 475,2 тысячи человек, украинцы — 10 474 человека, узбеки — 7109 человек, корейцы — 4192 человека, китайцы — 2446 человек, татары — 2295 человек, белорусы — 1642 человека, армяне — 1635 человек, азербайджанцы — 1252 человека.
Согласно исследованиям, с 2002 года отмечено изменение этнического состава города вследствие миграционных процессов: в 14,4 раза увеличилась доля узбеков, в 5,4 раза — удельный вес китайцев и таджиков, киргизов — в 8,5 раза, корейцев — в 1,6 раза. Более половины корейцев Приморского края проживают компактно в двух городах — Владивостоке и Уссурийске. Во Владивостоке проживают более 80 % узбеков Приморья. Как отмечается, снизилась доля традиционно проживающих в городе украинцев, белорусов, русских, татар.
Распространено мнение о Владивостоке, как о многонациональном городе. Однако отмечается, что сегодня Владивосток не обладает таким же многонациональным разнообразием, как в период с XIX века до Великой Отечественной войны, когда в нём существовали целые национальные кварталы, в том числе китайская Миллионка, Корейская слободка, японский квартал Нихондзин Мати. Мало изучены исторические немецкая, французская, эстонская, американская диаспоры города, среднеазиатские диаспоры начала XXI века.

### Агломерация

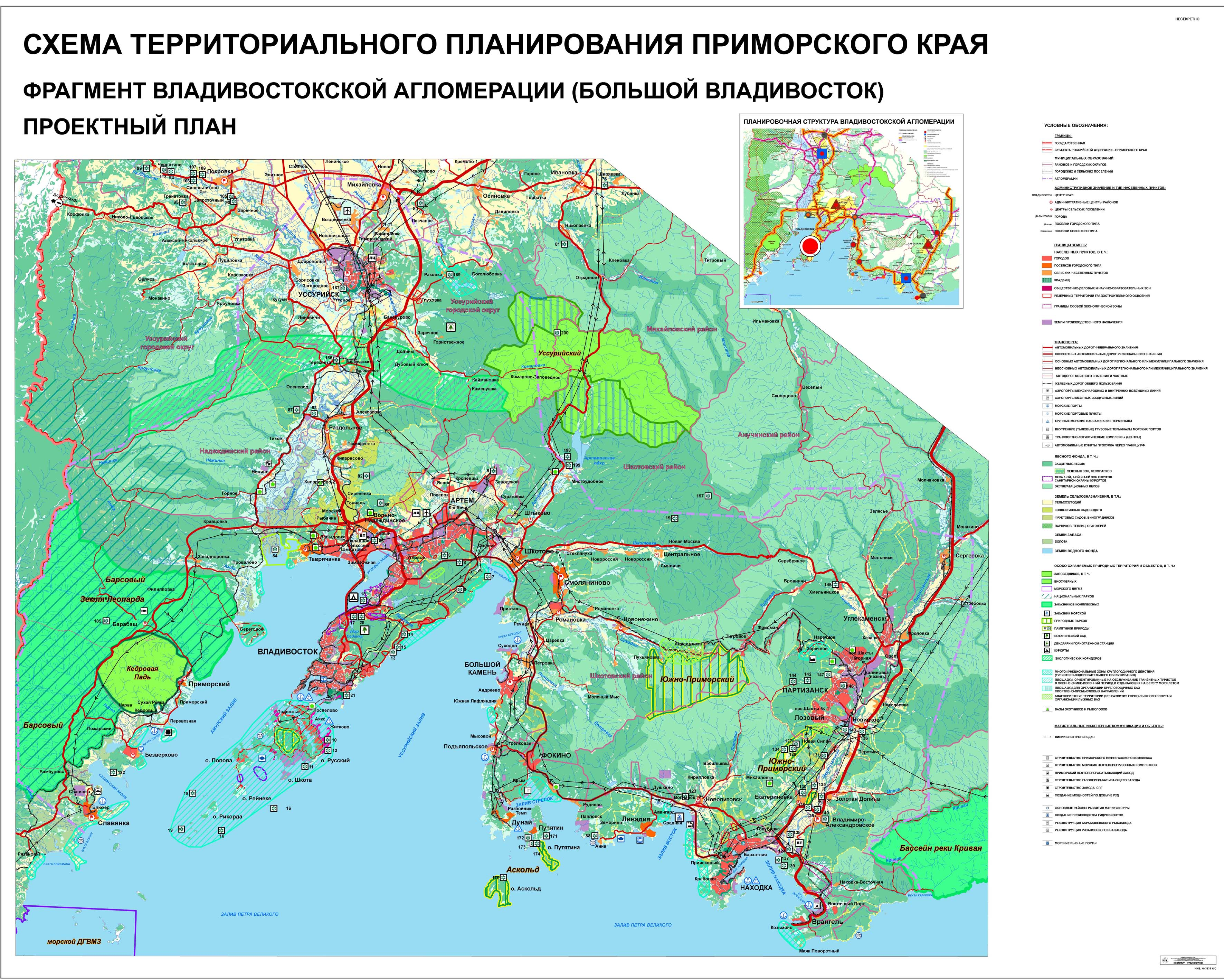
Агломерация Владивостока

Владивосток — центр притяжения населения юга Приморского края, вокруг которого сложилась городская агломерация. Её характеризуют, как сформировавшуюся, но ещё не развитую. Высказывается мнение, что между Владивостоком и Находкой сложилась одна из немногочисленных для России полицентрических агломераций — конурбация. По экспертной оценке Правительства РФ, на 1 января 2010 года общая численность населения агломерации составляла 1 199 063 человека.
28 октября 2014 года было подписано соглашение между четырьмя муниципальными образованиями о создании административного проекта «Владивостокская агломерация», включающего в себя собственно городской округ Владивосток, городской округ Артём, Надеждинский муниципальный район и Шкотовский муниципальный район. По административному проекту площадь агломерации составляет 5308 км², население 807 тыс. жителей (2015).
Численность населения в границах зоны непрерывной городской застройки Владивостокской агломерации составляет 700 тыс. человек. Наиболее крупным из второстепенных пунктов, входящих в агломерацию непрерывно застроенных пространств является город Артём. 1 млн человек — численность населения в границах зоны интенсивной маятниковой миграции.
Сегодня учёные рассматривают агломерацию, как объединённую железнодорожную сеть, наличие международного аэропорта, индустриального домостроения, единой электроэнергетики, водохранилища и 80-километрового водовода, объединённых систем логистики, промышленного производства, сельского хозяйства, туризма Владивостока и прилежащих территорий, повседневную маятниковую трудовую миграцию и массовую автомобилизацию населения этих территорий.

### Известные уроженцы и жители
С Владивостоком связаны имена множества выдающихся личностей, среди которых исследователи и мореплаватели, военачальники, учёные, поэты и герои войны
- Анна Ивановна Щетинина (1908—1999), первая в мире женщина-капитан дальнего плавания
- Павел Гомзяков (1867—1922), врач, учёный, первый поэт города
- Игорь Тамм (1895—1971), советский физик-теоретик, лауреат Нобелевской премии по физике
- Борис Грызлов (1950), российский политический деятель
- Юл Бриннер (1920—1985), американский актёр, лауреат премии «Оскар»
- Илья Лагутенко (1968), российский музыкант, основатель группы «Мумий Тролль»[161]
- Сергей Белоголо́вцев (1964), российский теле- и радиоведущий, актёр, юморист, телережиссёр, шоумен
- Мэри Лосефф (1907—1972), российская и британская певица и актриса.

## Административное устройство
В рамках административно-территориального устройства края, Владивосток является городом краевого подчинения, которому подчинены 5 сельских населённых пунктов; в рамках организации местного самоуправления он образует муниципальное образование город Владивосток со статусом городского округа, в состав которого входят 6 населённых пунктов (1 город, расположенный на полуострове Муравьёва-Амурского, а также 5 сельских населённых пунктов: расположенные на прибрежных островах посёлки Русский, Попова и Рейнеке, село Береговое на полуострове Песчаном и посёлок Трудовое к северо-востоку от города).

### Административное деление
Административно город разделён на 5 районов:
1. Ленинский
2. Первомайский
3. Первореченский
4. Советский
5. Фрунзенский

### Органы местного самоуправления

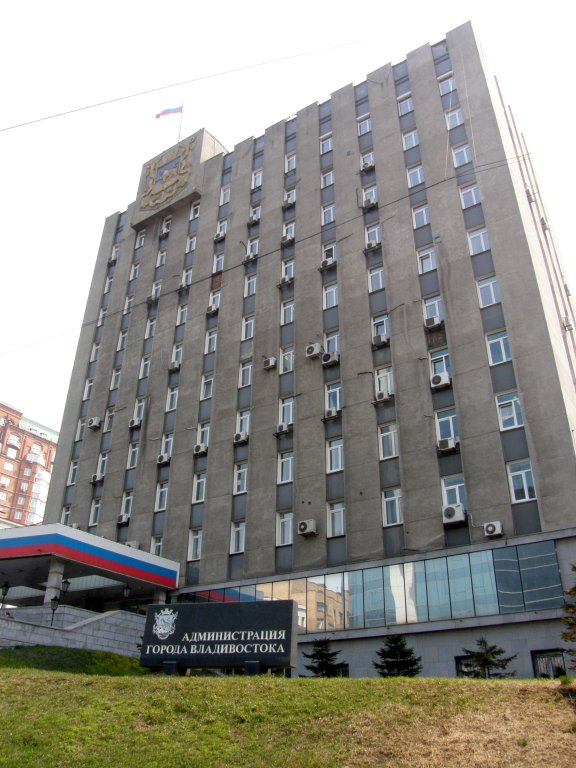
Мэрия

Уставом города утверждена следующая структура органов местного самоуправления:
- Городская Дума — представительный орган
- Глава города — высшее должностное лицо
- Администрация — исполнительно-распорядительный орган
- Контрольно-счётная палата — контрольный орган

Свою историю городская дума Владивостока ведёт от 21 ноября 1875 года, когда были избраны 30 «гласных». Большие изменения в ней произошли после Революции 1917 года, когда прошли первые всеобщие выборы и к голосованию были допущены женщины. Последнее заседание Владивостокской городской думы пришлось на 19 октября 1922 года, а 27 октября она была официально упразднена. В советское время её функции выполнял городской Совет. В 1993 году указом Президента Советы были распущены и до 2001 года все попытки избрать новую Думу были неудачными. Дума города Владивостока 5-го (нынешнего) созыва приступила к работе осенью 2017 года в составе 35 депутатов.
Глава города Владивостока на принципах единоначалия руководит администрацией города Владивостока, которую он формирует в соответствии с федеральными законами, законами Приморского края и уставом города. Структуру администрации города утверждает Дума города по представлению главы. В структуру администрации города Владивостока могут входить отраслевые (функциональные) и территориальные органы администрации города Владивостока.

### Символика
Герб и флаг Владивостока
Герб Владивостока в обновлённом варианте утверждён в 2014 году, а в 2015 году восстановлена его регистрация в Государственном геральдическом регистре Российской федерации (№ 984). Геральдическое описание герба муниципального образования гласит: «В зелёном поле щита золотой тигр с червлёными (красными) глазами и языком, идущий по скалистому серебряному склону вправо, подняв переднюю правую лапу».
Флаг Владивостока, утверждённый в 2012 году, представляет собой прямоугольное горизонтальное красное полотнище с двумя диагональными полосами синего цвета, образующими наклонный крест, диагональные синие полосы обрамлены каймой белого цвета. В центре флага помещено изображение герба Владивостока с дополнительными элементами статуса и городской символики.
Песня под названием «Владивосток — город воинской славы» была утверждена городской Думой 31 мая 2017 года как гимн Владивостока. Слова и музыка И. Мальцева, Н. Рустамова и А. Кузиной.

## Внешние связи
Город имеет обширные внешние связи, развитием которых занимается Управление международных отношений и туризма администрации Владивостока. Внешние связи стали активно развиваться после отмены режима секретности города в 1992 году. В настоящее время Владивосток является членом нескольких международных организаций, в том числе Организации по развитию туризма городов АТР, Саммита городов АТР, Ассоциации мэров городов Сибири, Дальнего Востока и западного побережья Японии.
Во Владивостоке расположено большое число иностранных представительств, открыто Представительство МИД РФ. По количеству иностранных представительств город находится на третьем месте в стране, уступая только Санкт-Петербургу и Екатеринбургу. Во Владивостоке расположены консульства 23 стран, из которых 13 — почётные. Заключены договоры об установлении побратимских связей с 14 городами Китая, США, Республики Кореи, КНДР, Японии, Эквадора и Малайзии. Подписаны договоры о дружбе и сотрудничестве с 10 городами.
В 2012 году во Владивостоке проходил первый на территории России саммит АТЭС. Ежегодно проходят международные конференции, в том числе Восточный экономический форум.

## Экономика
Владивосток — крупный экономический центр Дальнего Востока и лидер среди городов Приморского края, отличающийся концентрацией трудовых, финансовых и производственных ресурсов. Город обладает диверсифицированной экономикой, представленной развитыми отраслями обрабатывающей промышленности (машиностроение, судостроение, судоремонт, пищевое производство и др.), оптовой и розничной торговлей, сервисом услуг, транспортом и связью. В неблагоприятном положении находятся: строительство, сельское хозяйство, энергетика, газо- и водоснабжение. Во Владивостоке зарегистрировано более 46 тыс. предприятий и организаций; 92,9 % из них — частные.
Согласно исследованию фонда «Институт экономики города» Владивосток в 2015 году занял 18 место в экономическом рейтинге городов — столиц регионов России. Валовой городской продукт (ВГП) города составил 393 млрд рублей. В пересчёте на душу населения ВГП составил 623,5 тыс. рублей (17 место). Агломерация Владивостока в 2015 году заняла 15 место по размеру экономики в стране. ВГП агломерации составил 22,8 млрд международных долларов; в пересчёте на душу населения — 24,4 тыс. международных долларов.
В 2013 году редакция «Forbes» поставила Владивосток на 30-е место в рейтинге лучших российских городов для бизнеса. К плюсам экономики города относили масштабные инвестиции в основной капитал и низкую сравнительную стоимость подключения к сетям. В 2014 году журнал «Секрет фирмы» поместил Владивосток на 32-е место в рейтинге «Лучшие города России», составленному по индексам человеческого капитала и предпринимательства. Во Владивостоке расположена штаб-квартира компании DNS, входящей в рейтинг двухсот крупнейших частных компаний России по версии журнала «Форбс».

### Морской порт
Владивосток является связующим звеном между Транссибирской железнодорожной магистралью и тихоокеанскими морскими путями, что превращает его в важный грузовой и пассажирский порт. В нём перерабатываются как каботажные, так и экспортно-импортные генеральные грузы широкой номенклатуры (навалочные, насыпные, рефрижераторные, наливные (нефтепродукты), рыбопродукция, лес и пиломатериалы, контейнеры, автомобили и строительная техника). 20 стивидорных компаний ведут деятельность в порту. Грузооборот Владивостокского порта, включающий суммарный оборот всех стивидорных компаний, по итогам 2018 года составил 21,2 млн т.
В 2015 году общий объём внешней торговли морского порта составил более 11,8 млрд долларов. Внешнеэкономическая деятельность осуществлялась со 104 странами, а наибольший процент её объёма пришёлся на Китай, Республику Корею, Японию, США, Германию и Тайвань.
Главными статьями экспорта являются рыба и морепродукты, древесина, чёрные и цветные металлы, суда. Основными предметами импорта стали продукты питания, лекарственные средства, одежда, обувь, бытовая техника и суда.

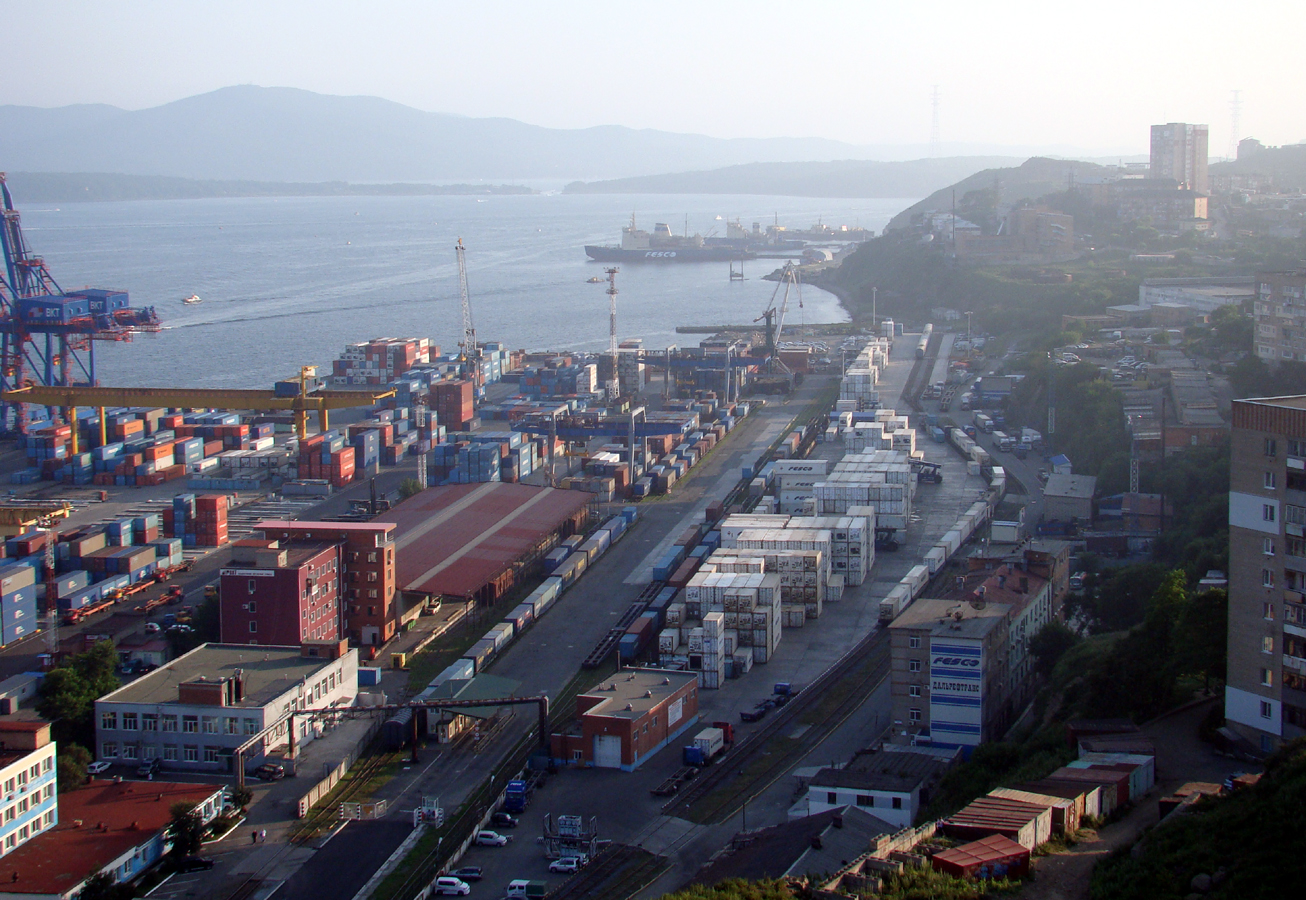
Владивостокский морской торговый порт
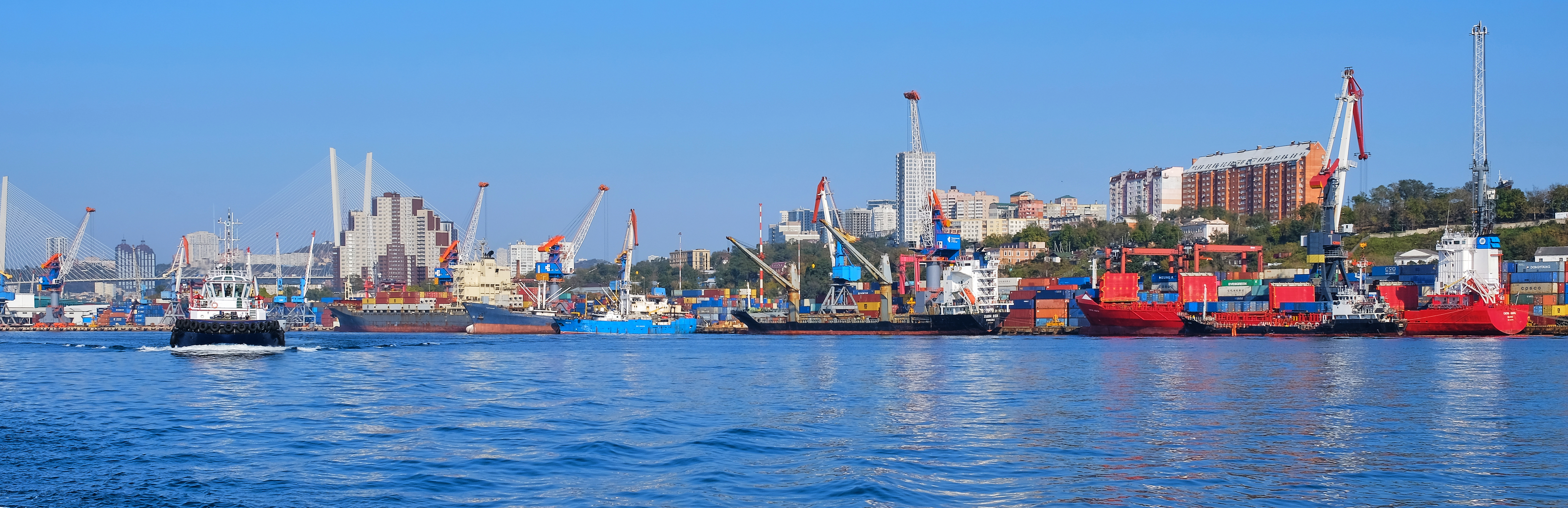
Владивостокский морской рыбный порт
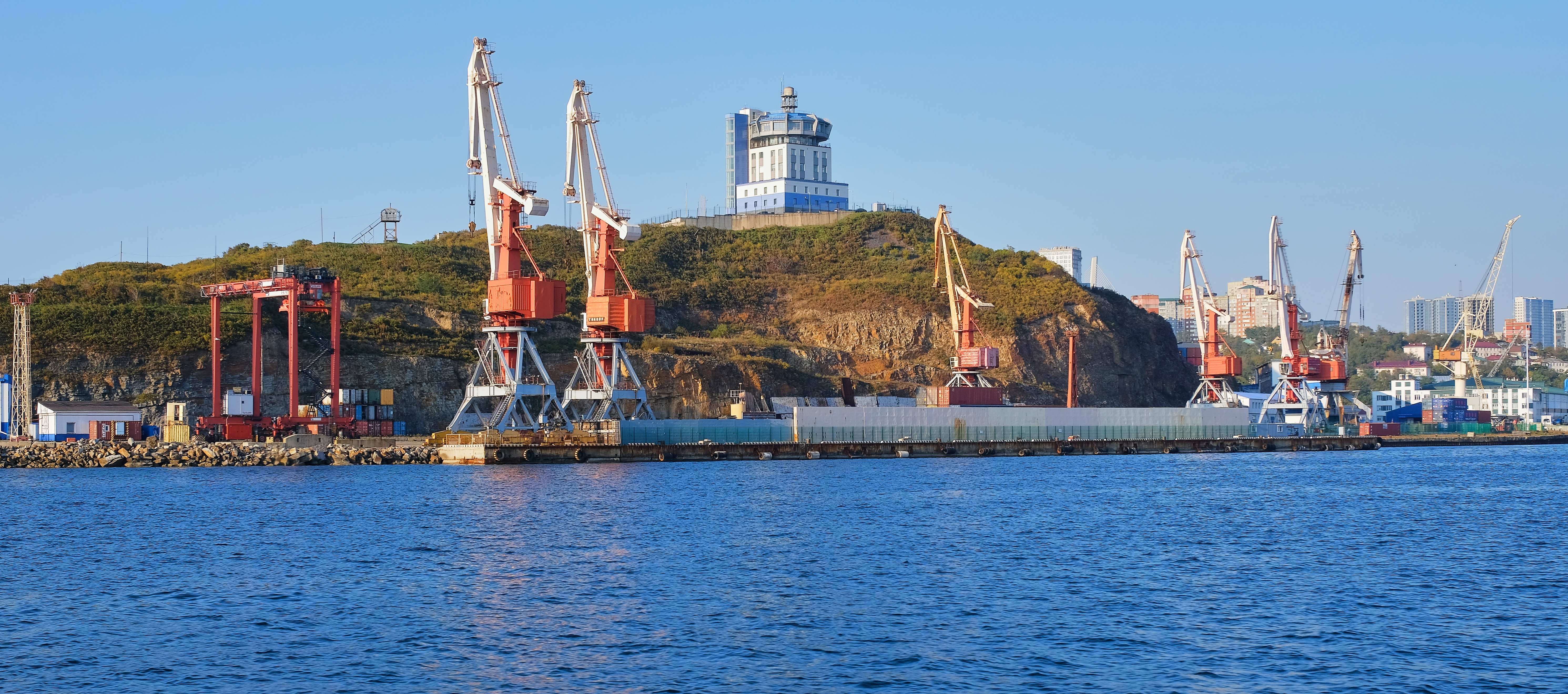
Диомидовский рыбный порт

### Промышленность
В городе развиты судоремонтная, деревообрабатывающая, строительная, химическая, энергетическая, пищевая, полиграфическая и медицинская промышленности; численность промышленных предприятий составляет порядка двух тысяч. В 2013 году Владивосток занимал 106-е место в рейтинге промышленных городов России, с объёмами производства 48,9 млрд рублей.
Промышленное машиностроение главным образом включает в себя судостроение и судоремонт, а также производство оборудования для рыбной отрасли (приборостроительные, инструментальные и радиозаводы). Среди крупных компаний: «Дальзавод», «Восточная верфь», «Изумруд», «Дальприбор», «Варяг», "Владивостокское предприятие «Электрорадиоавтоматика». Автомобилестроение представлено заводом компании «Соллерс», выпускающим автомобили марки Mazda и Toyota (производство внедорожников Ssang Yong приостановлено). В 2015 году завод выпустил 31,8 тысяч автомобилей.
Пищевая промышленность представлена рыбоперерабатывающими предприятиями («Дальморепродукт», "Рыболовецкий колхоз «Восток-1», «Дальрыба», «Тихоокеанское управление промысловой разведки и научно-исследовательского флота», «Интрарос», «Ролиз», «Владивостокский рыбокомбинат»), мясокомбинатами («Ратимир», "Торговый дом «ВИК»), хлебозаводами («Владхлеб» и его дочерняя компания «Хлебный дом»), молокозаводом («Владивостокский молочный комбинат»), кондитерской фабрикой («Приморский кондитер»), заводами алкогольных и безалкогольных напитков (филиал «Пивоварни Москва-Эфес», «Кока-Кола ЭйчБиСи Евразия»).

### Торговля, финансы, услуги

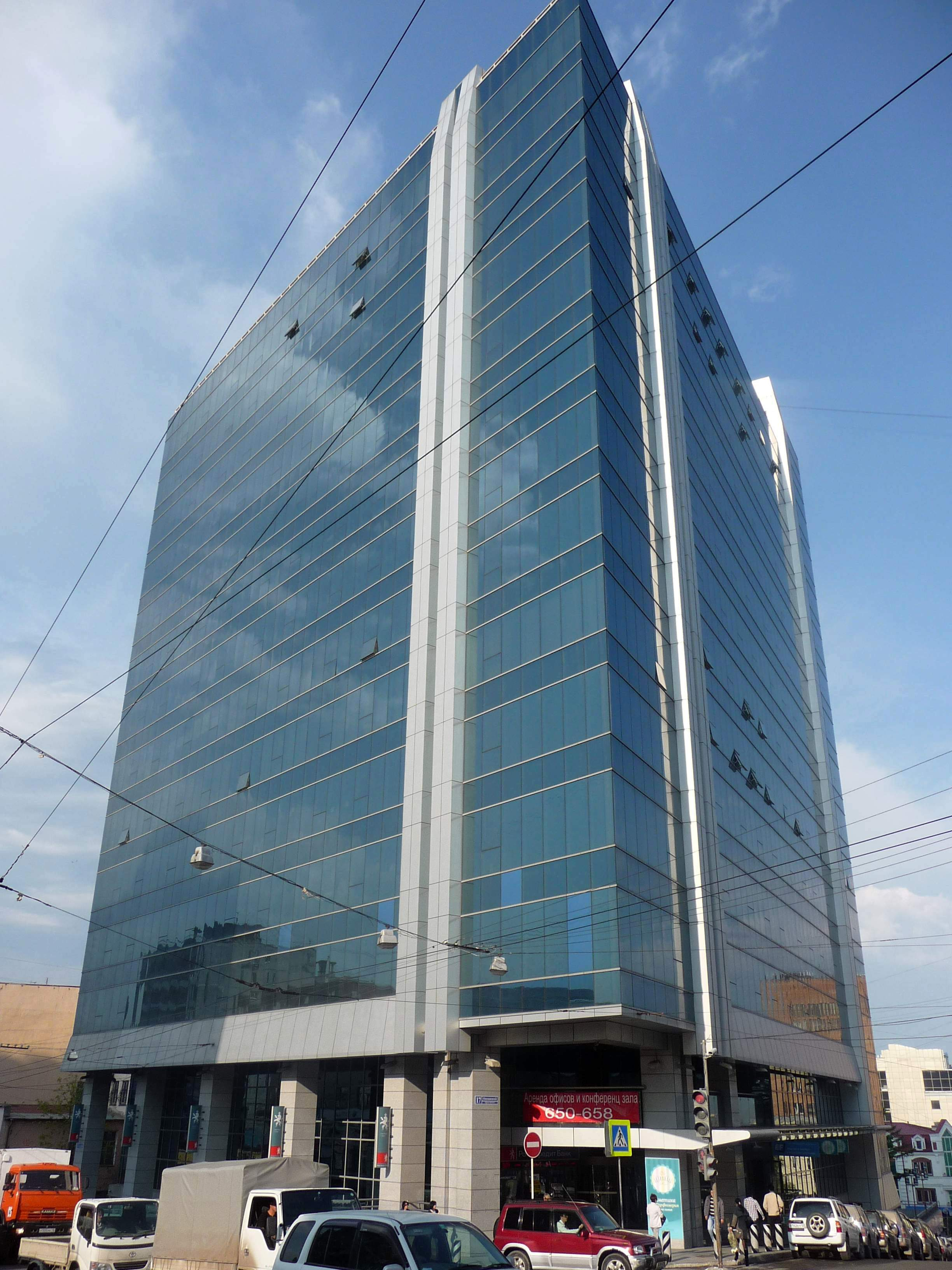
Бизнес-центр «Фрэш Плаза», Океанский проспект

Около 40 % организаций Владивостока заняты в торговле и сфере услуг. За 2015 год оборот розничной торговли составил 181 млрд рублей, общественного питания — 7,9 млрд, платных услуг — 75,7 млрд. Во Владивостоке действуют 1892 предприятия розничной торговой сети и 2108 мелкой розничной торговли, 5 розничных рынков, а также 14 площадок для организации сельскохозяйственных ярмарок. Из них: 955 продовольственных магазинов, 873 промышленных магазина и 64 торговых центра. В городе расположен самый крупный авторынок России «Зелёный угол». Расположенная во Владивостоке компания ДНС является десятым по выручке ретейлером страны.
Владивосток является финансовым центром Дальневосточного региона. С начала 2015 года в городе расположено Дальневосточное Главное управление Банка России. Финансовый рынок Приморья является самым насыщенным в Дальневосточном федеральном округе: здесь сосредоточены 30 % субъектов банковского сектора, 35 % акционерных обществ и некредитных финансовых организаций. В городе находятся штаб-квартиры нескольких крупных российских банков, в числе которых: «Примсоцбанк», «Дальневосточный банк», «Приморье», «Примтеркомбанк». Разрабатывается проект Международного финансового центра Владивостока. Ведётся работа по созданию биржи предприятий, рыбной и алмазной бирж.

### Энергетика
Энергетический рынок Владивостока в 2014 году достиг объёма в 24 млрд рублей. Электрическую и тепловую энергию для города вырабатывают Владивостокские ТЭЦ-1 и ТЭЦ-2. В периоды пиковой нагрузки часть электроэнергии поступает перетоком с Приморской ГРЭС, расположенной в посёлке Лучегорск. С 2012 года ТЭЦ-1 перешла на газ. По состоянию на 2018 год, станция не имеет электрической мощности, тепловая мощность — 350 Гкал/ч. После строительства газопровода «Сахалин — Хабаровск — Владивосток» начался перевод ТЭЦ-2, обеспечивающей выработку более половины электроэнергии города, с угля на природный газ, полный переход запланирован на 2017 год (на начало 2015 года переведены на газ 10 из 14 котлов, 4 угольных котла находятся в аварийном состоянии).
В 2018 году введена в строй ТЭЦ «Восточная» мощностью 139,5 МВт, которая способна обеспечить около 20 % потребности города в электроэнергии.

### Связь
Во Владивостоке расположена штаб-квартира крупнейшего оператора связи на Дальнем Востоке «Дальневосточная компания электросвязи» (ныне Дальневосточный макрорегиональный филиал ПАО «Ростелеком»). 31 марта 2011 «Дальсвязь» сообщила о полной цифровизации телефонной сети Владивостока.
В ночь с 9 на 10 июля 2011 года Владивосток перешёл на семизначную телефонную нумерацию. К существующим номерам была добавлена цифра 2. Владивосток стал 15 городом в России и первым на Дальнем Востоке с семизначной телефонной нумерацией.
В настоящее время в городе работают пять операторов сотовой связи стандарта GSM, 3G, 4G: МТС, МегаФон, Билайн, Tele2 Россия, Yota. Владивосток стал первым городом на Дальнем Востоке, где была запущена сеть 3G. Оператор Билайн 25 ноября 2008 года запустил сеть 3G во Владивостоке в режиме коммерческой эксплуатации. Сеть 3G МТС во Владивостоке работает в режиме коммерческой эксплуатации с 1 февраля 2009 года. 17 июля 2012 года компания Yota включила во Владивостоке сеть 4G LTE.

### Туризм

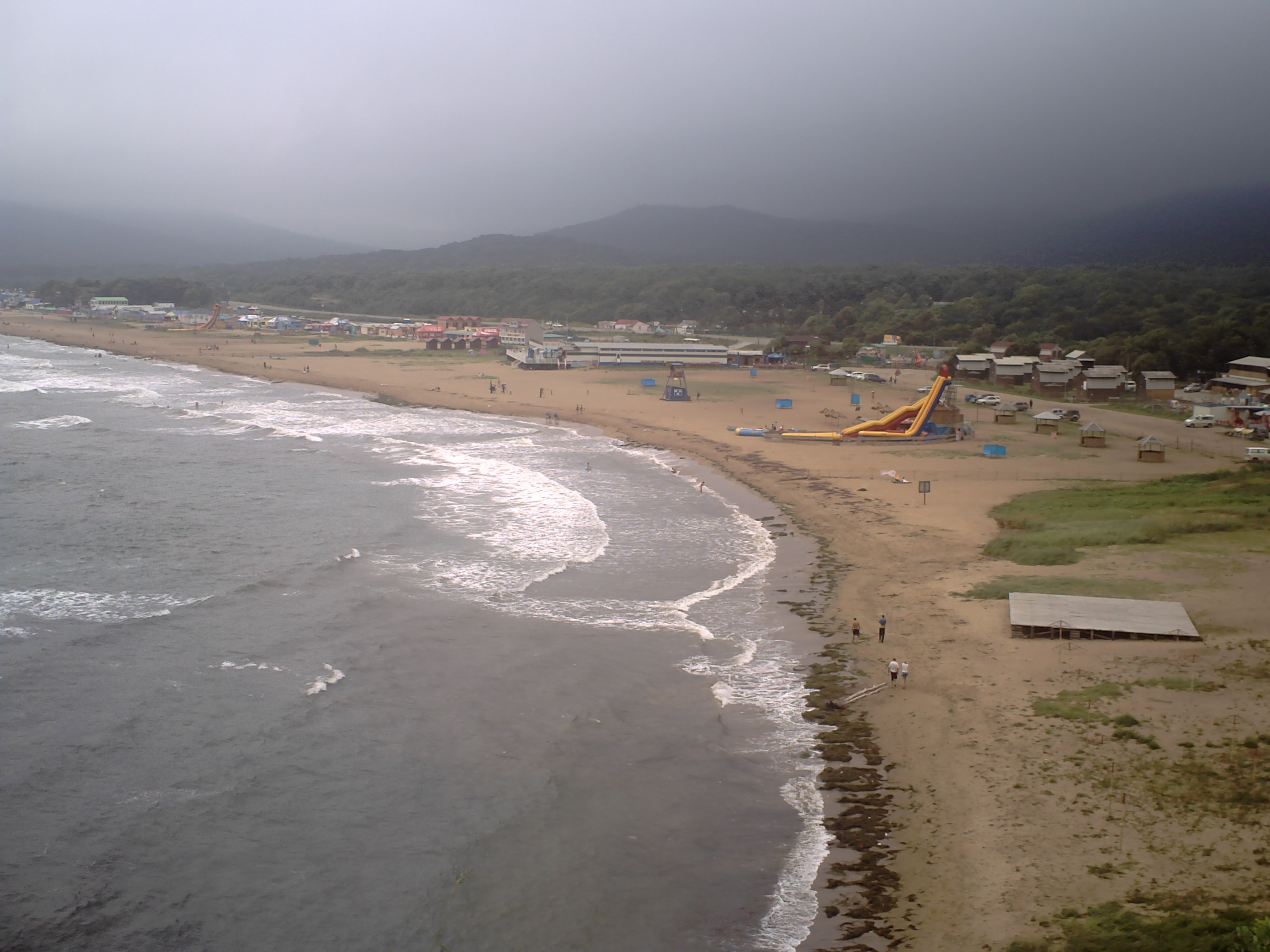
Бухта Лазурная (Шамора)
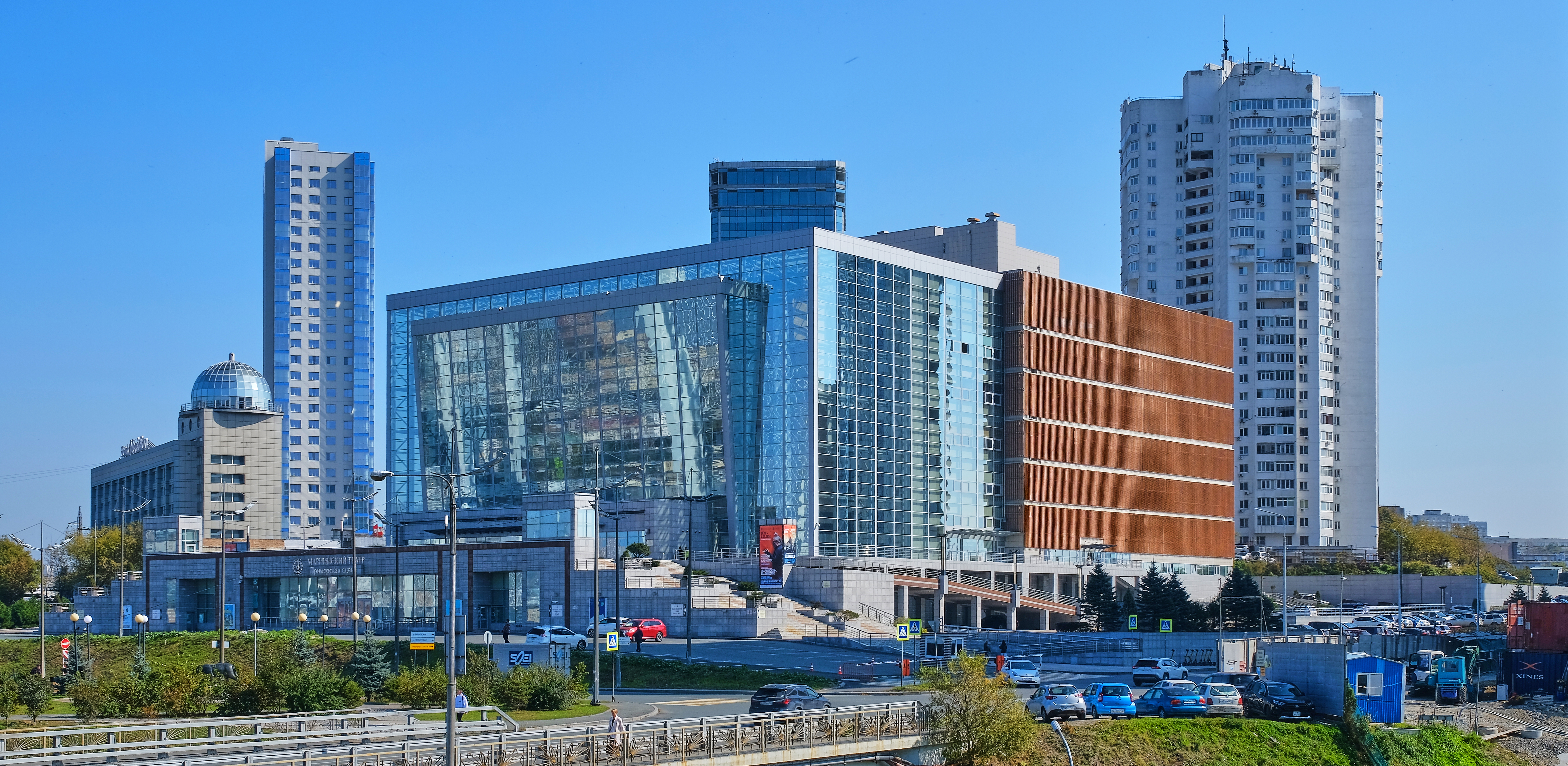
Приморская сцена Мариинского театра
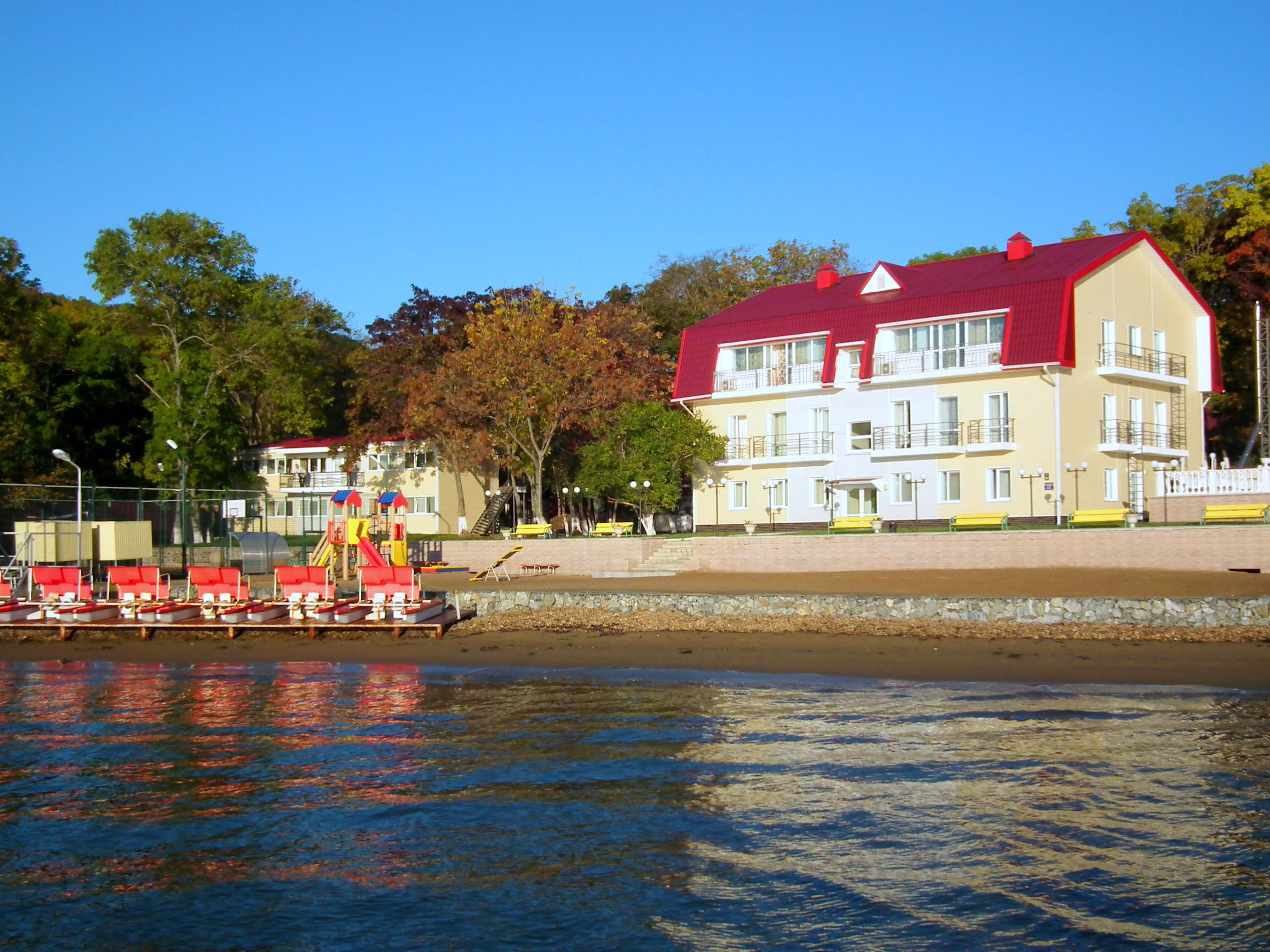
Санаторий на берегу Уссурийского залива

Владивосток является ближайшим к странам Азиатско-Тихоокеанского региона городом с европейской культурой, чем привлекателен для туристов. Город включён в проект развития дальневосточного туризма «Восточное кольцо». В рамках проекта открылась Приморская сцена Мариинского театра, в планах: открытие филиалов Эрмитажа, Русского музея, Третьяковской галереи и Музея Востока. Владивосток вошёл в десятку лучших российских городов для отдыха и туризма по версии «Форбс», а также занял 14-е место в Национальном Туристическом Рейтинге.
Помимо культурного, город является центром морского и рекреационного туризма территории залива Петра Великого. На побережье Амурского залива расположена Владивостокская курортная зона, включающая 11 санаториев. Также туристов во Владивосток привлекает игорная зона «Приморье». Её преимущество — географическая близость Китая. Первое казино «Хрустальный тигр», которым управляет крупная сеть из Макао, меньше чем за год посетили 80 тыс. человек.
В 2017 году город посетили около 3 млн туристов, в том числе 640 тыс. иностранцев, из них свыше 90 % — туристы из Китая, Республики Корея и Японии. Основу внутреннего составляет деловой туризм (деловые поездки на выставки, конференции), на который приходится до 70 % въездного потока. Во Владивостоке также развит дипломатический туризм, так как в городе расположены 18 зарубежных консульств. В городе работают 46 отелей, с суммарным фондом в 2561 номер. Во Владивостоке сосредоточено большинство туристических фирм Приморского края (86 %), а их количество на 2011 год составляло 233 компании.
Владивостокская международная биеннале визуальных искусств проводится раз в два года с 1998 года.

## Транспорт

### Автомобильный транспорт
Владивосток — самый автомобилизированный город России; автомобиль является главным средством передвижения для горожан. На 2015 год было зарегистрировано 422,6 тысячи автотранспортных средств. Владивосток занимает пятое место по величине автопарка, среди городов РФ, уступая только Москве, Санкт-Петербургу, Новосибирску и Екатеринбургу. Столь большое количество автомобилей вызывает серьёзные проблемы: постоянные пробки, ухудшение экологической ситуации.
Улично-дорожная сеть Владивостока характеризуется низкой плотностью и составляет 902 километра, из них 16 километров — федеральная дорога М-60 Хабаровск — Владивосток, 54 километра — дороги краевого значения и 700 километров — городские улицы, дороги и проезды. К саммиту АТЭС 2012 было построено несколько крупных дорожно-транспортных объектов, в том числе вантовый мост через пролив Босфор Восточный к острову Русский и вантовый мост через бухту Золотой Рог, который существенно разгрузил трафик в центре города. С 2011 года протяжённость дорог увеличилась в 6,2 раза. В планах развития дорожной сети строительство Владивостокской кольцевой автомобильной дороги. Проект предусматривает возведение трассы вдоль Амурского залива и её соединение с транспортной сетью острова Русский, через мост на остров Елену с мыса Эгершельд.
В качестве одной из мер борьбы с пробками рассматривается введение платных парковок в центре города.

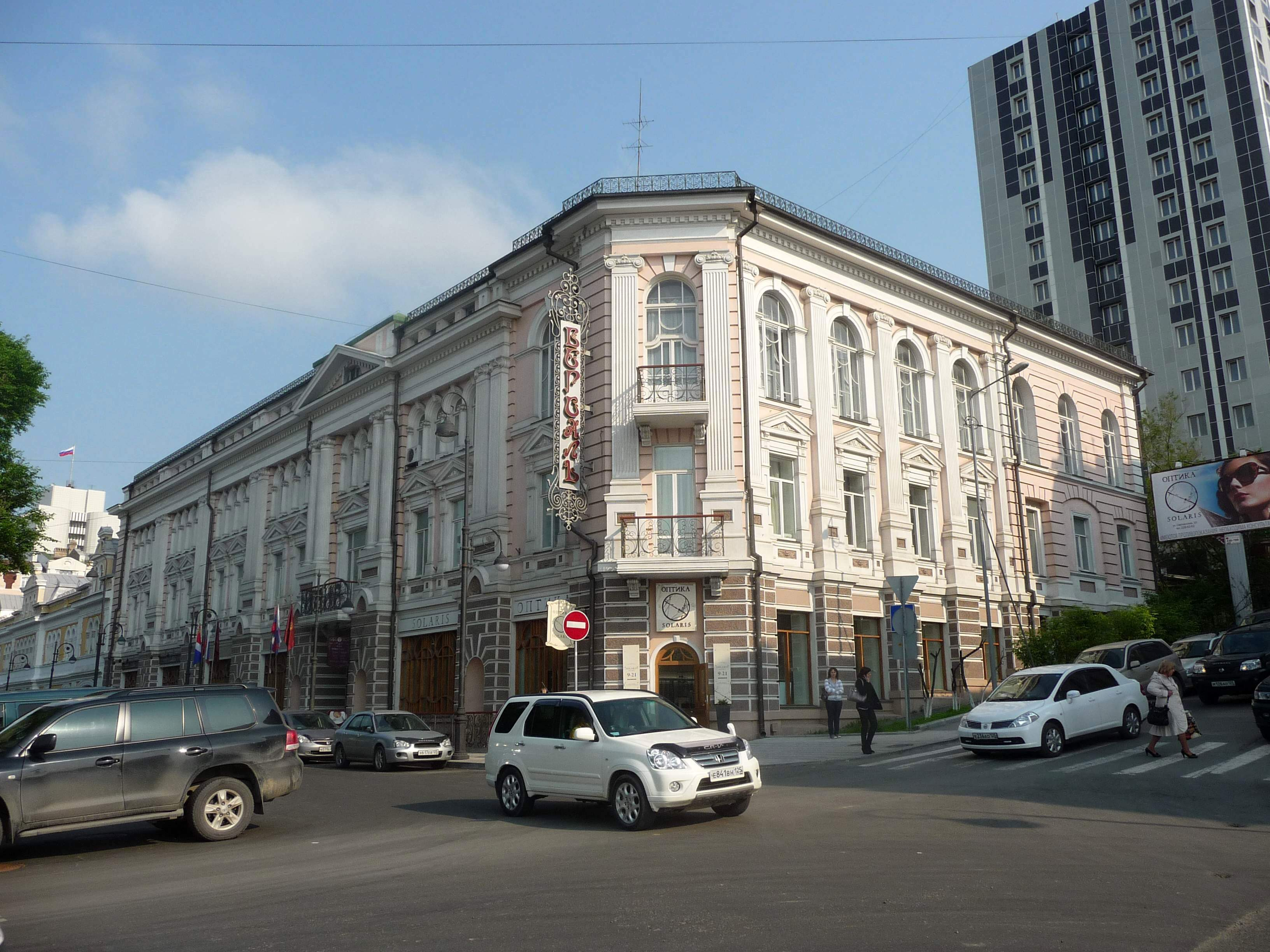
Перекрёсток улиц Светланской и Тигровой
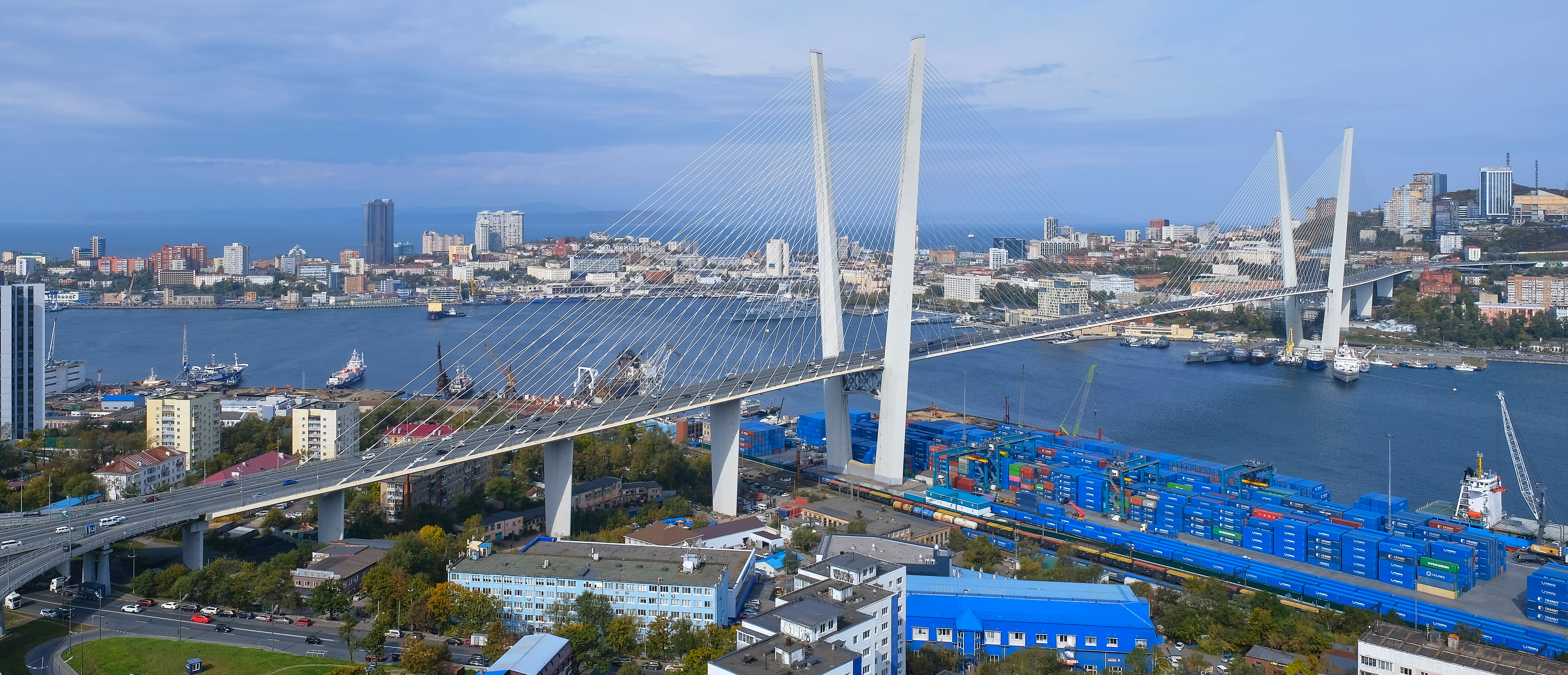
Золотой мост
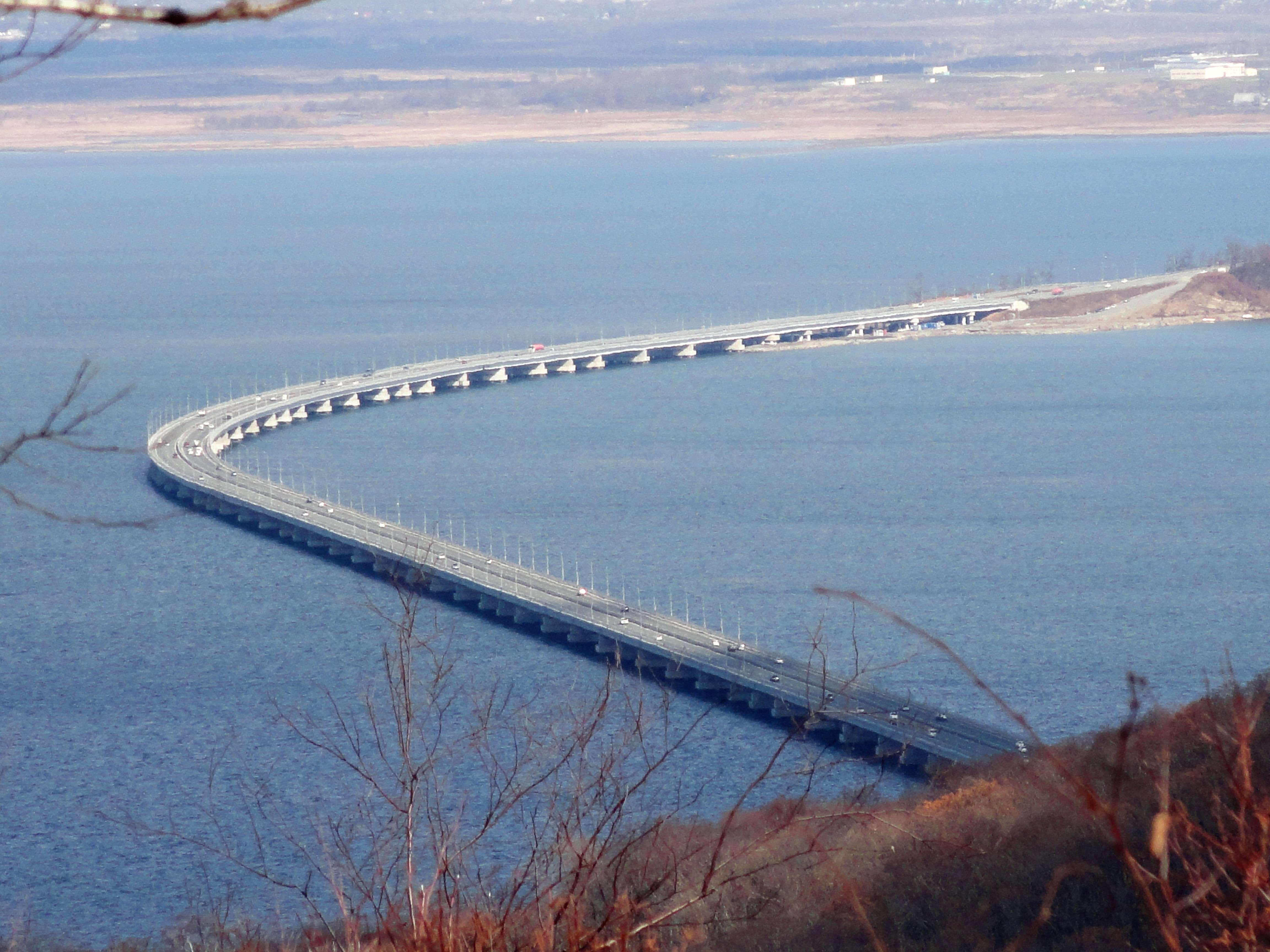
Мост через Амурский залив
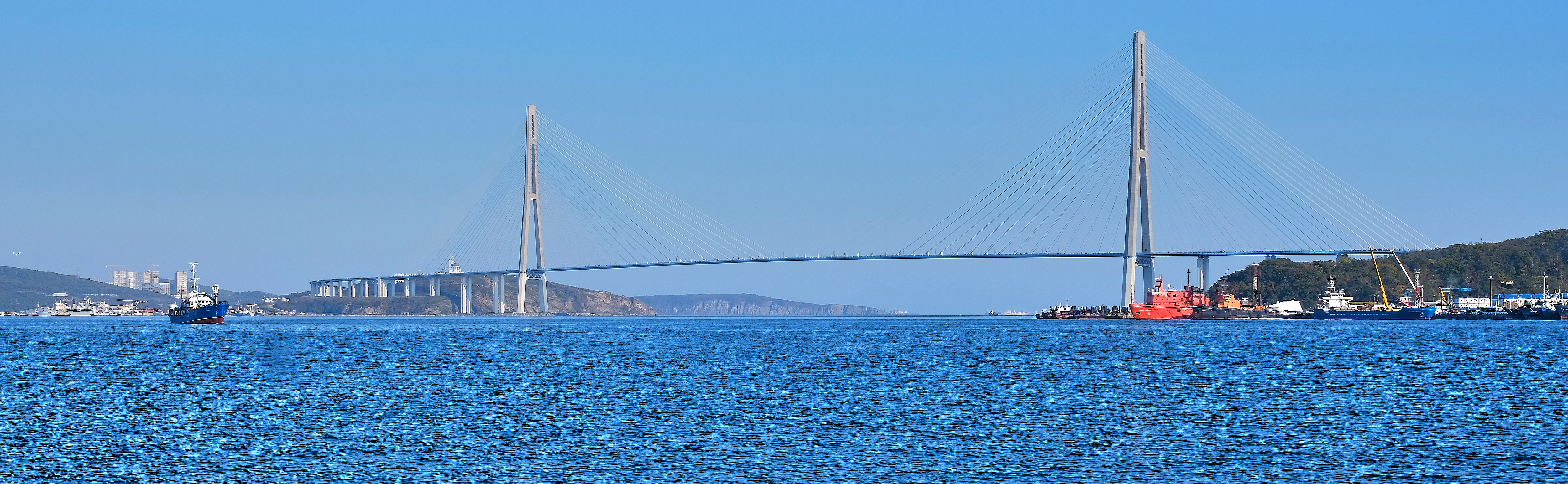
Русский мост

### Общественный транспорт
Основным видом общественного транспорта Владивостока является автобус. Также действуют троллейбус, трамвай, фуникулёр, морской катер и паром.
Город располагает развитой сетью городских и пригородных автобусных маршрутов. 95 % перевозок осуществляется коммерческими автобусами. Общий автобусный парк на 2014 год составлял 563 единицы выпуска 2011—2013 гг., из них 157 — муниципальные. В городе работают два муниципальных автобусных перевозчика: ВПОПАТ-1 и ВПАТП-3. Всего за 2014 год автобусами общего пользования было перевезено 31,6 млн пассажиров.
Электрический транспорт Владивостока считается «умирающим». Протяжённость путей трамвая в ходе подготовки к саммиту АТЭС-2012 сократилась с 18,4 до 5 км (трамвайные пути демонтированы), а протяжённость контактной сети троллейбуса уменьшилась с 45 до 4,5 км. В итоге в городе остались всего два троллейбусных и один трамвайный маршрут. Тем не менее, ежедневно электрическим транспортом пользуются 22883 пассажира (около 8,5 млн пассажиров в год). В городе создана инициативная группа, борющаяся за сохранение электротранспорта. В 2017 году демонтированы последние участки трамвайной линии по ул. Светланской.
Во Владивостоке действует фуникулёр, а отдалённые районы города и островные территории связаны морскими линиями (паромами и катерами). За последние годы резко сократилось число пассажиров водного транспорта (в 900 раз с 2011 года по 2014 год). В 2014 году катера и паромы перевезли всего 1,2 тыс. человек.
В связи с большой протяжённостью и сложным для развития автомобильной дорожной сети пересечённым рельефом, пригородные поезда в черте города, до станции «Угольная», используются в качестве городского транспорта. Пассажиропоток составляет около 6,7 млн человек в год. Руководство области и РЖД обсуждают строительство лёгкого метро.
Жители Владивостока совершают от 462 тысяч поездок на общественном транспорте в выходные дни и до 782 тысяч в будни, используя для этого 289 остановочно-пересадочных пунктов; перевозки осуществляет 21 частная автотранспортная компания, а также ОАО «Электротранспорт», в чьём ведении находятся фуникулёр, трамваи и троллейбусы, и ООО «Мортранс», предоставляющее пассажирам морские катера и паромы.

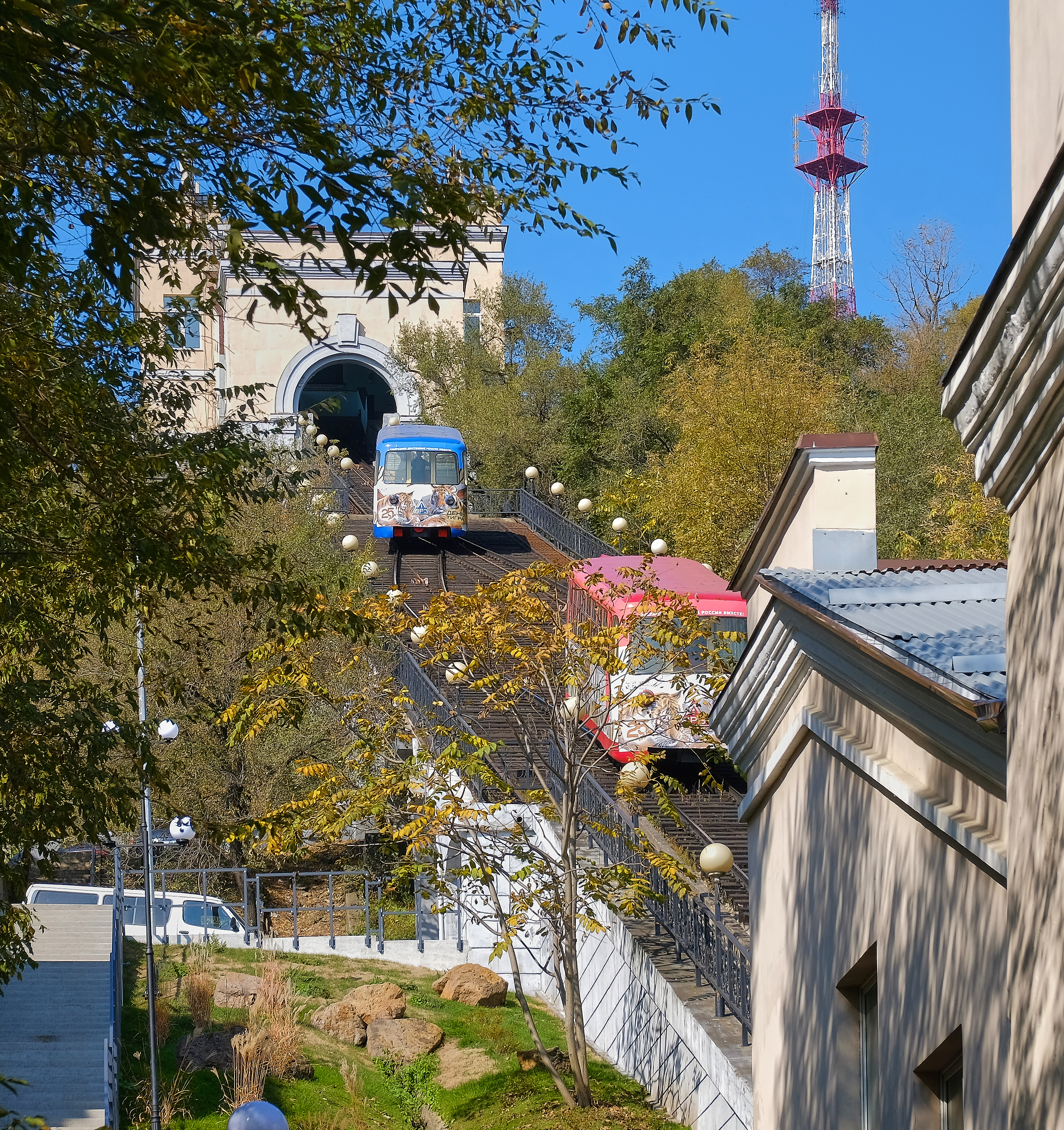
Владивостокский фуникулёр
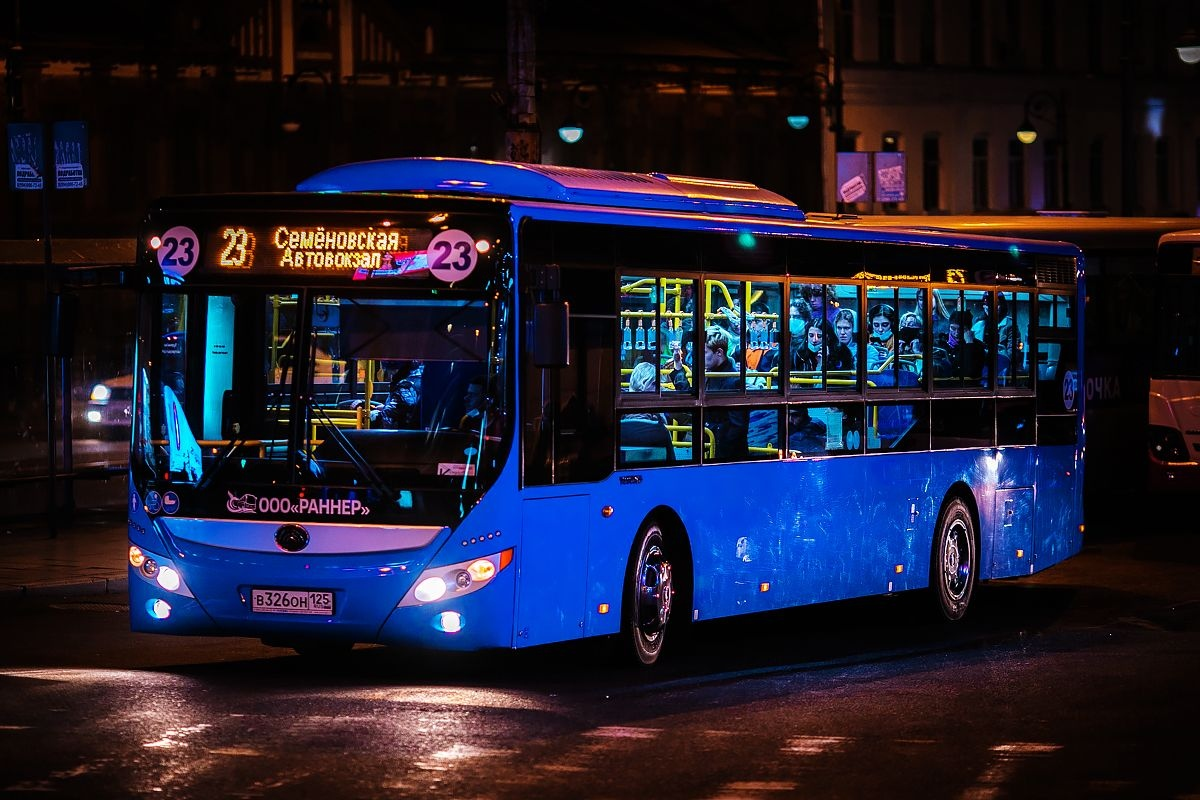
Владивостокский автобус
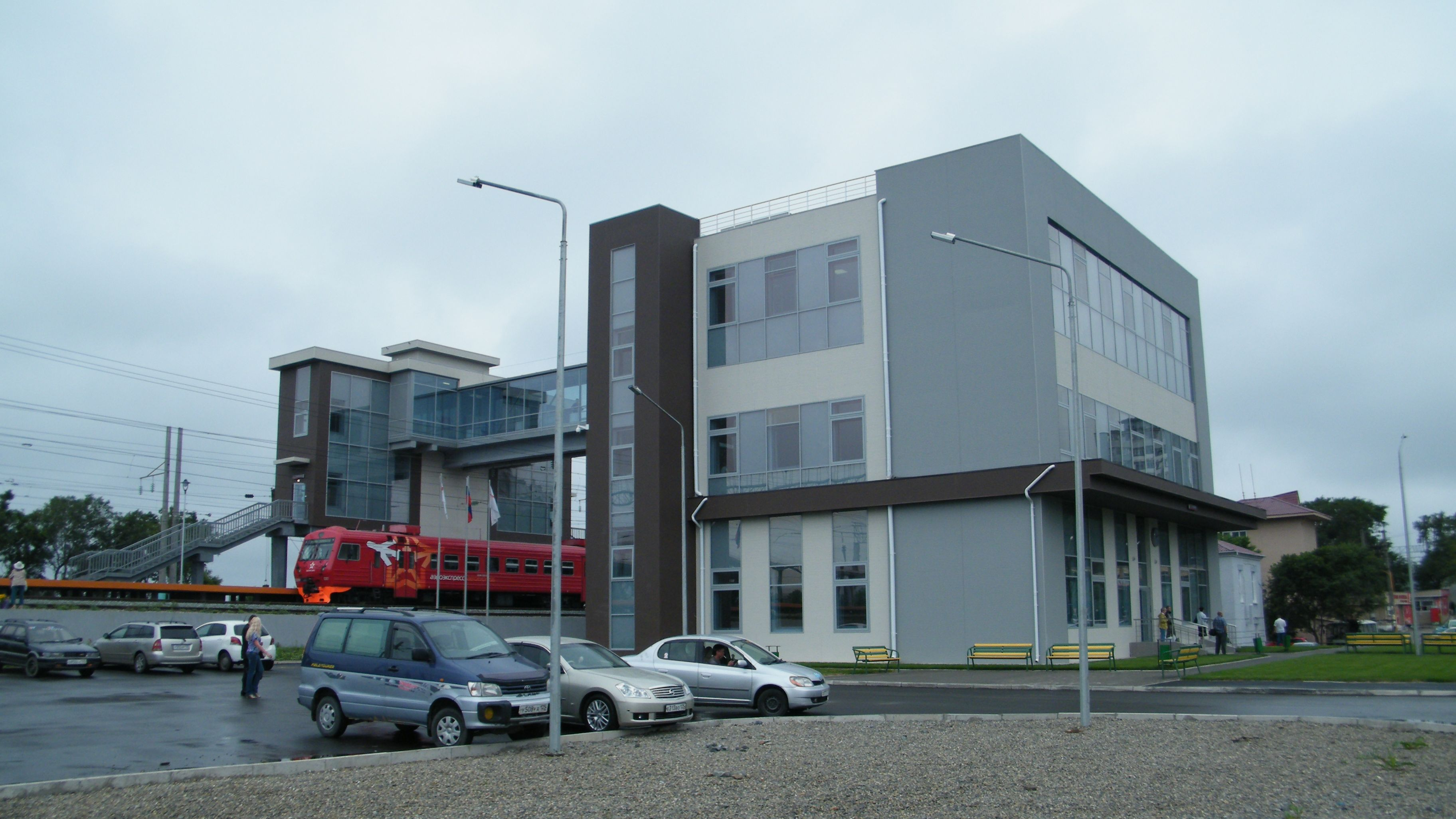
Здание нового вокзала станции Вторая Речка

### Междугородный транспорт
Морской порт, владивостокский регион Дальневосточной железной дороги — конечный пункт Транссибирской железнодорожной магистрали, наличие федеральной трассы А370 «Уссури» связывающей город с Хабаровском и дороги краевого значения A188 связывающей его с Находкой и Восточным портом, делают Владивосток крупным транспортным узлом, соединяющим страны Юго-Восточной Азии, Россию и Западную Европу. Железнодорожная сеть города приспособлена для движения тяжеловесных поездов массой более 8 тысяч тонн. Через железнодорожный вокзал Владивостока ежегодно проходят более 20 млн пассажиров.
Через Владивосток проходит международный транспортный коридор «Приморье-1», существующий для контейнерных перевозок между северными провинциями Китая и странами Азиатско-Тихоокеанского региона. Маршрут соединяет город с китайскими Харбином и Суйфэньхэ железнодорожными и автодорогами. За 2015 год по нему было перевезено товаров общим весом 835,5 тонны брутто.
Порт Владивостока является одним из главных грузовых перевалочных портов Дальневосточного бассейна. В порту имеется 3 пассажирских причала для морских линий. В районе Морского вокзала существуют причалы для пассажирских паромов и катеров.
Международный аэропорт Владивосток — один из крупнейших на Дальнем Востоке. К саммиту АТЭС 2012 он был модернизирован и в настоящее время может принимать воздушные суда всех типов. Его маршрутная сеть насчитывает более 30 направлений, полёты по которым постоянно совершают компании Аэрофлот — Российские авиалинии, S7 Airlines, «Аврора», «Якутия», «Уральские авиалинии», «КрасАвиа», «ИрАэро», Pegas Fly, Asiana Airlines, Korean Air, Air Koryo, China Southern и др. В 2016 году аэропорт обслужил 1 млн 829 тыс. пассажиров, став 14-м по загруженности в России.

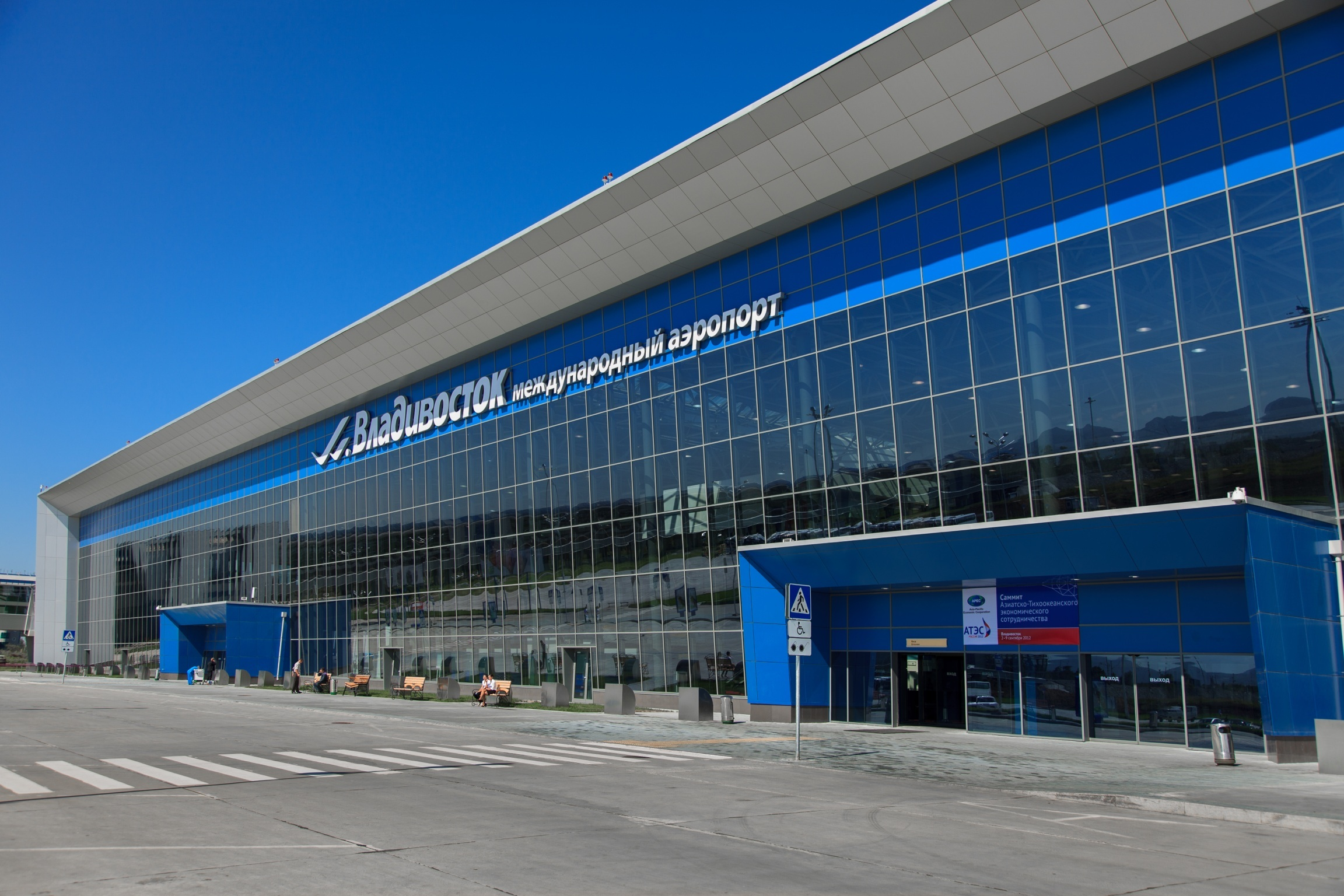
Международный аэропорт Владивосток (Кневичи)
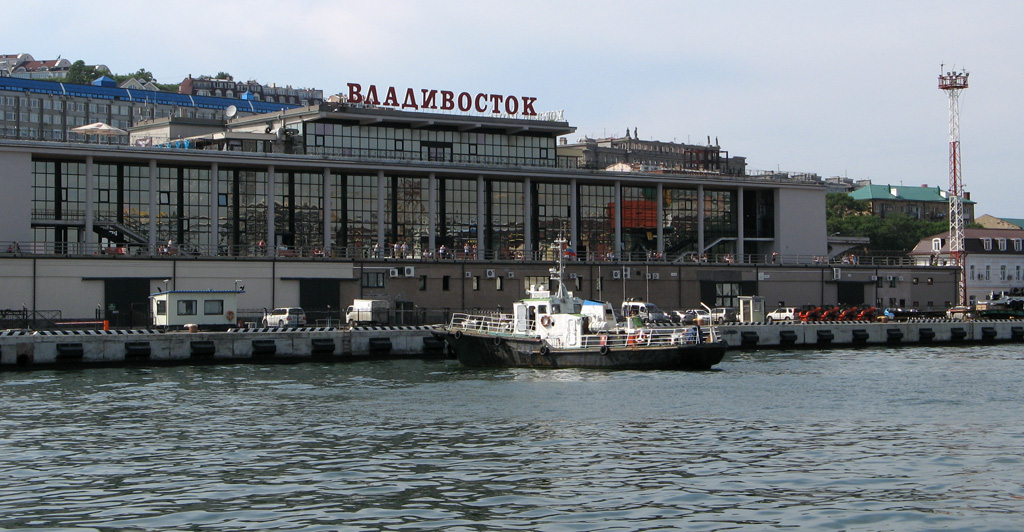
Морской вокзал
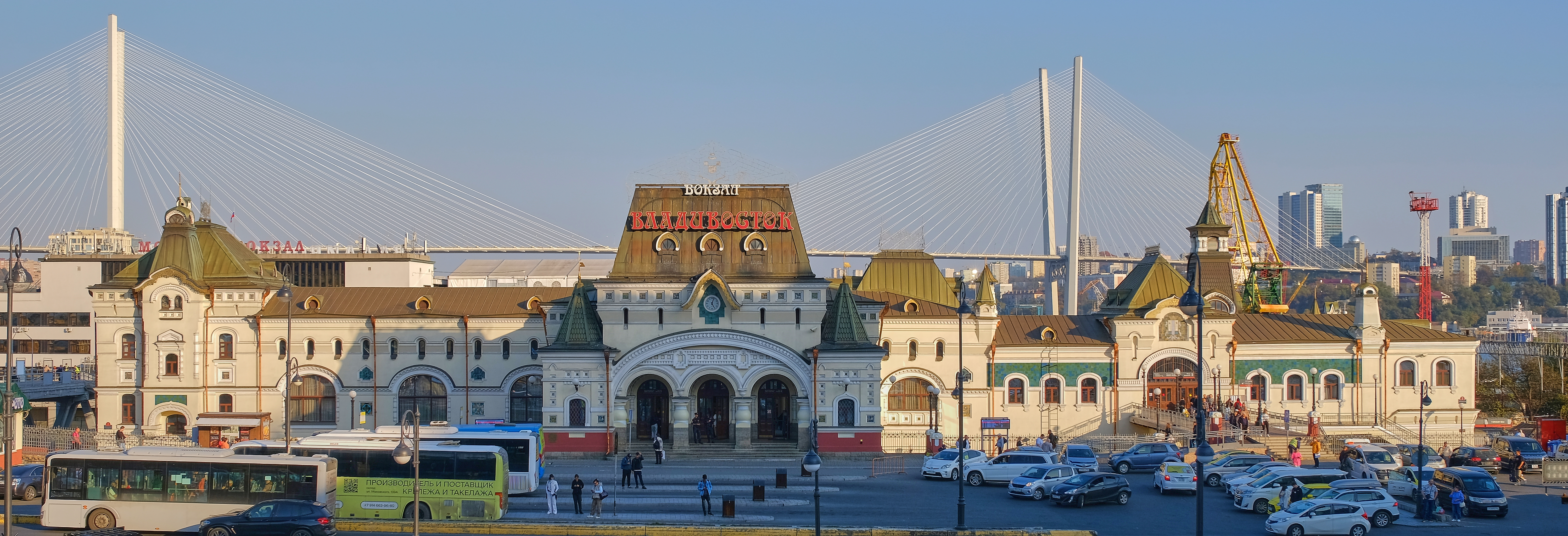
Здание железнодорожного вокзала

## Городское благоустройство

### Жилой фонд

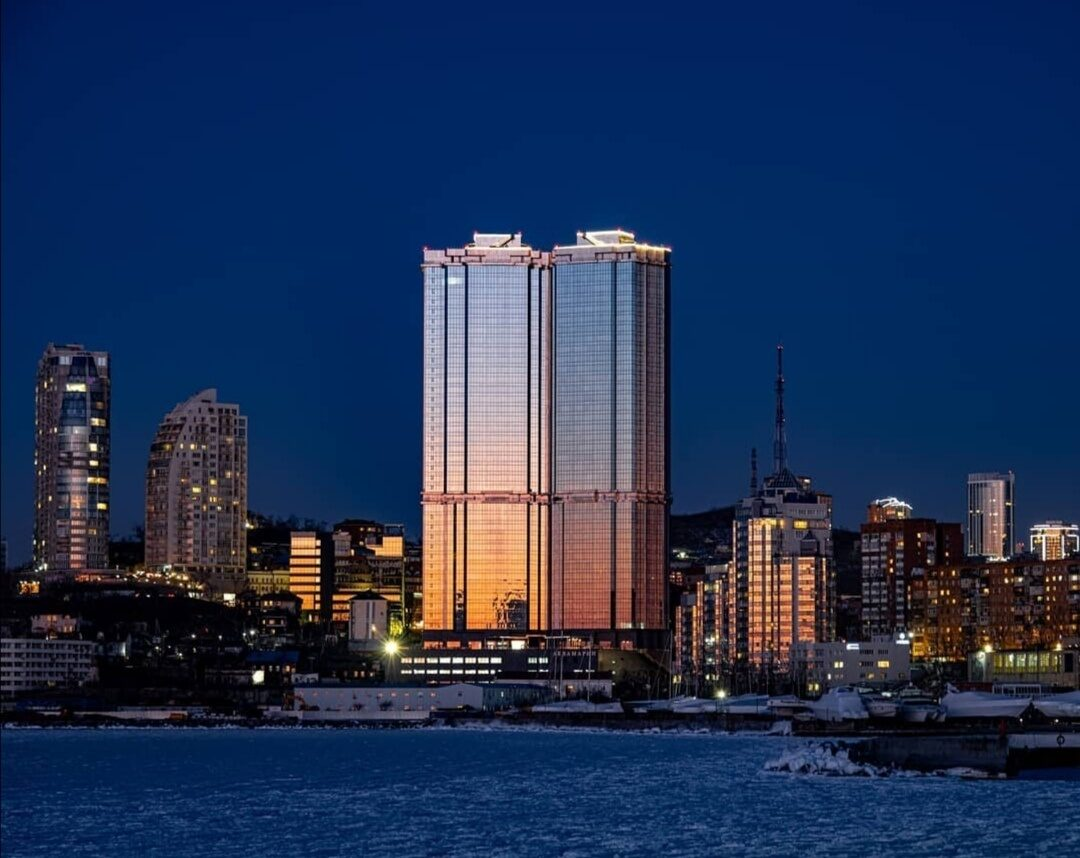
ЖК «Аквамарин» — небоскрёб, построенный на Дальнем Востоке России

Во Владивостоке расположена значительная часть (31,7 %) жилого фонда Приморского края — 13,5 млн м². Доля многоквартирных жилых домов составляет 89,3 %, индивидуально-определённых зданий — 7,5 %, специализированного жилищного фонда (включая общежития) — 3,2 %. Доля ветхого и аварийного жилья во всём жилищном фонде составляет 0,9 % или 123,9 тыс. м². Из них 40,1 тыс. м² приходится на аварийный фонд. В городе находится 448 ветхих и аварийных многоквартирных дома, из них 94 — аварийных, и 215 ветхих индивидуальных домов.
За комплекс жилищного хозяйства Владивостока отвечает Управление содержания жилищного фонда администрации города, ведут деятельность 97 организаций оказывающих услуги по управлению многоквартирными домами, организован Городской общественный совет по вопросам ЖКХ. Во Владивостоке открыта школа ЖКХ — муниципальный проект ежегодной серии семинаров по вопросам жилищного хозяйства. За 4 года работы школу прошли более 11 тысяч горожан.
В 2015 году только 32 % жителей были довольны работой городских жилищно-коммунальных служб. Большинство коммунальных служб выполняет обслуживание населения некачественно.

### Водоснабжение и отопление
Основу системы водоснабжения Владивостока составляют три водохранилища: расположенные на территории городского округа Пионерское и Богатинское водохранилища, а также Артёмовское водохранилище, расположенное на реке Артёмовка в Шкотовском районе. Руководит работой водохранилищ предприятие Приморский водоканал. При Пионерском водохранилище построены очистные сооружения на 50 тысяч кубометров воды в сутки. Через них также проходит транзитом вода из двух других водохранилищ. С 2012 года вместо хлора при очистке стали использовать гипохлорит натрия, проводить обеззараживание ультрафиолетовым излучением.
Водопроводная сеть города состоит из трёх основных зон: нижняя зона (5—30 метров над уровнем моря), средняя (30—60 метров) и верхняя (60—130 метров). Рельеф города сильно влияет на систему водоснабжения. Большое количество водонапорных подстанций для подачи воды в дома повышенной этажности, расположенных высоко над уровнем общей системы коммуникаций, часто провоцирует отказ системы водоснабжения при отключении электроэнергии. В настоящее время Владивосток не имеет гарантированной системы водоснабжения.
Горячее водоснабжение и отопление в городе осуществляется централизовано силами ТЭЦ-1 и ТЭЦ-2, а также котельными, которых в городе более восьмидесяти. Большинство котельных работают на мазуте. Несмотря на то, что Владивосток является конечным пунктом газопровода «Сахалин — Хабаровск — Владивосток», газифицировано в городе только несколько объектов инфраструктуры: ТЭЦ-1, частично ТЭЦ-2 и газовая котельная на острове Русском.

### Озеленение

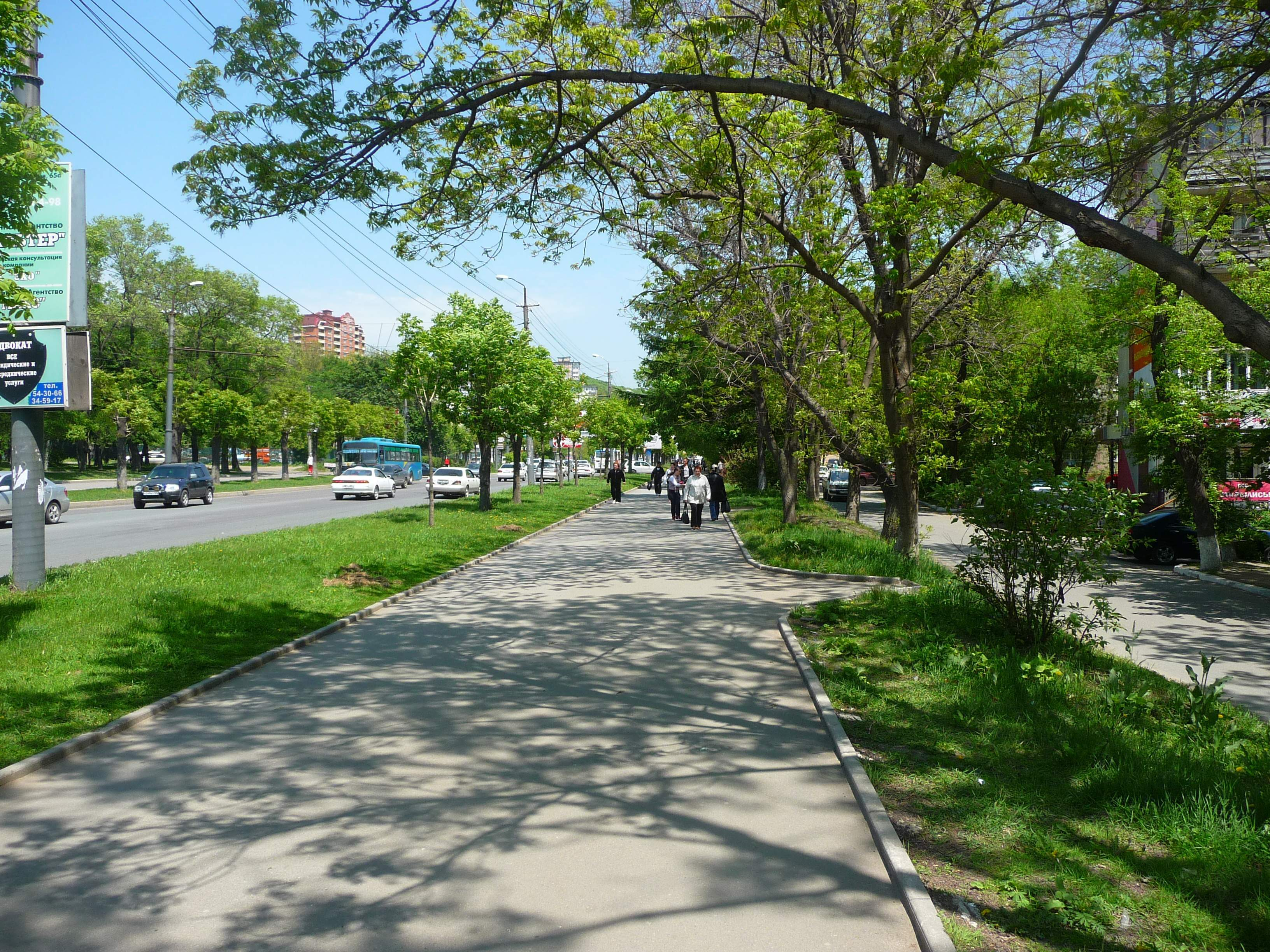
Русская улица

Согласно Генеральному плану Владивостокского городского округа, площадь зелёных насаждений общего пользования (парков, садов, скверов, бульваров в селитебной зоне города) в 2010 году составляла 591 га и соответствовала 9,8 м² на одного жителя. Планировалось увеличить её до 882 га к 2015 году, однако, в действительности, площадь насаждений сократилась в 1,3 раза по сравнению с 1980 гг. В 2015 году на одного жителя города приходилось менее 1 м² насаждений, что ниже нормы в 5 раз.
По другим данным, уже в 2006 году реальная обеспеченность горожан зелёными насаждениями собственно во Владивостоке (без учёта лесов, расположенных за городом и на островах) составляла не более 10 % от нормы.
На территории Владивостока расположены три городских парка общей площадью около 46 га, 9 садов площадью 15 га и более 60 скверов площадью около 100 га. Крупнейшим во Владивостоке является парк Минного городка, его площадь составляет около 36 га. На его территории сохранились уникальные рощи мелкоплодника, деревья калопанакса, разнообразные виды декоративных приморских клёнов, синузии ариземы амурской, фиалок и ряд других представителей городской флоры. На его территории также расположены три искусственных водоёма, площадью 4 га. Парк находится в запущенном состоянии, существует план его реконструкции.
Покровский парк, площадью 8 га, расположен на склоне сопки Орлиное гнездо, в историческом центре города. Он наиболее благоустроен и, из-за своего расположения, пользуется популярностью горожан. В последние годы в рамках программы «Чистый город» в парке установили скамейки, светильники, декоративный забор, проложили новые аллеи. В 2016 году был реконструирован парк им. Джулебы Т. С., что расширило зелёную зону в Первореченском районе города.
По итогам проведённой в 2021 году инвентаризации тех древесных насаждений, за которые отвечает администрация Владивостока, стало известно, что в озеленении этого города применили 140 видов деревьев и кустарников, из которых только три вида использованы в скелетных посадках, а именно: ясень маньчжурский, ильм низкий (карагач) и клён ясенелистный. Помимо них, в первую десятку самых многочисленных деревьев попали: робиния ложноакациевая, берёза плосколистная (белая), ясени пенсильванский и носолистный, тополь Максимовича, сосна густоцветковая и пихта цельнолистная. Вместе взятые дальневосточные краснолистные клёны — ложнозибольдов, маньчжурский и Гиннала — найдены в количествах существенно меньших, чем признанный нежелательным сорняком клён ясенелистный. Редкими для городского озеленения растениями оказались не только магнолии, катальпы и другие экзоты, но и многие дальневосточные реликты: тис остроконечный, калопанакс, бархат амурский, аралия высокая, маакия амурская и прочие.
В насаждениях города встречаются редкие виды, занесённые в Красную книгу России и Красную книгу Приморского края. Среди них: калопанакс семилопастный, дуб зубчатый, мелкоплодник ольхолистный, груша уссурийская, абрикос маньчжурский. Калопанакс представлен в естественных насаждениях парка Минного городка и аллеях улиц Русской и Кирова, Океанского проспекта. Уникальная роща из 700 деревьев мелкоплодника сохранилась в парке Минного городка. В зелёных насаждениях парков и садов можно встретить вишню сахалинскую и сливу ивовидную.
Указывается на следующие ошибки городского планирования и озеленения: вырубку экологически важных лесов на ветробойных вершинах сопок и посадку высоких деревьев под проводами.

## Социальная сфера

### Образование
Во Владивостоке действуют 114 общеобразовательных учреждений, с общей численностью учащихся 50,7 тыс. человек (на 2015 год). Муниципальная система образования города состоит из дошкольных организаций, начальных, основных, средних общеобразовательных школ, лицеев, гимназий, школ с углублённым изучением отдельных предметов, центров дополнительного образования.
Муниципальная образовательная сеть включает: 2 гимназии, 2 лицея, 13 школ с углублённым изучением отдельных предметов, одну начальную школу, 2 основные школы, 58 средних школ, 4 вечерних школы, один лицей-интернат, одну школу-интернат. Три школы Владивостока — Технический лицей, гимназия № 1 и средняя школа № 23, — входят в рейтинг «Топ-500 школ РФ». На муниципальном уровне действует городская система школьных олимпиад, учреждена городская стипендия за выдающиеся заслуги учащихся.
В 2016 году открыты филиалы Академии русского балета и Нахимовского военно-морского училища.
Профессиональное образование во Владивостоке позволяют получить несколько десятков колледжей, училищ и университетов. Начало высшего образования было заложено в городе с основанием Восточного института. На данный момент крупнейшим вузом Владивостока является Дальневосточный федеральный университет. В нём обучаются около 20 тыс. студентов, более 2 тыс. из которых — иностранцы, работают 5 тыс. сотрудников, в том числе 1598 преподавателей. На него приходится большая доля (64 %) научных публикаций среди дальневосточных вузов.
Также высшее образование в городе представлено такими местными вузами, как Владивостокский государственный университет экономики и сервиса, Дальневосточный государственный институт искусств, Дальневосточный государственный технический рыбохозяйственный университет, Морской государственный университет имени адмирала Г. И. Невельского, Тихоокеанское высшее военно-морское училище и Тихоокеанский государственный медицинский университет. Действуют филиалы Российской таможенной академии, Современной гуманитарной академии, Международного института экономики и права и Дальневосточного юридического института МВД России, Санкт-Петербургского университета ГПС МЧС России.

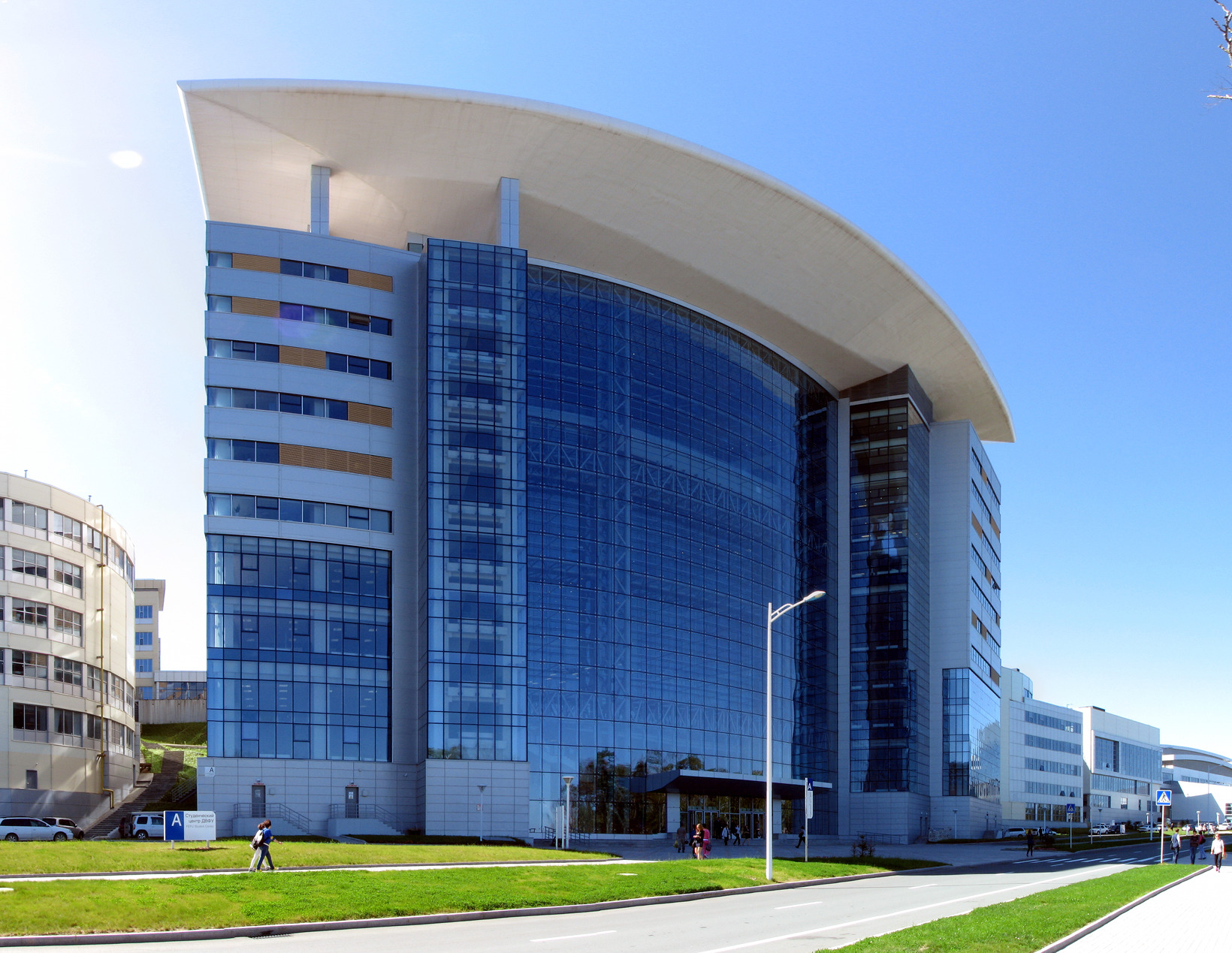
Кампус ДВФУ
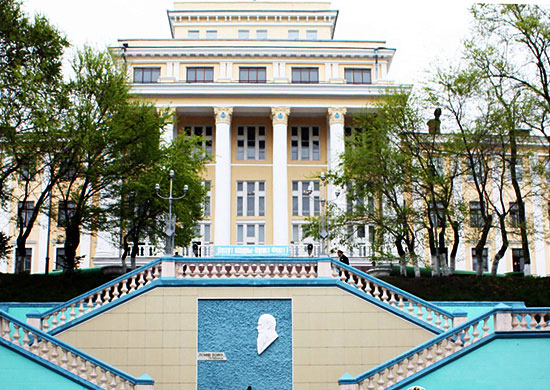
Тихоокеанское высшее военно-морское училище имени С. О. Макарова
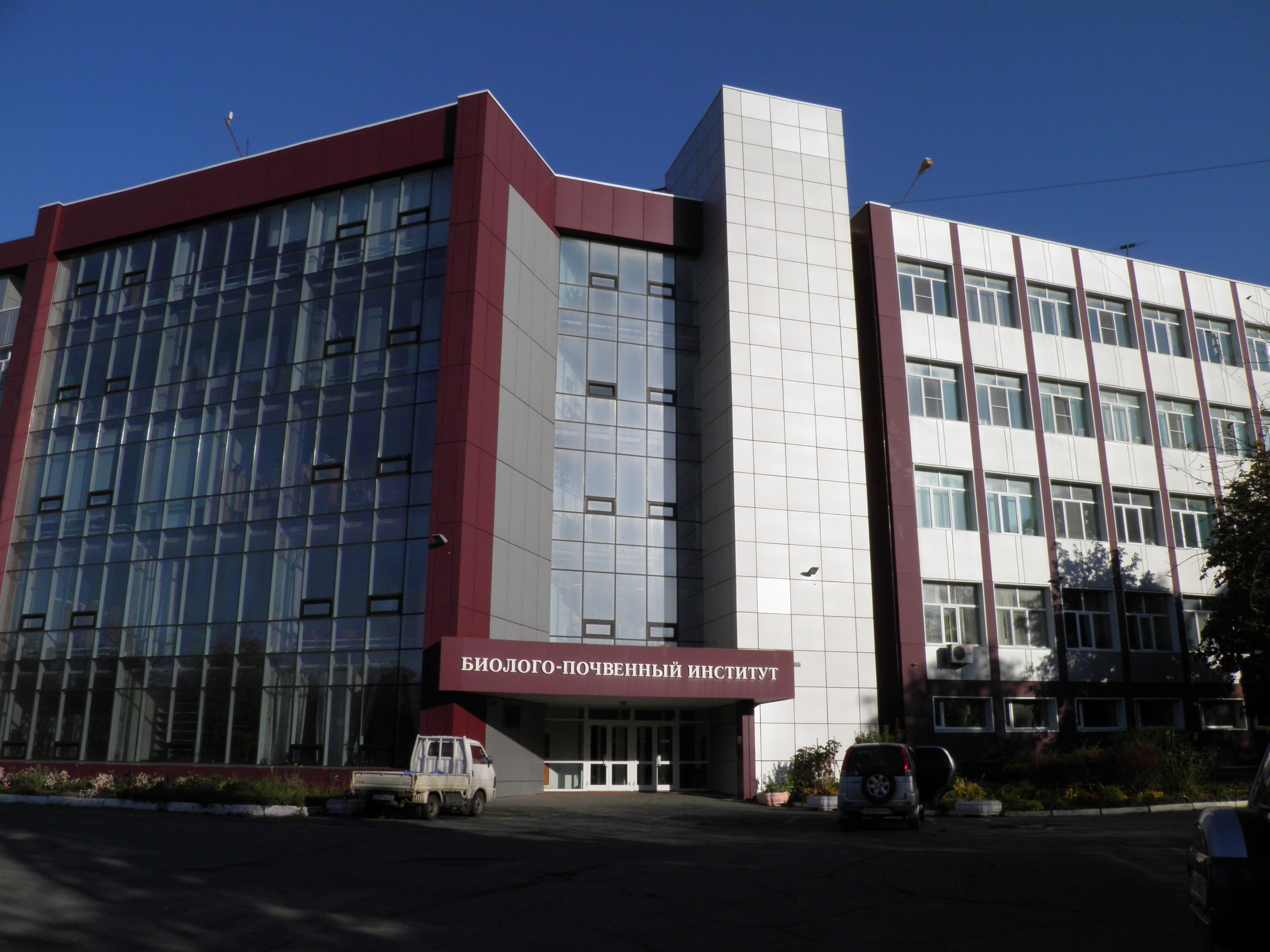
Биолого-почвенный институт ДВО РАН
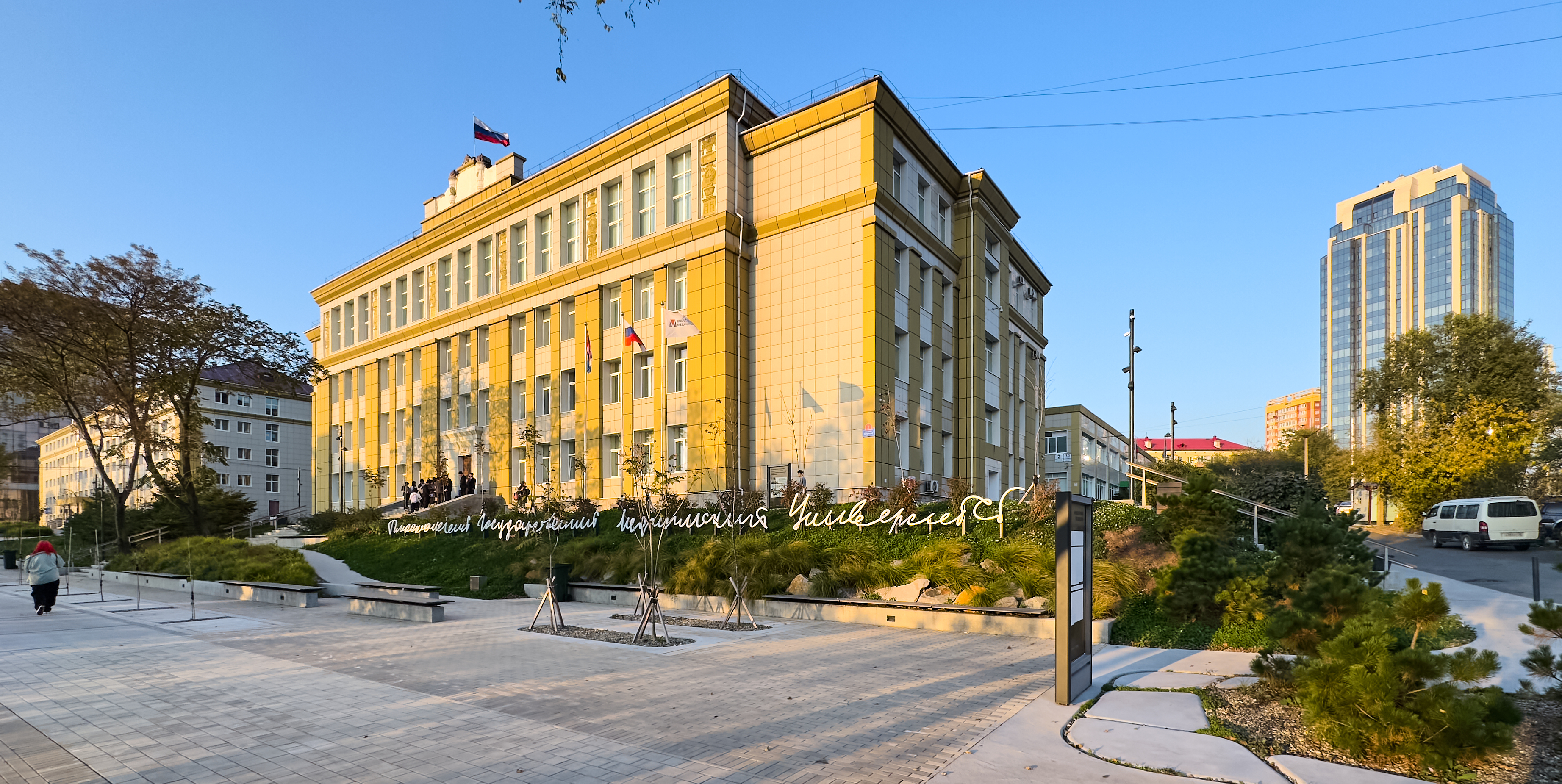
Тихоокеанский государственный медицинский университет

### Наука
В 2014 году в городе работали 32 научные организации, в которых числилось 4949 сотрудников. Общий объём исследований в денежном выражении составил 5,6 млрд руб. Крупнейшей научной организацией Владивостока является Дальневосточное отделение Российской академии наук. Непосредственно во Владивостоке расположены следующие институты ДВО РАН: Институт автоматики и процессов управления, Институт прикладной математики, Институт проблем морских технологий, Институт химии, Тихоокеанский институт биоорганической химии им. Г. Б. Елякова, Биолого-почвенный институт, Институт биологии моря, Ботанический сад-институт, Дальневосточный геологический институт, Тихоокеанский океанологический институт имени В. И. Ильичёва ДВО РАН, Тихоокеанский институт географии, Институт истории, археологии и этнографии народов Дальнего Востока.
Ещё одной крупной научной организацией является Тихоокеанский научно-исследовательский рыбохозяйственный центр (ТИНРО-Центр), не входящий в ДВО РАН. Дальневосточный региональный научно-исследовательский гидрометеорологический институт, Росгидромет. Медицинская наука представлена Научно-исследовательским институтом эпидемиологии и микробиологии имени Г. П. Сомова. Техническая наука представлена Дальневосточным научно-исследовательским, проектно-конструкторским и технологическим институтом по строительству, входящим в состав Российской академии архитектуры и строительных наук.
Общество изучения Амурского края, старейшая дальневосточная научная организация, сохранив своё название, функционирует теперь как Приморское краевое отделение Русского географического общества. В 1899 году Обществом была учреждена Премия имени Ф. Ф. Буссе.
Во Владивостоке проводятся десятки международных и региональных научных конференций и семинаров, с привлечением корейских (Сеульский университет, Университет Иньё, Университет Каннам) и китайских (Китайская академия наук) научных организаций. Институтами Дальневосточного отделения РАН проводится ежегодный Фестиваль Дальневосточной науки «Окно в науку».

### Здравоохранение

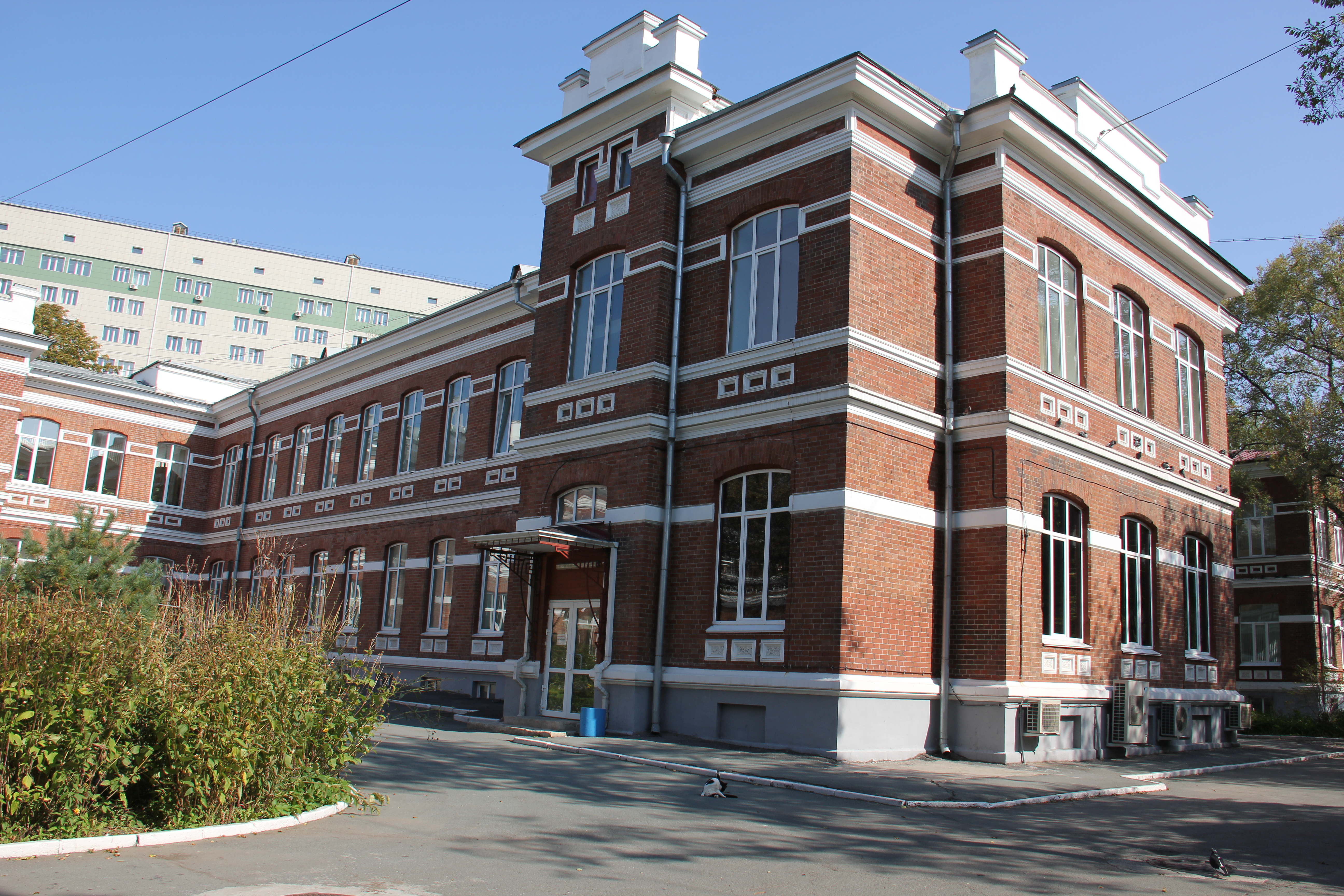
Краевая клиническая больница № 1

Первая больница Владивостока, Приморская краевая клиническая больница № 1, открылась 15 августа 1893 года. По состоянию на 2013 год она является одним из крупнейших многопрофильных лечебных учреждений Приморского края, с наличием 700 стационарных коек. Больница ежегодно принимает более 17 тыс. пациентов, в ней проводится более 6 тыс. операций. Городская клиническая больница № 2 является крупнейшим в Приморском крае больничным комплексом (923 койки). Больница обслуживает более 38 тыс. пациентов ежегодно. Всего во Владивостоке 38 больниц, с фондом больничных коек — 9455 штук, и 104 поликлиники. В сфере здравоохранения работают 5963 врача (на 2014 год). Среди новых учреждений здравоохранения: Медицинский центр ДВФУ на острове Русский, работающий по стандартам зарубежных клиник и диагностических центров.
Из всех болезней в городе наиболее распространены респираторные, травмы и отравления, болезни мочеполовой системы. Растёт число онкологических заболеваний, ВИЧ-инфекции, наркомании. Наименее распространены болезни эндокринной системы и врождённые аномалии; имеют тенденцию к снижению алкоголизм, токсикомания. В целом, общая заболеваемость населения города снизилась с 573,3 тыс. человек в 2011 году до 521,1 тыс. человек в 2014 году. К проблемам медицины города относят нехватку диагностической аппаратуры, значительное сокращение женских консультаций, дефицит кадров.

### Преступность
За охрану общественного порядка и борьбу с преступностью в городе отвечает УМВД России по г. Владивостоку. Его штат составляют 2905 сотрудников, в том числе 1987 офицеров полиции, 844 рядовых сотрудника и 74 неаттестованных сотрудника.
За последние три года уровень преступности в городе имел тенденцию к снижению. Если в 2013 году было зарегистрировано 17581 преступление, то в 2015 году — 15147. Уменьшилось число тяжких и особо тяжких преступлений, в том числе убийств, преступлений против собственности (кражи, угон транспортных средств, грабежи, разбои). Больше зарегистрировано: фактов умышленного причинения тяжкого вреда здоровью, краж из квартир, фактов мошенничества, незаконного оборота оружия и изнасилований. При этом количество изнасилований в 2015 году увеличилось в два раза, в том числе фиксируется большое количество случаев применения насилия в отношении несовершеннолетних.
За 2015 год на территории города было зарегистрировано 101 преступление, совершённое организованными группами и преступными сообществами, раскрыто — 73. На сегодня во Владивостоке действуют несколько преступных группировок, среди них наиболее влиятельные: «Пуховские», чеченская группировка, «Трифонята-Юрины», «Алексеи», «Петраки».
Крупной проблемой в городе является коррупция. За 2015—2016 годы было возбуждено несколько десятков дел по коррупционным статьям. Обвиняемыми выступают как чиновники (от глав муниципалитетов до членов команды губернатора Приморья), так и предприниматели, чей бизнес связан с властью. Последним громким делом стал арест главы города Игоря Пушкарёва. При этом отмечается, что ни один из глав Владивостока в новейшей истории не избежал уголовного преследования.

## Культура и искусство
Владивосток — культурный центр Приморского края. В городе открыты десятки учреждений культуры — музеи, театры, художественные галереи, кинотеатры, филармония. Владивосток — центр образования в области искусств, со множеством художественных и музыкальных школ; в городе открыт Дальневосточный государственный институт искусств. Владивостокская библиотечная система объединяет 27 библиотек, с общим книжным фондом в 1 млн 616,3 тыс. экземпляров. Численность пользователей публичных библиотек составляет около 120 тыс. человек.
Владивосток обладает большим пластом культурного наследия, в нём насчитывается более 700 памятников истории и культуры, что составляет 51,7 % памятников Приморского края. Среди них 15 — федерального значения, 583 — регионального и 17 выявленных объектов, представляющих историческую и культурную ценность. Владивосток обладает высокой градостроительной и исторической ценностью за счёт сохранившейся исторической планировки, архитектурных и исторических ансамблей, множества памятников истории, архитектуры, археологии, комплекса фортификационных сооружений.

### Музеи

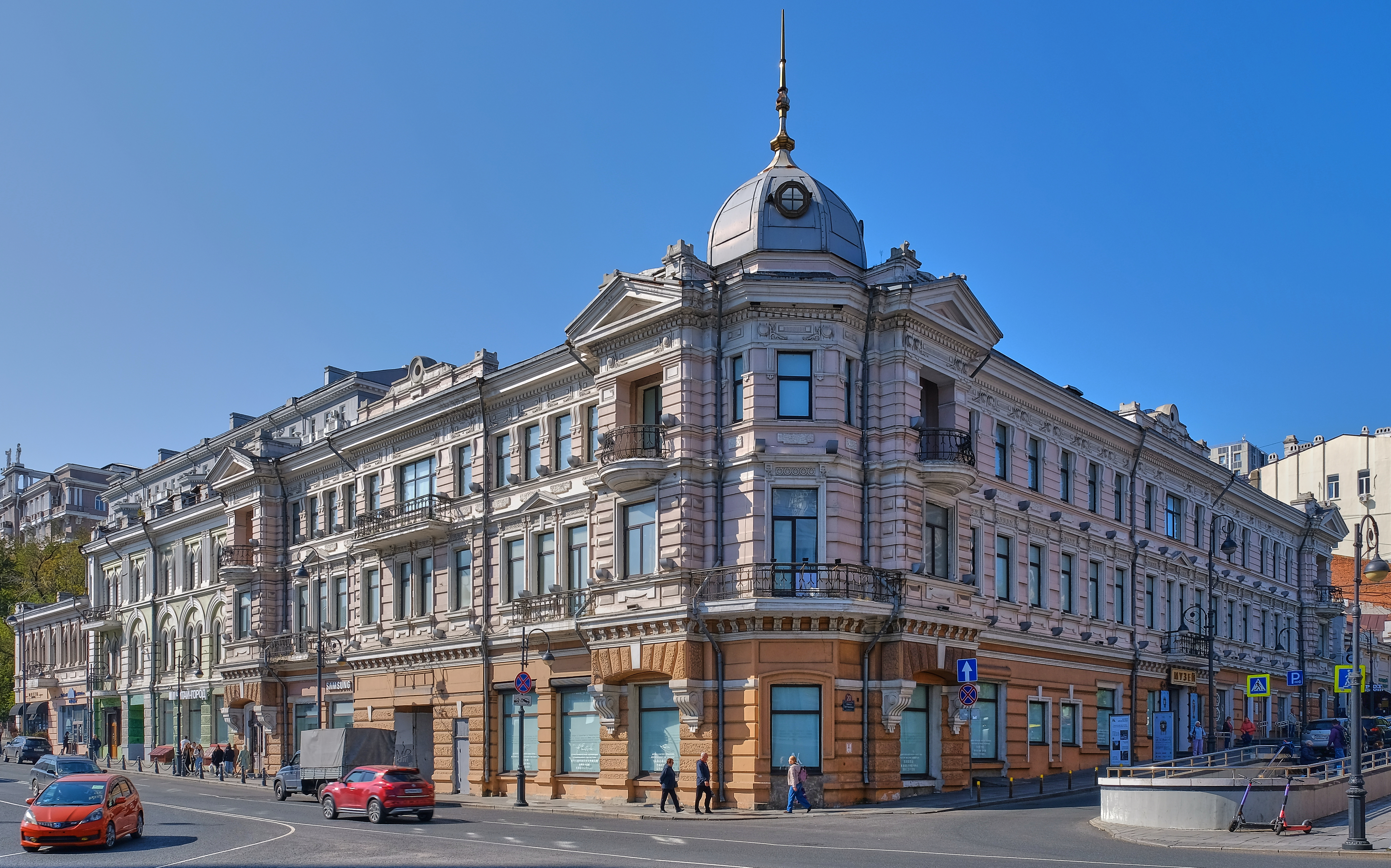
Главное здание Музея истории Дальнего Востока имени В. К. Арсеньева
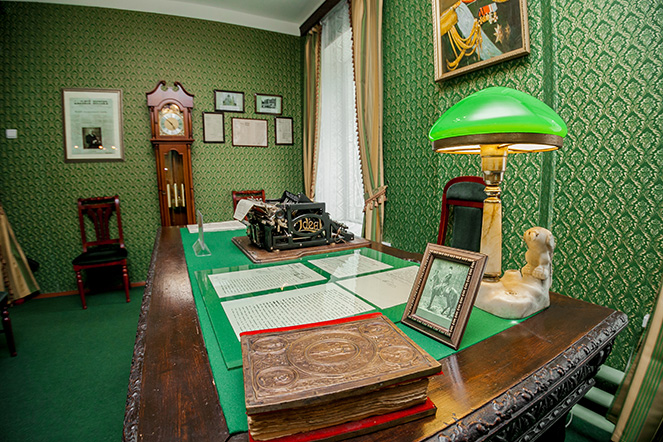
Дом-музей чиновника Суханова
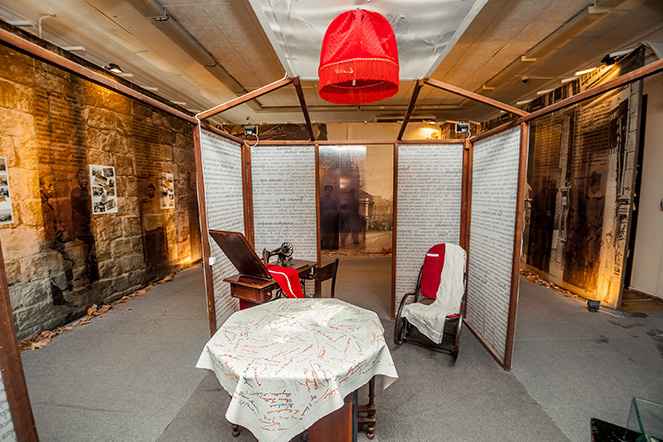
Выставочный проект «Элеонора Прей. Письма из Владивостока»
Музей Владивостокской крепости на территории береговой батареи Безымянная

В 1884 году во Владивостоке основан первый в Приамурском крае музей — Музей Общества изучения Амурского края. В 1891 г. открыта первая выставка. В советское время появились Океанариум Тихоокеанского научно-исследовательского рыбохозяйственного центра, Музей истории ГУМа, Военно-исторический музей Краснознамённого Тихоокеанского флота, Приморская краевая картинная галерея, Научный и зоологический музеи ДВГУ, Музей пограничных войск, Музеи ДВО РАН, Приморский океанариум и др.
Город пережил два так называемых «музейных бума»: в 1970-х и второй половине 1990-х годов. На девяностые годы пришёлся расцвет частных музеев, возобновление деятельности законсервированных музеев (например, Музей Дальзавода). В настоящее время во Владивостоке действуют шесть государственных музеев. В 2014 году их посетило 558,6 тыс. человек.
Самым известным музеем Владивостока считается Приморский государственный объединённый музей имени В. К. Арсеньева, ведущий свою историю от первого владивостокского Музея Общества изучения Амурского края. В 2015 году журнал The Art Newspaper Russia назвал его самым посещаемым региональным музеем в России. Количество посещений составило более 421 тыс. человек.
В 2019 году создан первый в Приморье федеральный музей-заповедник на базе Владивостокской крепости, имеющей в своём составе несколько сотен объектов (более 800) на господствующих высотах Владивостока, его пригорода и острова Русского, находящихся до последнего времени в различных формах собственности и разной степени сохранности. 5 сентября 2019 года в рамках V Восточного экономического форума для его участников состоялось открытие первой экспозиции музея-заповедника «Владивосток. Время крепости» общей площадью 250 квадратных метров.

### Галереи и выставочные залы

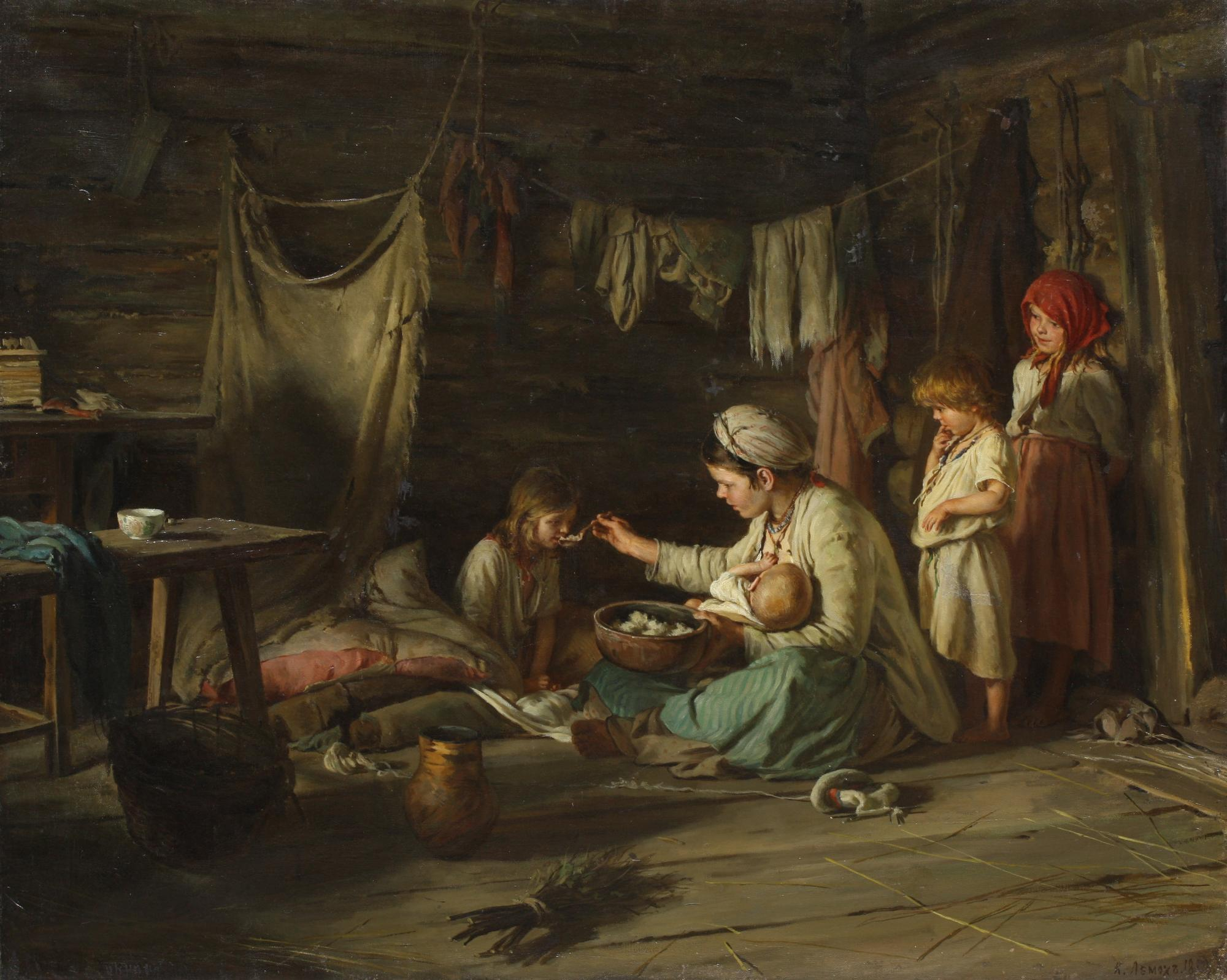
Кирилл Лемох, «Выздоравливающая», (1889) — Приморская краевая картинная галерея

Активное развитие художественных музеев во Владивостоке началось с 1950-х гг. В 1960 году возводится Дом художника, в котором существовали экспозиционные залы. В 1965-м в отдельное учреждение выделяют Приморскую государственную картинную галерею, а позже, на основе её коллекции, создана Детская картинная галерея. В советское время во Владивостоке одной из самых крупных площадок для выставок был выставочный зал Приморского отделения Союза художников РСФСР. В 1989 г. открывается галерея современного искусства «Артэтаж».
В 1995 году открылась галерея современного искусства «Арка», первую экспозицию которой составили 100 картин, подаренные коллекционером Александром Глезером. Галерея участвует в международных выставках и ярмарках. В 2005 году появилась некоммерческая частная галерея «Ройтау». В последние годы активную деятельность ведут центры современного искусства «Соль» (созданный на базе художественного музея ДВФУ) и «Заря».

### Театры

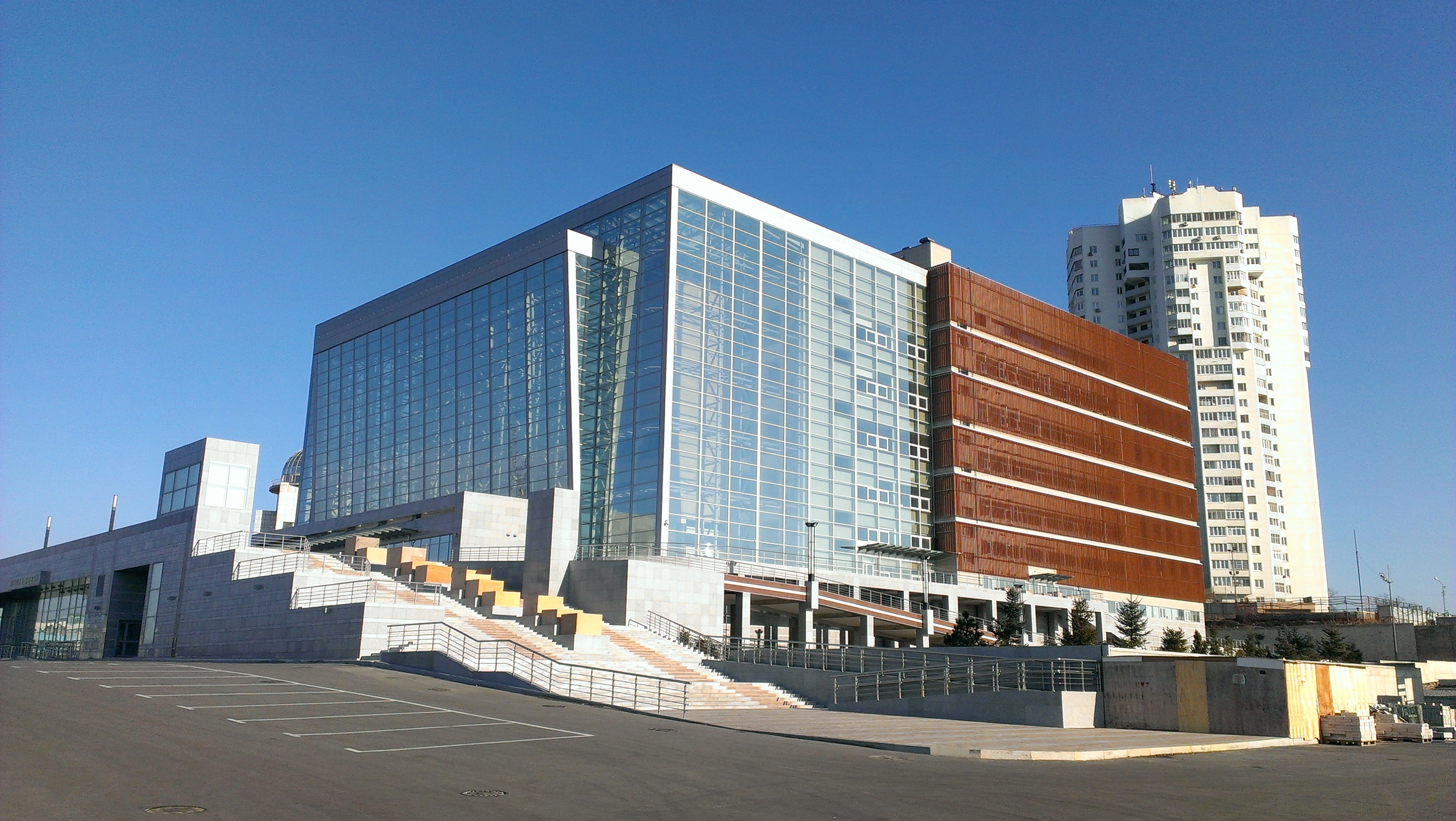
Театр оперы и балета

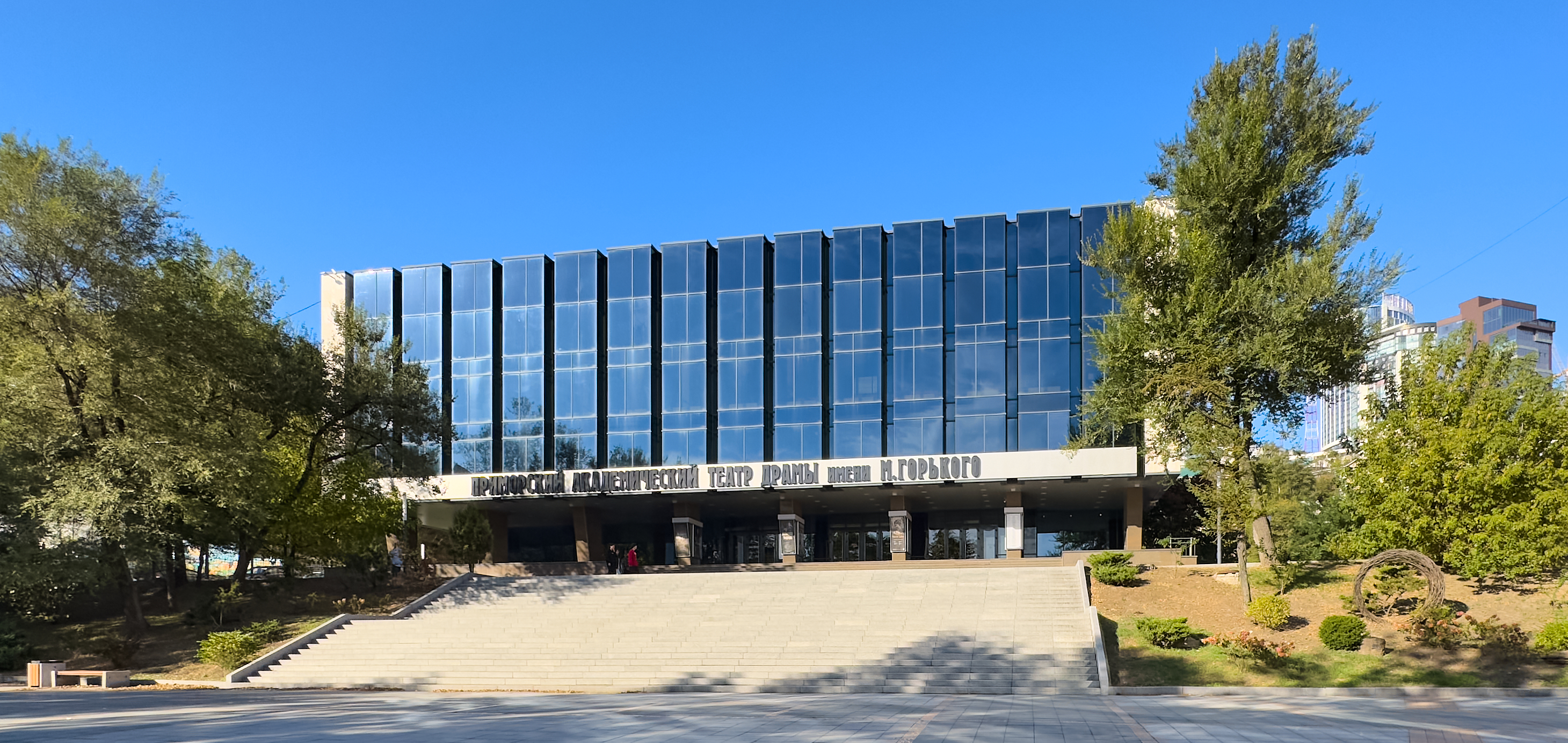
Драматический театр имени М. Горького

Всего в городе действуют пять профессиональных театров. В 2014 году их посетили 369,8 тыс. зрителей. Приморский краевой академический драматический театр имени Горького — старейший государственный театр Владивостока, открыт 3 ноября 1932 года. В театре работают 202 человека: 41 актёр (из них — три народных и девять заслуженных артистов России).
Приморский Пушкинский театр был построен по инициативе Собрания приказчиков города Владивостока и назывался «Собрание приказчиков — Пушкинский театр»; в настоящее время является одним из главных культурных центров города. В 1930-е—40-е последовательно были открыты действующие до сих пор: Драматический театр тихоокеанского флота, Приморский краевой театр кукол, Приморский краевой драматический театр молодёжи. Краевой театр кукол дал 484 спектакля в 2015 году, которые посетило более 52 тыс. зрителей. В театре насчитывается 500 кукол, работают 15 артистов. Труппа регулярно выезжает на гастроли (в Польшу, Японию, Южную Корею, по Дальнему Востоку).
Музыкальный театр во Владивостоке представляет Приморская краевая филармония — крупнейшая концертная организация Приморского края. При филармонии организованы Тихоокеанский симфонический оркестр и Губернаторский духовой оркестр. В 2013 году был открыт Приморский театр оперы и балета. 1 января 2016 года был преобразован в филиал — Приморскую сцену — Мариинского театра.

### Цирк

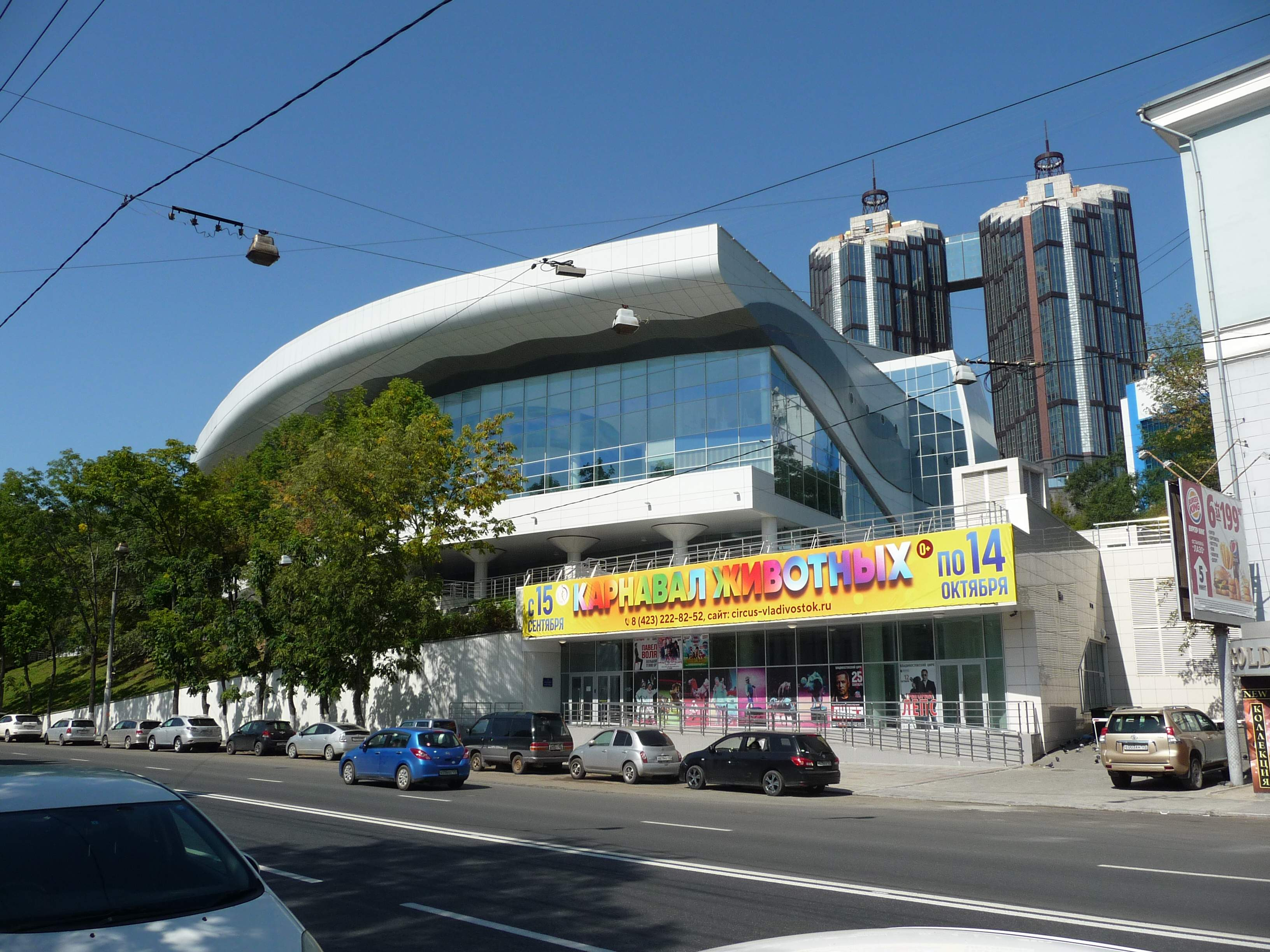
Владивостокский цирк

Первое цирковое представление прошло во Владивостоке в 1885 году, в цирке Ламбергера. После в городе открывалось более десяти цирков разной направленности, пока в 1973 году не было открыто современное здание Владивостокского цирка на улице Светланской. Проектировщиками выступили Соломея Гельфер и Георгий Напреенко, главным конструктором — Владимир Шемякин. В декабре 2017 года завершилась реконструкция цирка. 16 декабря 2017 года состоялось первое представление в обновлённом здании, но увидеть его смогли только дети сироты, одарённые дети и семьи строителей. Остальные — с 23 декабря. Гостям цирка было представлена программа «Император львиц». В рамках проекта предполагается так же возведение гостиницы для работников цирка, парковки и виадука.

### Кинотеатры

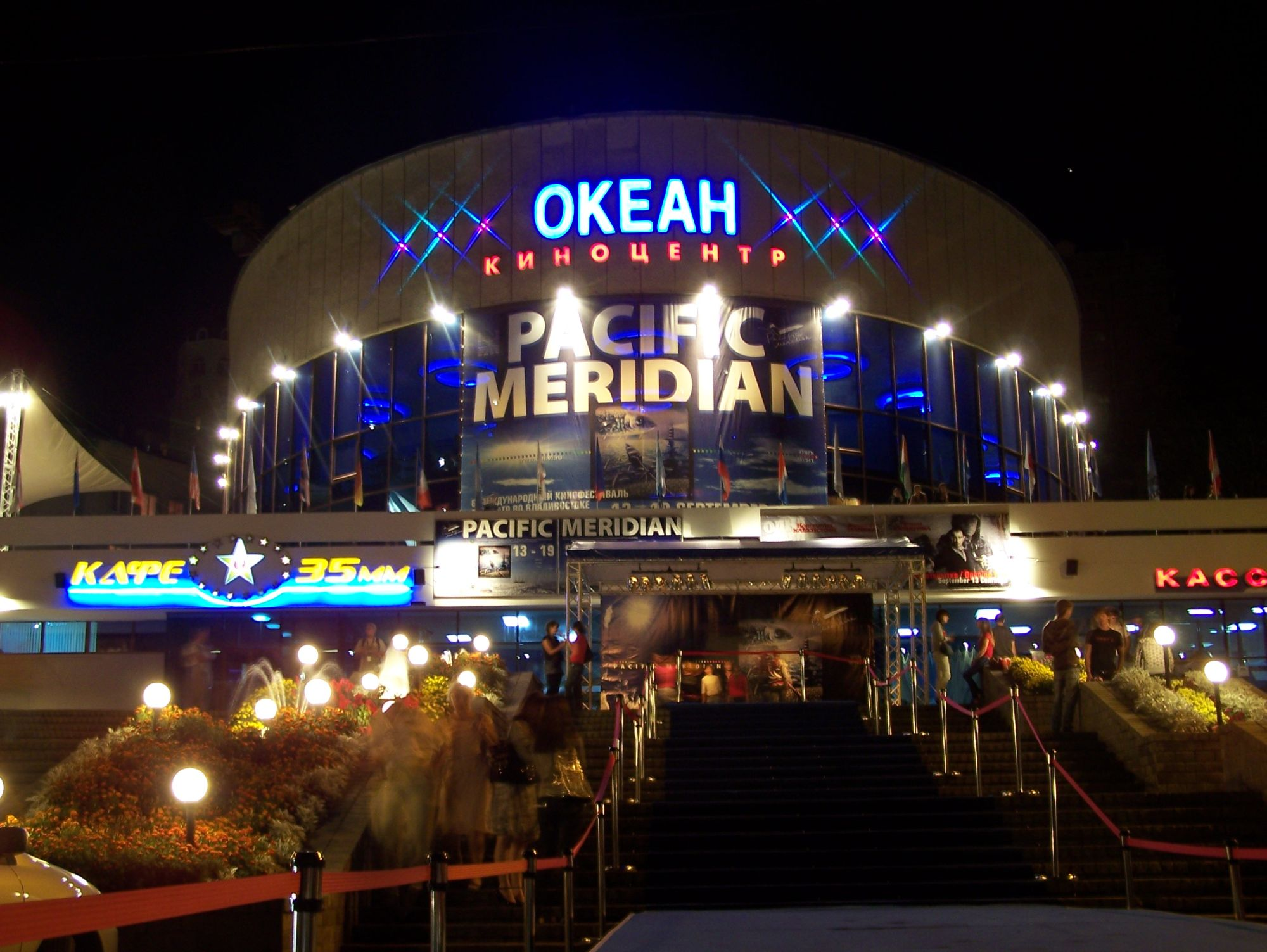
Кинотеатр «Океан» в день открытия кинофестиваля «Меридианы Тихого» в 2008 году

В 2014 году во Владивостоке работал 21 кинотеатр, а общее число посещений киносеансов составило 1 млн 501 тыс.
Большинство кинотеатров города — «Океан», «Галактика», «Москва» (прежде носил название «New Wave Cinema»), «Нептун 3D» (прежде носил названия «Нептун» и «Бородино»), «Иллюзион», «Владивосток» — являются отреставрированными кинотеатрами, построенными ещё в советские годы. Среди них выделяется «Океан» с самым большим (22 на 10 метров) экраном на Дальнем Востоке страны, расположенный в центре города в районе Спортивной гавани. Совместно с кинотеатром «Уссури», он является местом проведения ежегодного международного кинофестиваля «Меридианы Тихого» (с 2002 года). С 10 декабря 2014 года в кинотеатре «Океан» работает зал IMAX 3D.

### Мероприятия
Владивосток — крупный центр событийной и фестивальной культуры. В городе проводится несколько десятков фестивалей, форумов, общественных праздников и мероприятий в год. К наиболее известным относится Международный кинофестиваль стран Азиатско-Тихоокеанского региона «Меридианы Тихого» (Pacific Meridian). Помимо него, в городе проходят такие крупные мероприятия: Национальный фольклорный фестиваль «Праздник Масленицы», ледовый полумарафон «Vladivostok Ice Run», Фестиваль классической музыки «Дальневосточная Весна», Фестиваль «Ночь музеев», Тихоокеанский туристический форум, Неделя моды и стиля «Pacific Style Week», «Зелёный марафон», фестиваль «Лето на Русском», Фестиваль красок Холи, Музыкальный фестиваль «V-Rox», Городской фестиваль «Владивостокская крепость», Восточный экономический форум, Международный фестиваль «День путешественника», Международный полумарафон «Мосты Владивостока», Международный фестиваль русского языка и культуры городов-побратимов «Владивосток объединяет АТР», Международный джазовый фестиваль, Международный конгресс рыбаков.

## Религия
Самой массовой конфессией во Владивостоке является православие, представленное разными направлениями: Русская Православная Церковь (Московский Патриархат), акефальная (автономная) Дальневосточная епархия РПЦЗ, старообрядчество, Армянская апостольская церковь.
Приходы РПЦ МП составляют Владивостокскую епархию в составе Приморской митрополии. Владивостокская епархия с центром во Владивостоке была создана постановлением Священного Синода от 25 января 1945 года, просуществовав до 1949 г. Возрождена в 1988 году как Владивостокская и Приморская епархия. Она располагает сетью воскресных школ, имеет духовное училище и православную гимназию, издаёт ежемесячную газету «Приморский Благовест».
Старообрядцы составляют значительную долю православных на Дальнем Востоке. Они активно заселяли край в царский период, но в советское время, из-за репрессий и эмиграции, их число резко сократилось. Восстанавливаться старообрядческая община начала с 1980-х годов. Во Владивостоке существует относительно большая община старообрядцев, в которой значительную часть составляют верующие молодого возраста.
В 1990-е годы возродились католическая и лютеранская общины. Число их прихожан не велико. В городе также действуют пять баптистских, адвентистская, методистская, а также пятидесятнические, пресвитерианские, харизматические и другие христианские общины.
Протестантизм довольно широко распространён и имеет глубокие исторические корни. В частности, городские общины евангельских христиан-баптистов и адвентистов седьмого дня ведут свою историю непрерывно ещё с дореволюционных времён, они успешно пережили самые тяжёлые антирелигиозные кампании Советской власти.
В 1990 году, с принятием закона «О свободе вероисповедания», возродилась пресвитерианская миссия; в 1991 году в Находке открылась первая церковь, в 1995 г. — основана семинария, которая в 1998 году переехала в новое здание во Владивостоке, получив название Пресвитерианская духовная семинария г. Владивостока. За 1998—2015 гг. семинарию окончили 105 человек, из них 17 стали пасторами, 19 — проповедниками.
Владивосток является центром протестантских церковных объединений — Объединения церквей евангельских христиан-баптистов Приморского края и Приморского объединения миссионерских церквей евангельских христиан. При содействии протестантских движений открыто Владивостокское отделение Российского Библейского общества.
Также во Владивостоке есть иудейская община. Работает Еврейский религиозно-культурный центр.
В 1995 году возобновила деятельность буддийская община. В наши дни во Владивостоке открыт центр Алмазного Пути Школы Карма Кагью. Ежегодно, проводя лекции, город посещает датский религиозный деятель Оле Нидал.
В городе сложилась крупнейшая в Приморье мусульманская община. В 2013 году муфтий по Дальнему Востоку от духовного управления мусульман Азиатской части России (ДУМ АЧР) Абдулла Дамир Ишмухаммедов оценивал численность проживающих во Владивостоке мусульман в 60 тыс. В городе зарегистрированы узбекская, таджикская, киргизская мусульманские организации, открыт молитвенный дом.
Также во Владивостоке есть община кришнаитов. Периодически появляются свидетельства существования в городе религиозных групп саентологов, бахаи, неоязычников, последователей «Звенящих кедров России» и других так называемых «новых религиозных движений».

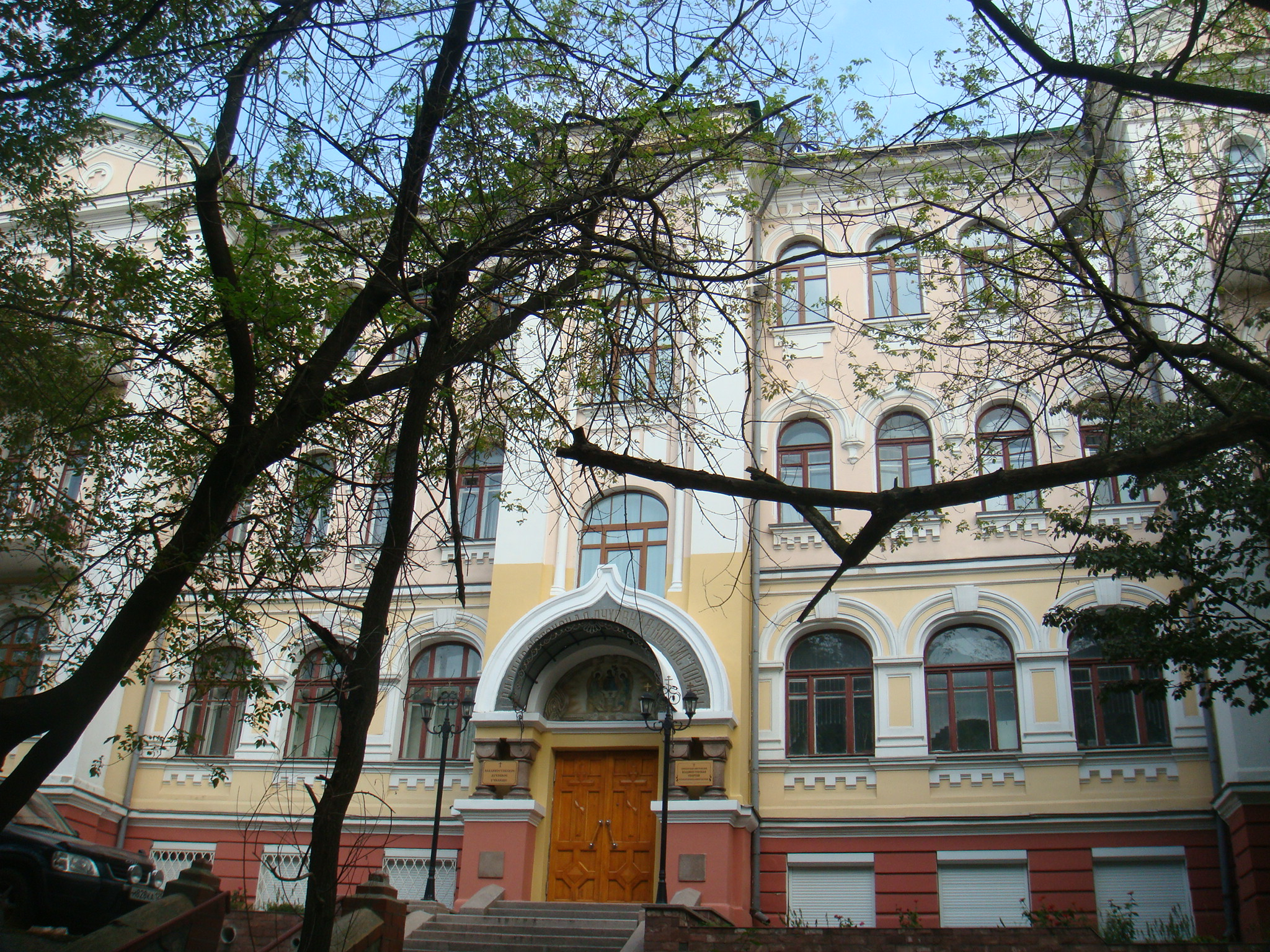
Владивостокское епархиальное управление
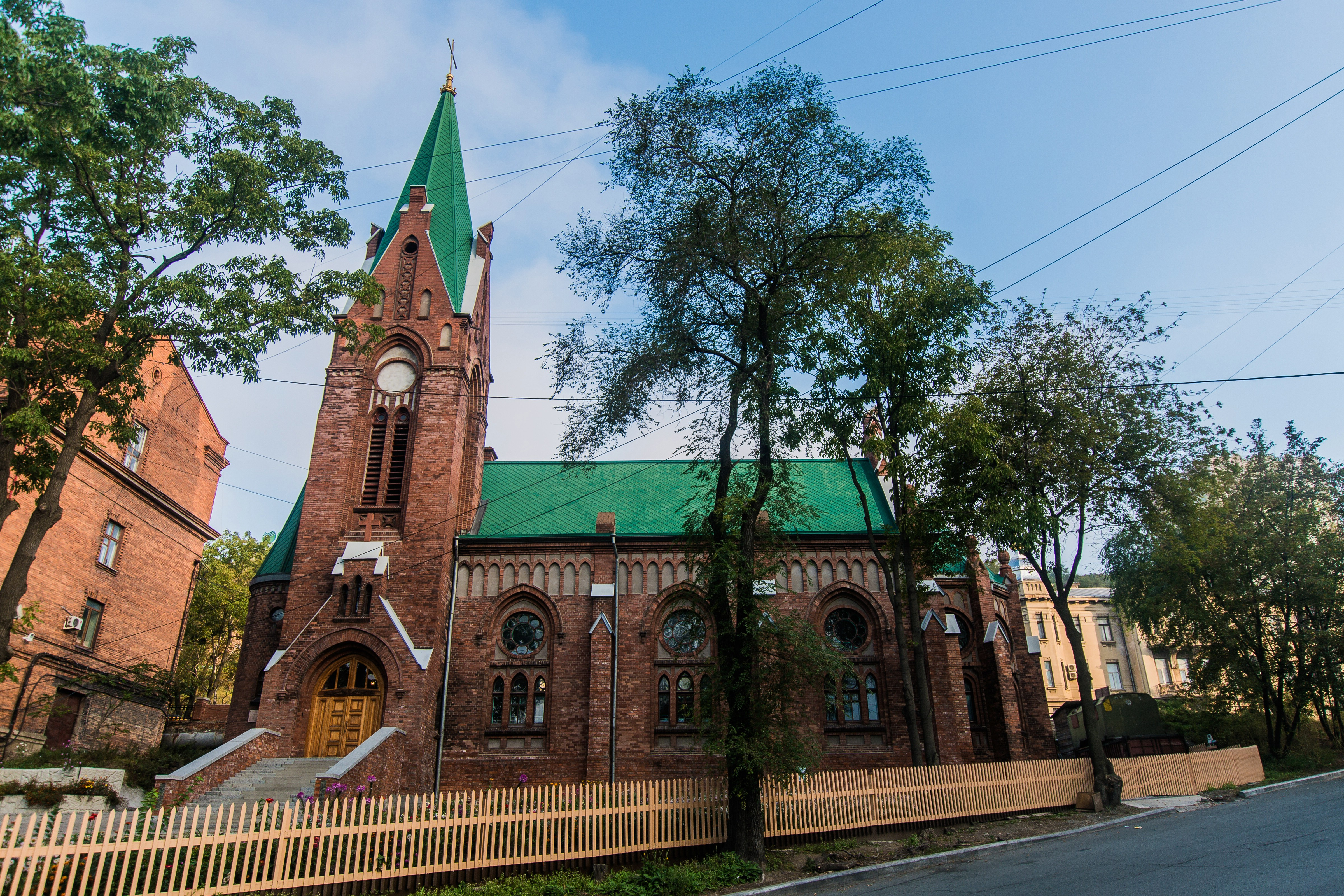
Лютеранская церковь Святого Павла
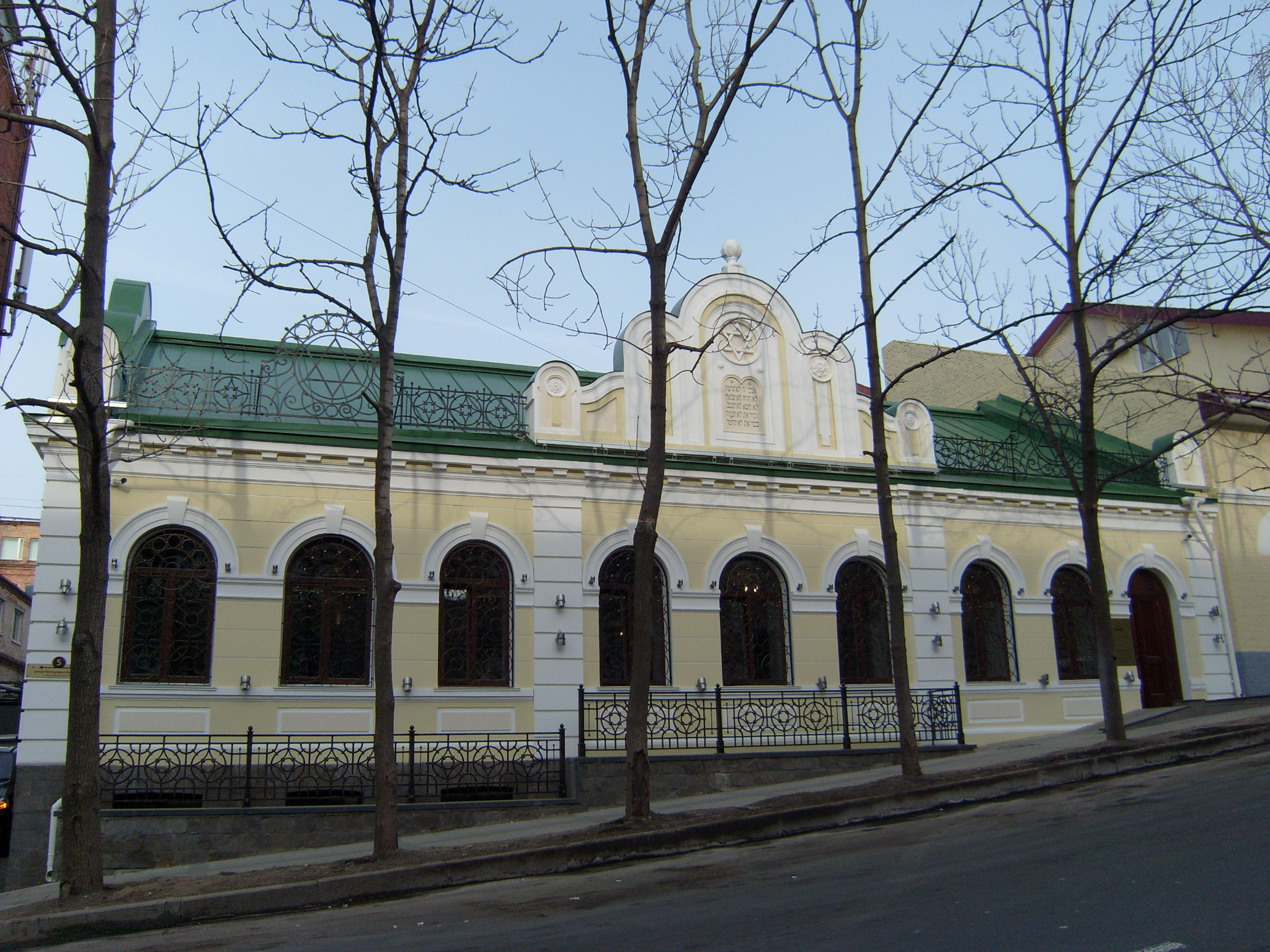
Синагога «Бейт Сима»

## Архитектура и достопримечательности

### Планировка и застройка

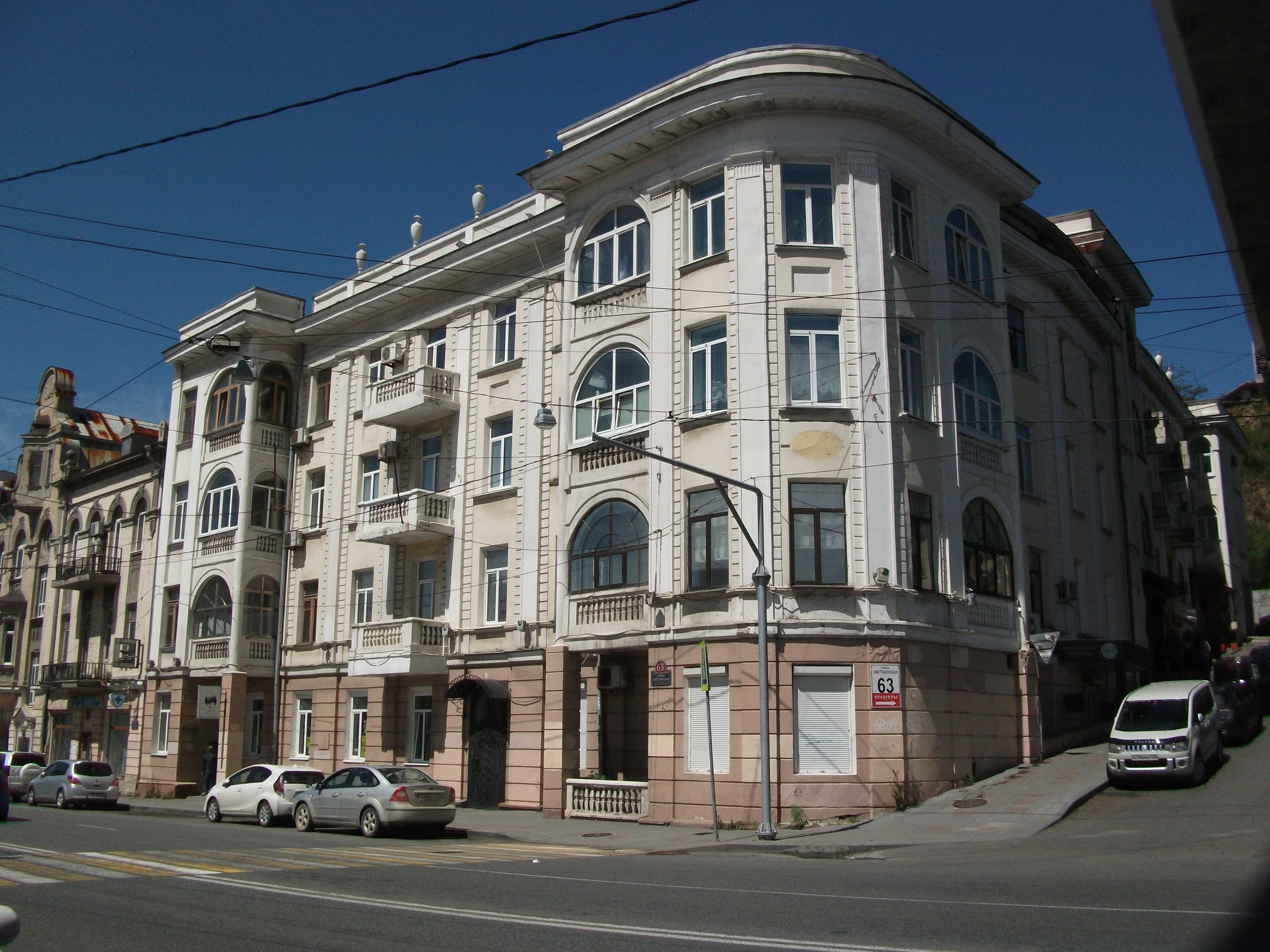
Владивостокская архитектура

Владивосток расположен на сложном рельефе, затрудняющем его застройку и, вместе с тем, образующем «великолепный природный амфитеатр, эффектно раскрывающийся в сторону морских акваторий». Исторически первыми постройками города выступали сооружения военного поста, располагавшиеся на берегу бухты Золотой рог. Затем городская территория стала расширяться, занимая северные и западные берега до Амурского залива и вглубь полуострова. Центральная улица города — Светланская — повторяет очертания береговой линии, а перпендикулярные ей улицы поднимаются по склонам сопок. В 1880-е — 90-е годы город стал расширяться и занимать территории сопок, а также отдалённые низменные территории — Куперовскую падь и частично долину Первой речки.

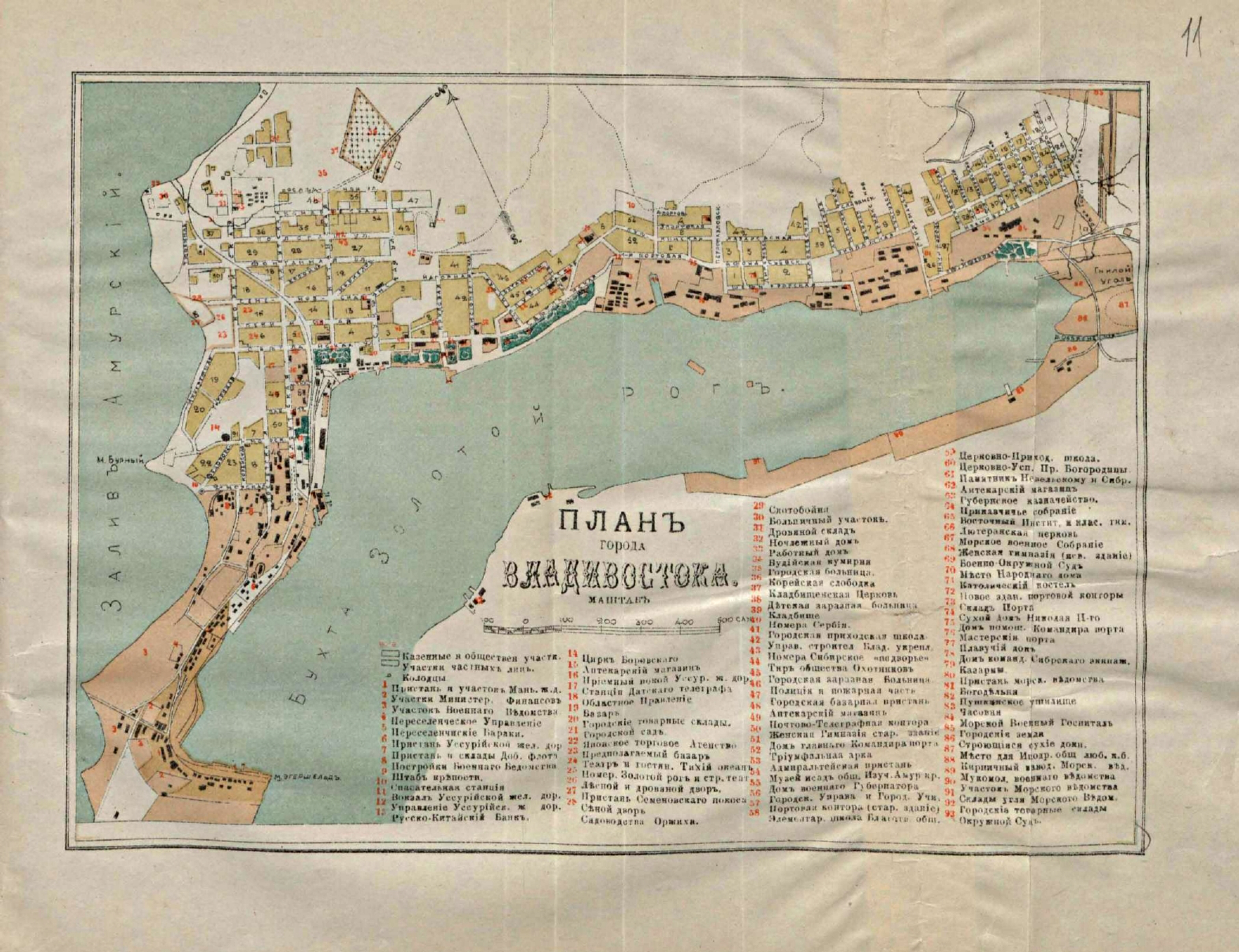
План Владивостока 1902 года

Застройка Владивостока во времена Российской империи развивалась несколькими периодами: первый подъём строительства пришёлся на 1870-е — 80-е, когда в город был переведён главный порт на Тихом океане и состоялось назначение его центром Владивостокского генерал-губернаторства; второй — на период начала железнодорожного строительства; третий пришёлся на период после Русско-японской войны. Если в 1886 году во Владивостоке насчитывалось 68 строений, то к 1914 их стало уже 8484, при этом большинство были каменными.
В первую советскую пятилетку был принят «План существующего и проектируемого расположения города Владивостока» (1928 год). Реализация строительной программы повлияла на облик города: появилось больше многоэтажных зданий, исчезли одноэтажные деревянные постройки эпохи первых поселенцев. Группы крупных зданий появились на окраинах города, в результате чего стал укрупняться масштаб морской панорамы. В 1960-е гг., после принятия решения об ускоренном развитии города, Владивосток пережил очередной строительный бум. Был принят новый генплан, предусматривавший «превращение Владивостока в город, удобный и благоустроенный для жизни его населения, красивый и выразительный по внешнему облику, что должно было соответствовать статусу Владивостока, как „форпосту социализма“ на Тихом океане».
Современный город имеет сложно расчленённую планировку, исторически сложившуюся в процессе его развития. В ней сохраняется ортогональная, лучевая и свободная планировка улиц, учитывающая ландшафт. Материковая часть Владивостока разделена на шесть планировочных районов. «Центральный» включает территории от долины Первой Речки до бухты Золотой Рог и долины речки Объяснения. Это исторический центр города. Планировка здесь имеет перпендикулярную систему улиц. В последние годы облик района сильно изменился из-за строительства моста через бухту Золотой рог.
Планировочный район «Южный» занимает территорию полуострова Черкавского (Голдобин) и северные склоны долины речки Объяснения. Планировочный район «Западный» включает территорию полуострова Шкота (Эгершельд). На северо-западном побережье полуострова, на насыпной территории формируется рекреационная зона с пляжами. Планировочный район «Северный» занимает территорию от Академгородка ДВО РАН до долины Первой Речки. Планировочный район «Курортный» занимает территории санаторно-курортной зоны в районе Седанка — Океанская, курортной зоны Садгород, рекреационной зоны на побережье Уссурийского залива, территории, прилегающие к магистрали Океанская — Лазурная, территорию ДВО РАН. Здесь развита жилая малоэтажная и многоэтажная застройка вдоль побережья Амурского залива, малоэтажная застройка в долине Чёрной речки и в северной части района.

### Архитектура

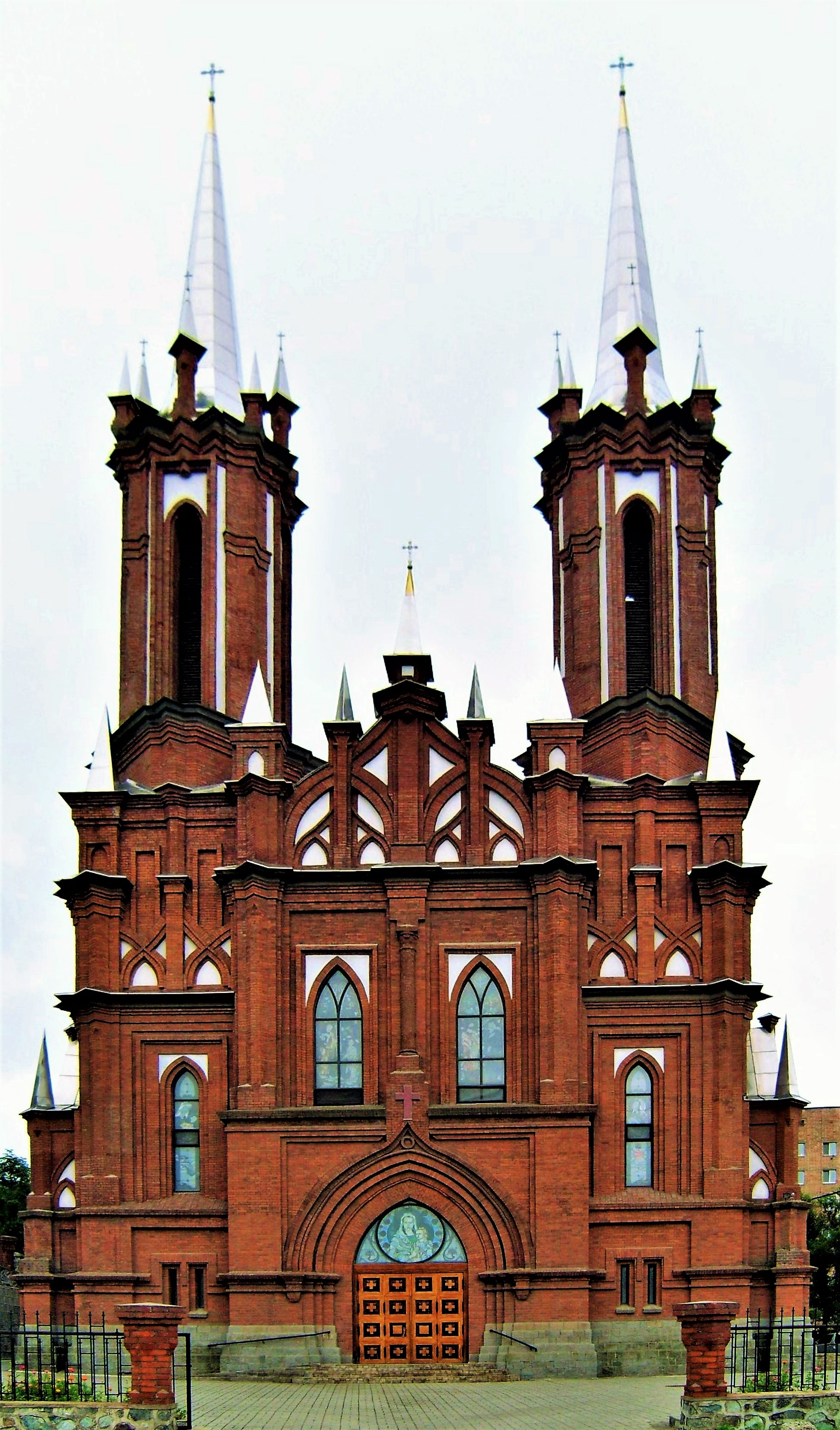
Католическая церковь Пресвятой Богородицы

Исторически Владивосток развивался по канонам европейских архитектурных традиций. На сегодняшний день в городе насчитывается около 500 архитектурных памятников и более 100 фортификационных сооружений Владивостокской крепости.
Центр города сохранил исторический ансамбль рубежа XIX—XX веков. Здесь можно наблюдать все стили, которые были представлены в то время — от неоклассицизма конца XIX века и различных направлений модерна, до неоклассицизма 1930-х—1950-х гг. Тогда во Владивостоке работали многие известные архитекторы: Александр Гвоздзиовский, Георгий Юнгхендель, Дмитрий Шебалин, Иван Мешков, Сергей Венсан, А. Н. Булгаков, Николай Коновалов, Якоб Шафрат, Ю. Л. Вагнер, Владимир Плансон и другие.
В городе можно встретить здания возведённые в разнообразных архитектурных стилях: русском стиле (Триумфальная арка, Здание почтамта, Владивостокский железнодорожный вокзал), неоготике (католический костёл Пресвятой Богородицы, лютеранская церковь Святого Павла, особняк купца 1-й гильдии Михаила Ивановича Суворова, особняк А. Даттана, фронтон с головой быка на фасаде Рефрижератора), неоклассицизме (Женская гимназия Марии Сибирцевой и др.), стиле модерн (здание ГУМа и др.), фахверковом стиле (Домик № 68 на Светланской).
От советского периода остались памятники в стилях конструктивизм (Дворец культуры железнодорожников, Морской вокзал), сталинский ампир (комплекс зданий «Серая лошадь», дом на Алеутской улице, здание «Дальрыбвтуза», Приморский краевой драматический Театр молодёжи), советский функционализм (Здание администрации Приморского края), а также типовая жилая застройка.
Современная городская застройка Владивостока отличается хаотичностью. Распространение получили псевдоисторические стили, среди которых выделяют: красную готику, российский стиль, новое коммерческое барокко, нео ар-деко. Отмечаются случаи недобросовестной реконструкции: кинотеатр «Уссури», здание Общества Изучения Амурского Края ОИАК и дом Элеоноры Прей, по мнению экспертов, потеряли исторический облик.
К значимым архитектурным проектам последних лет относят реконструкцию Набережной Цесаревича, комплекс зданий Дальневосточного федерального университета, Приморскую сцену Мариинского театра, Международный аэропорт «Владивосток» и центр современного искусства «Заря».

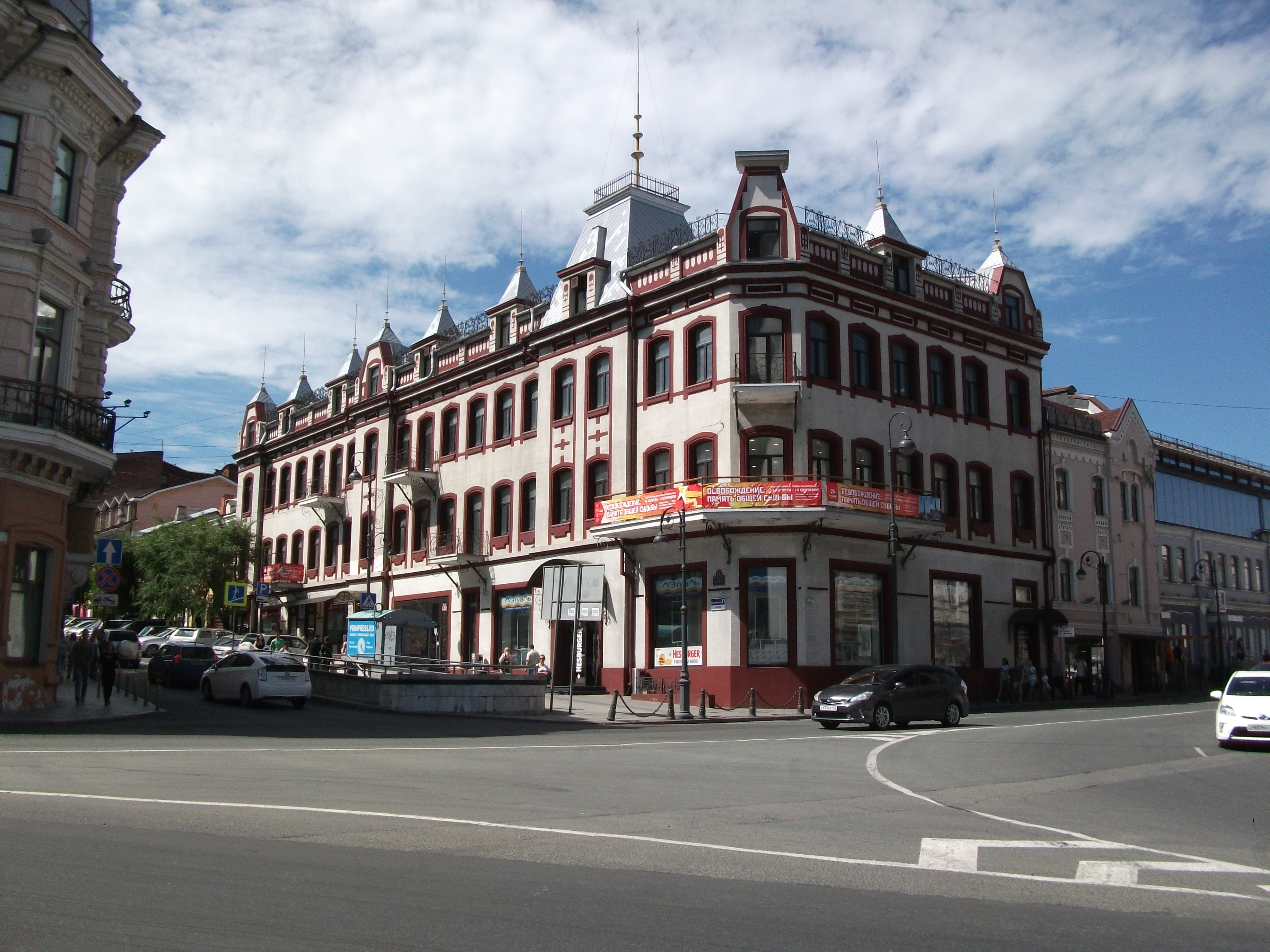
Архитектура
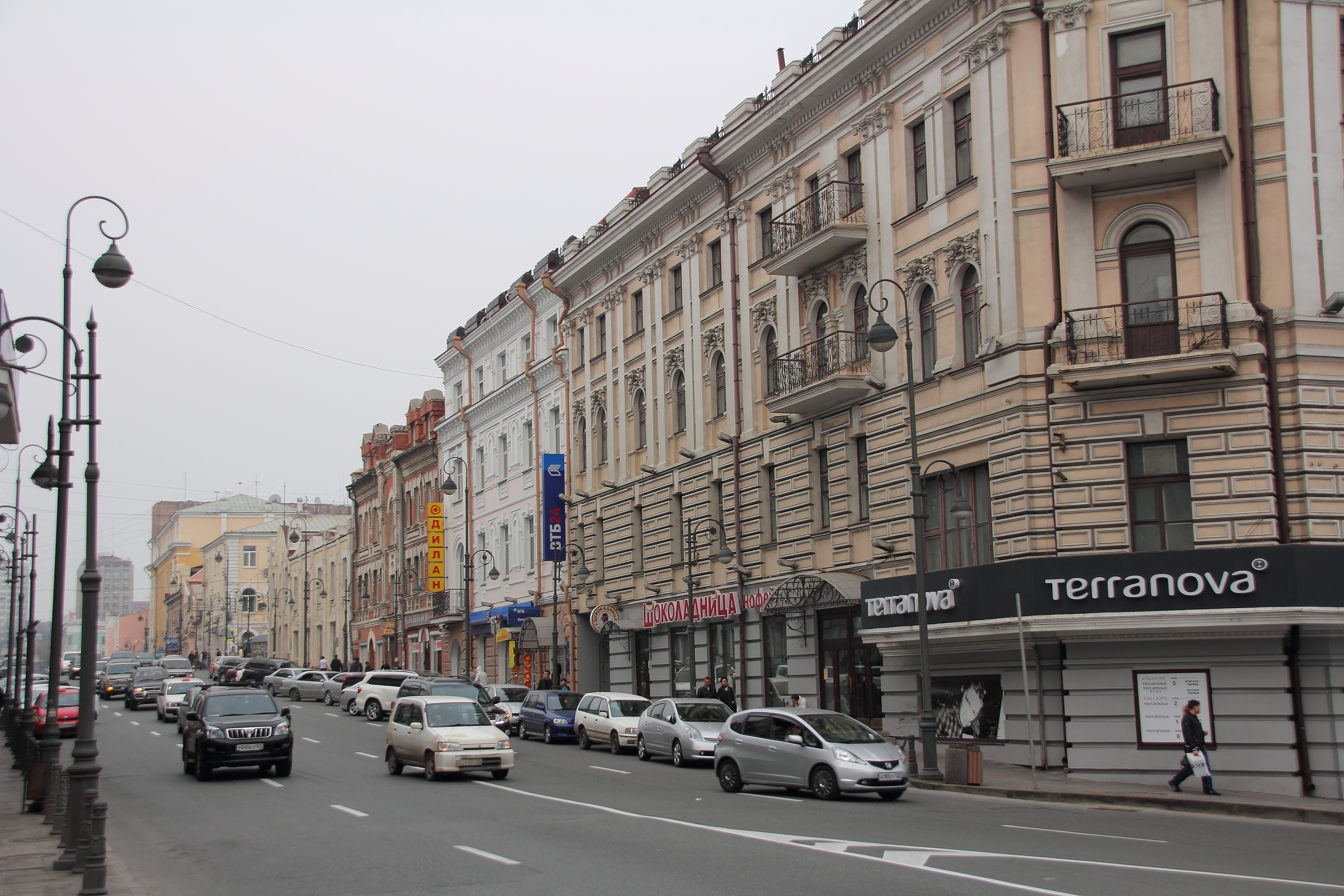
Историческая застройка центра Владивостока
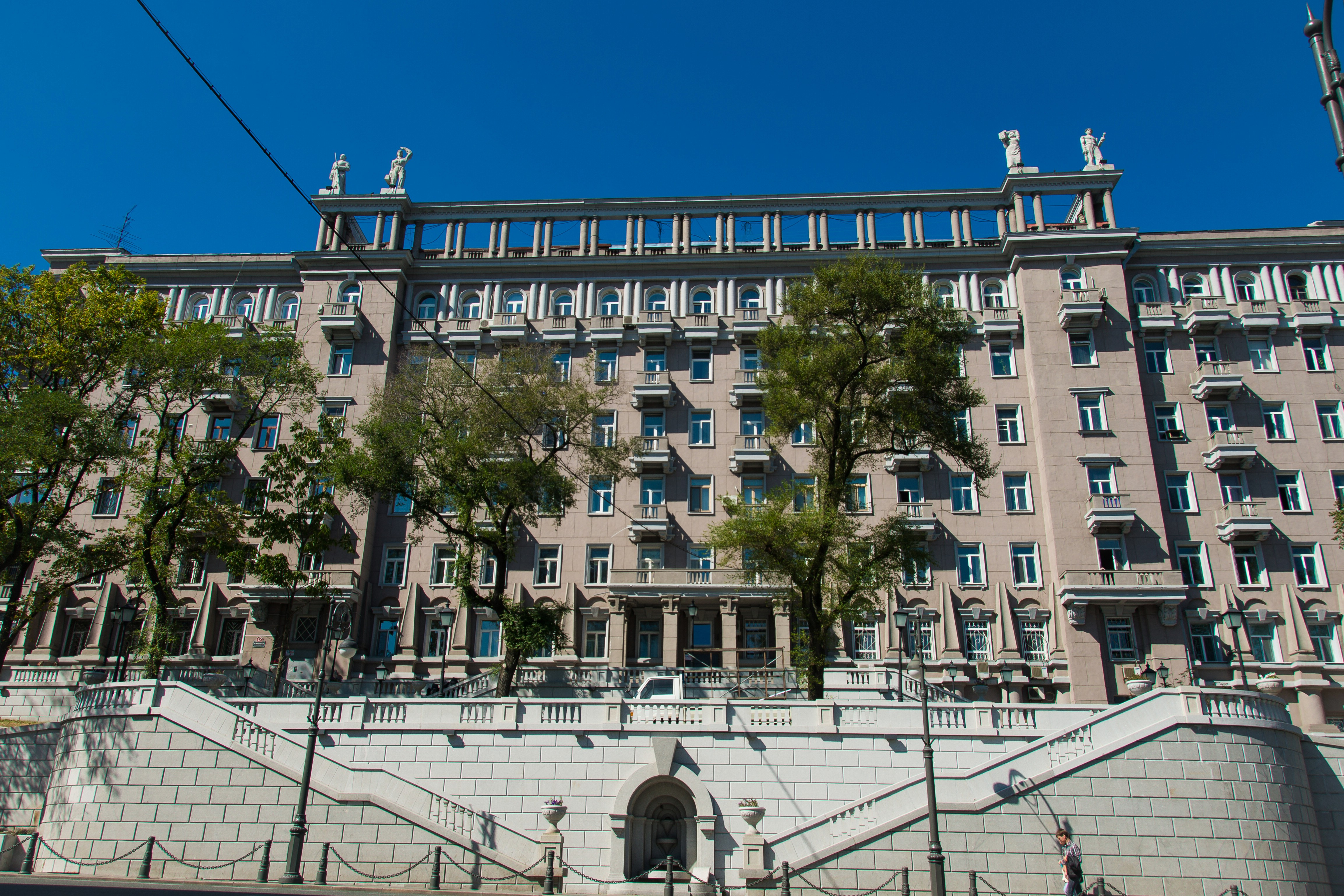
Комплекс зданий «Серая лошадь». Пример архитектуры так называемого дальневосточного «советского эллинизма»
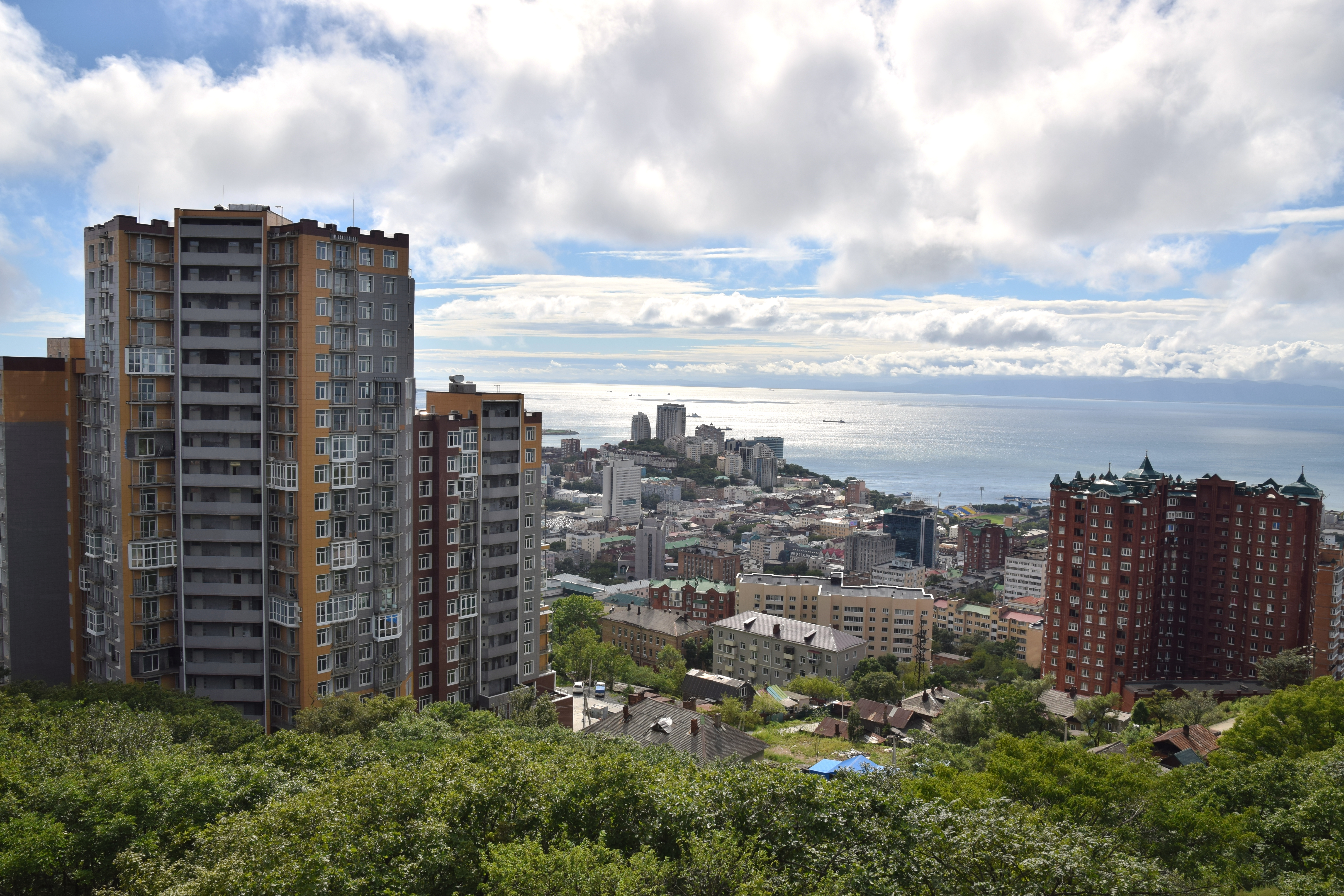
Современная высотная застройка города
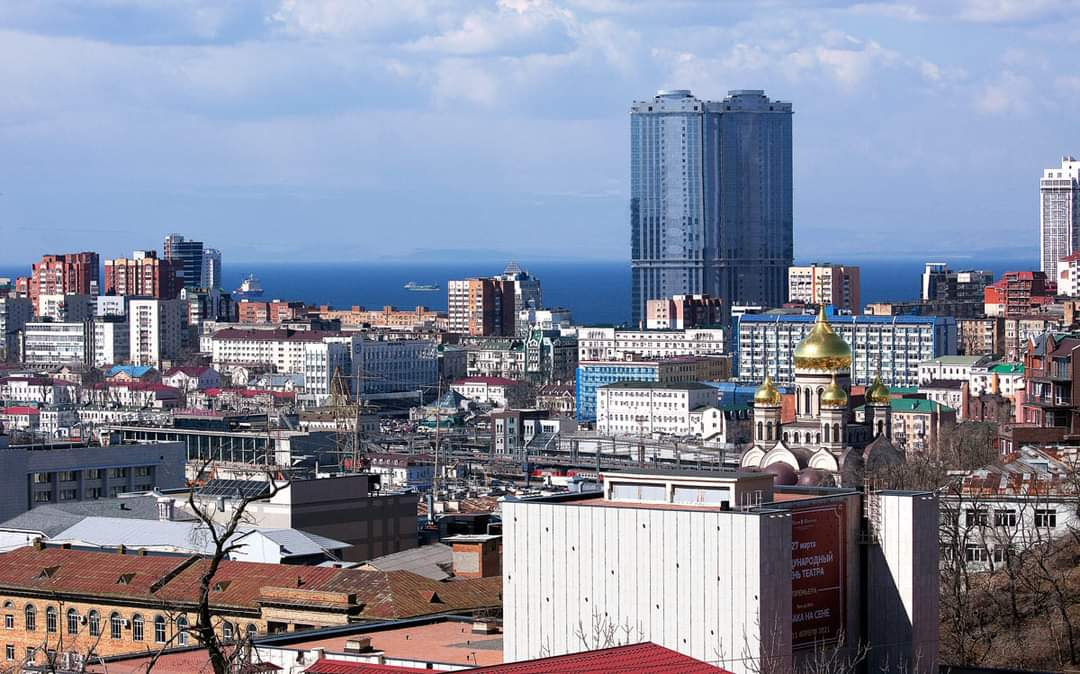
Современная городская застройка

### Памятники и сооружения

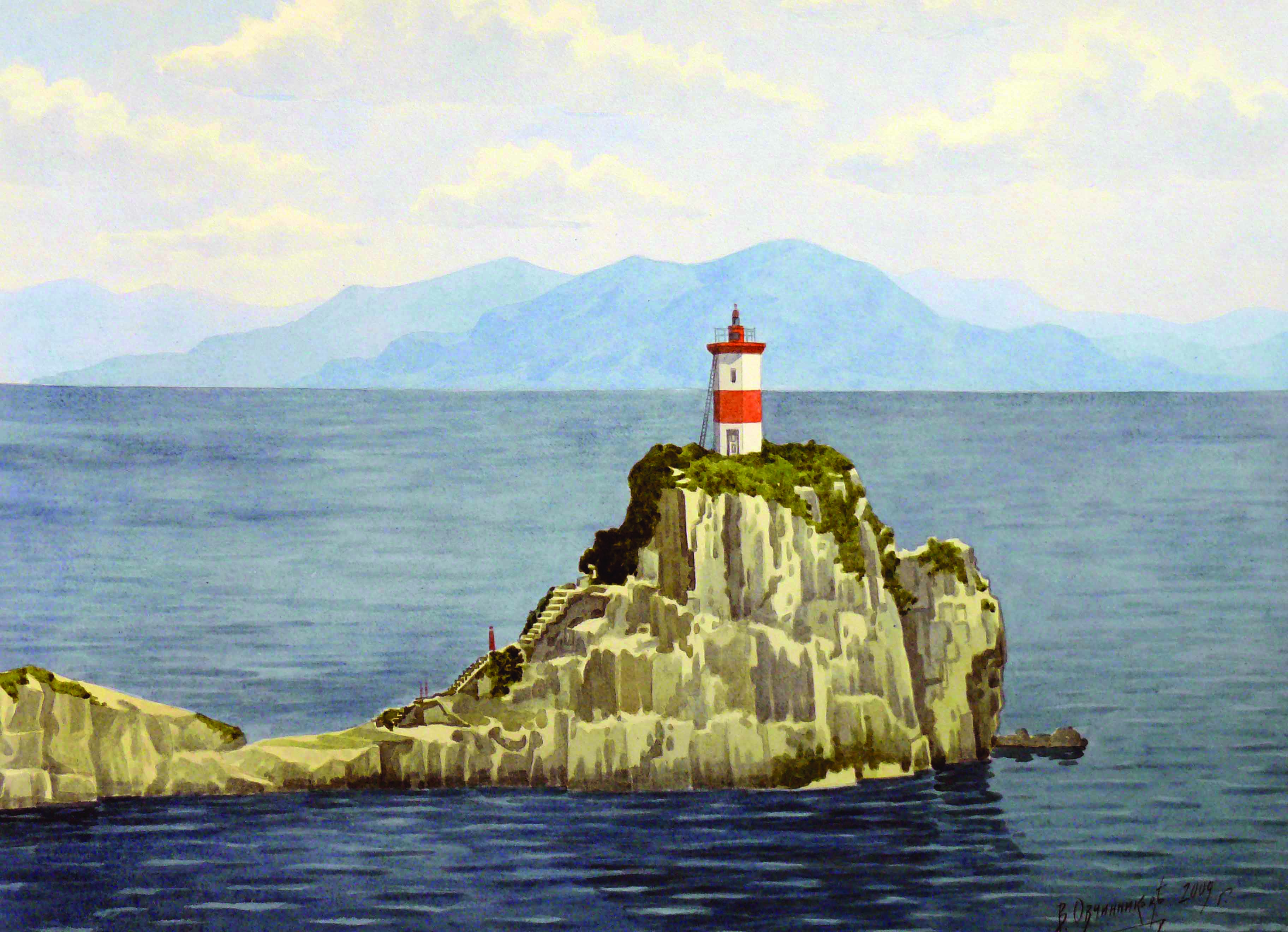
«Маяк Басаргина».
Картина В. И. Овчинникова

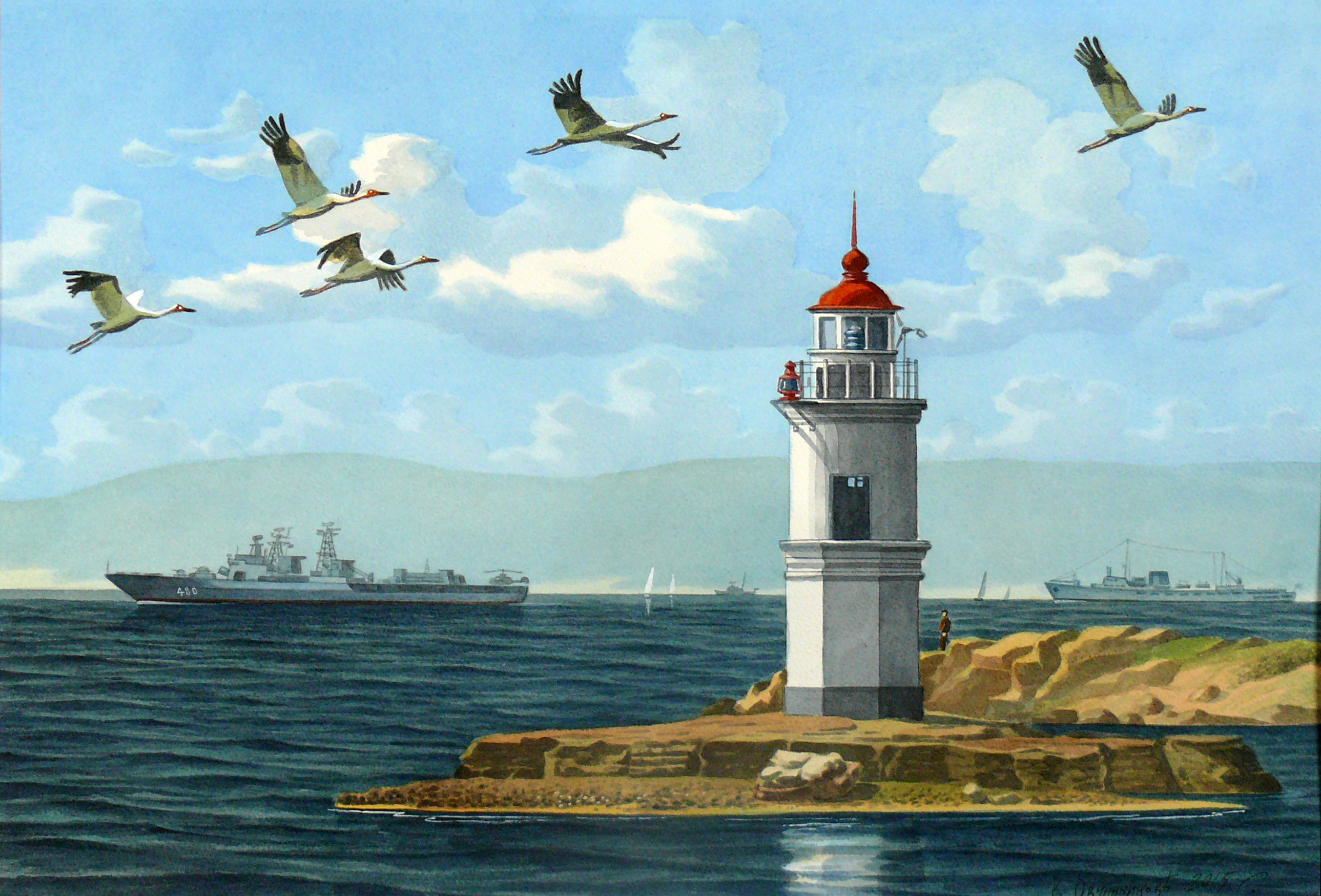
«Маяк Токаревский».
Картина В. И. Овчинникова

Во Владивостоке насчитывается более 50 монументальных памятников под охраной государства, в том числе памятник Борцам за власть Советов, Ростральная колонна в честь 100-летия Владивостока, Мемориальный комплекс на Корабельной набережной с кораблём-музеем «Красный вымпел» и подводной лодкой С-56 и др.
В черте города расположены укрепления морской крепости Владивосток. На сегодняшний день из всех сооружений сохранилось 16 фортов и более 100 других объектов долговременной фортификации — опорных пунктов, артиллерийских батарей, береговых капониров, пороховых погребов. В 1995 году крепости был присвоен статус памятника истории и военно-оборонительного зодчества федерального значения. Организован военно-исторический фортификационный музей «Владивостокская крепость», с фондом более 40 тысяч единиц хранения.
Миллионка — исторический «китайский квартал», существовавший во Владивостоке в конце XIX — первой половине XX вв. Был ликвидирован в 1936 года, как место компактного проживания китайской диаспоры, китайское население — принудительно депортировано. До ликвидации квартал считался злачным местом, в котором процветали проституция, контрабандная торговля, опиекурение и игорный бизнес. Сегодня в Миллионке расположены кафе, бары, галереи, проводятся экскурсии, хотя и отмечается, что со временем «безвозвратно уходит мрачное очарование этого района».
Среди городских сооружений к достопримечательностям относят маяки Владивостока. Старейший — маяк на острове Скрыплёва, открытый 1 марта 1877 года. Напротив, образуя «морские ворота» города, находится Маяк Басаргина. Он располагается на территории военной части, поэтому недоступен для отдыхающих, но, вместе с тем, является одним из самых узнаваемых символов Владивостока, изображается на открытках, магнитах, марках и в кино. Маяк Токаревского также относят к списку наиболее известных достопримечательностей города.
На углу Светланской, 8 установлен арт-объект, посвящённый Штирлицу. Он представляет собой панно из цельного листа металла, на котором прорезан силуэт разведчика.

### Кладбища
Многие старые владивостокские кладбища оказались в черте современной застройки и были упразднены в советское время. Первое кладбище Владивостока, Успенский погост, было открыто в 1860-е годы, а закрыто в 1937 году. На его месте в настоящее время расположен сквер у Владивостокского художественного училища. Бывшее престижным в царское время, Покровское кладбище было закрыто в 1923 году, на его месте открыт Центральный парк культуры и отдыха (ныне Покровский парк). Также в разное время советской властью были упразднены Эгершельдское и Солдатское кладбища. На 2011 год во Владивостоке было выявлено 15 мест захоронений, тринадцать из которых нуждаются в благоустройстве. Действующими являются шесть кладбищ: Морское, Лесное, Центральное (в районе Моргородка), Аякс и Подножье (на Русском острове) и ещё одно безымянное на острове Попова. Помимо действующих, есть мемориальные кладбища: Кладбище чехословацких легионеров, Братское перезахоронение расстрелянных на Лесном кладбище.

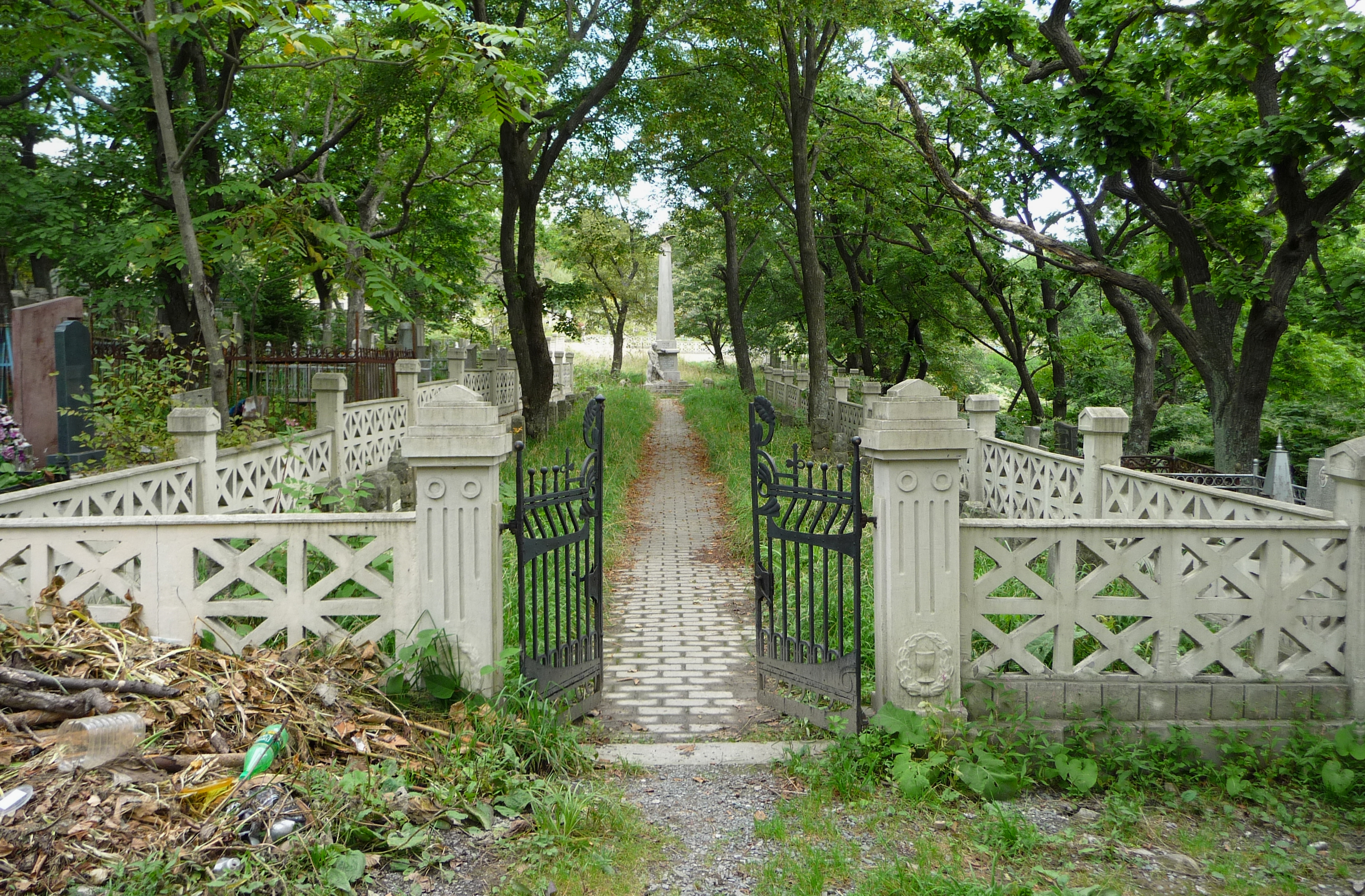
Кладбище чехословацких легионеров
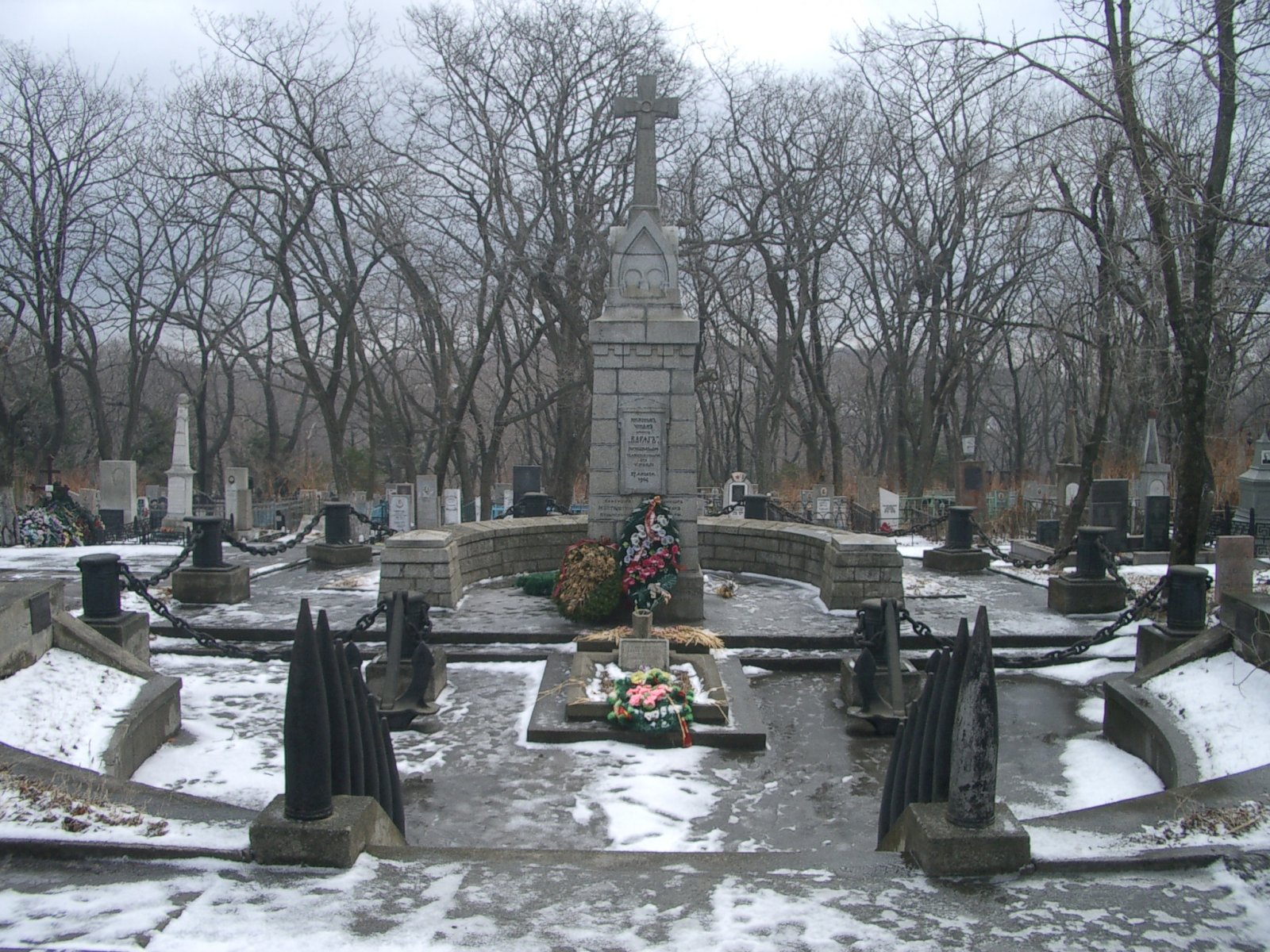
Морское кладбище

## Спорт

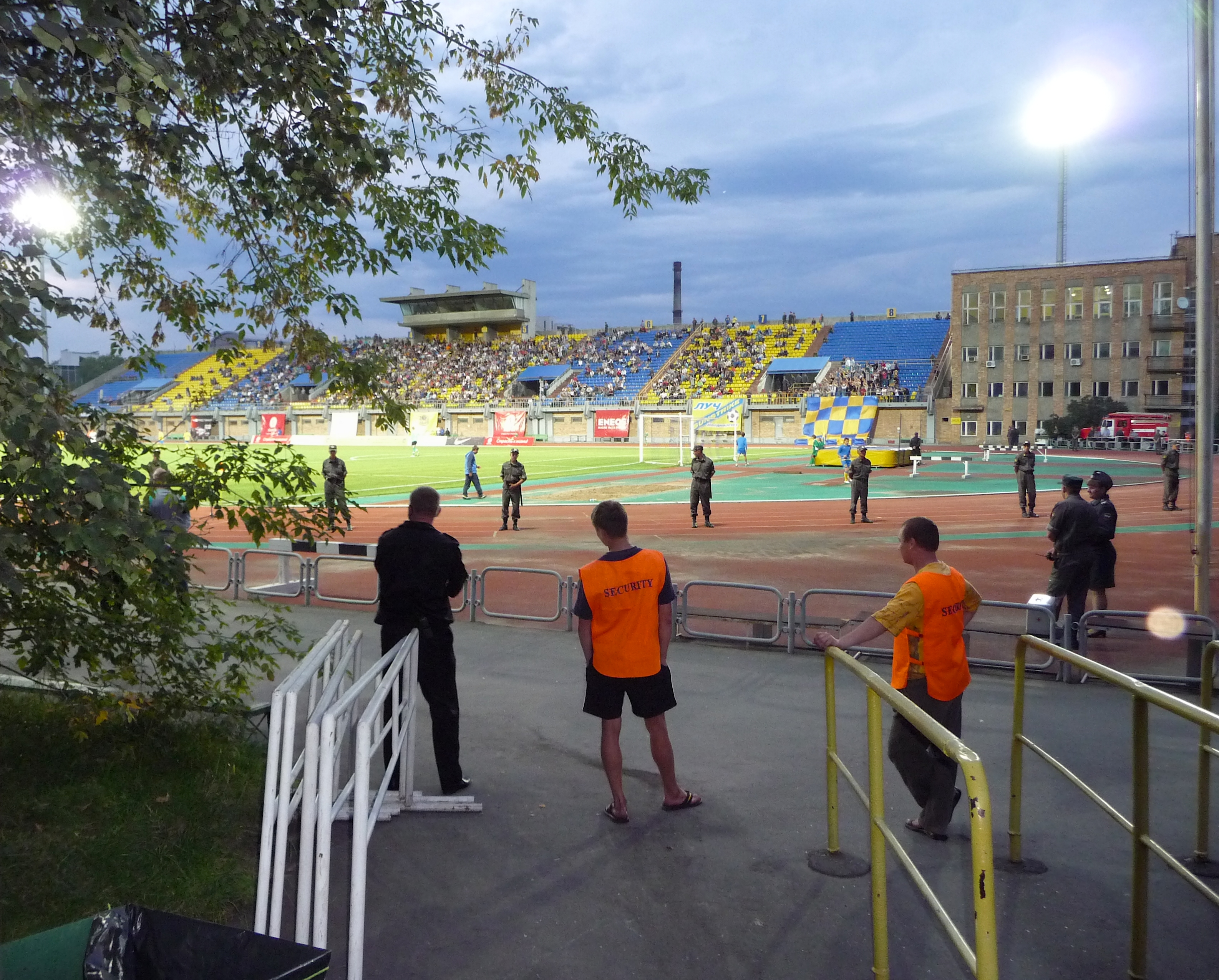
Футбольный матч на стадионе «Динамо»

Экспозиция, посвящённая приморским мотогонщикам, во Владивостокском музее автомотостарины

В настоящее время во Владивостоке функционируют 30 современных школьных стадионов и спортивных площадок с искусственным покрытием, четыре бассейна. Процент обеспеченности школ спортивными сооружениями составляет 44,5 %. В спортивных школах занимаются 9 тыс. человек, что составляет 20 % от всех учащихся. На территории городского округа проводится более 500 массовых спортивных и оздоровительных мероприятий в год.
Владивосток обладает развитой спортивной инфраструктурой, в том числе:
- Стадионы («Авангард», «Вымпел», «Динамо», «Строитель»).
- Спортивные комплексы (Краевой дом физкультуры, «Восход», «Динамо», «Спартак», «Юность», «Олимпиец», «Бастион»), спортивно-оздоровительный комплекс «Юбилейный», крытый каток «Полюс», «Фетисов Арена».
- Бассейны («Олимпиец», «Восход», «Юность», «Спартак» (Фитнес клуб «World Class»), «Гавань», «Чемпион»).
- Гребная парусная база «Берег».
- Теннисные корты (Теннисный клуб Владивосток, Мецар Олимпа Теннис, теннисные корты на Дальпрессе, Теннисный клуб на Днепропетровской).
- Картодром «Змеинка».
- Центр зимнего отдыха «Комета» (горные лыжи, коньки, сноуборд).
- КСК «Rosso», «Фаворит», «Fast Horse», Казачий стан.

Из наиболее известных спортивных клубов можно выделить:
- Хоккейный клуб «Адмирал» (основан в 2013 году)
- Футбольный клуб «Динамо-Владивосток» (воссоздан в 2021 году)
- Футбольный клуб «Луч» (утратил профессиональный статус в 2020 году)
- Баскетбольный клуб «Спартак-Приморье» (с 4 октября 1999 года до 2003 года «Спартак-ВГУЭС»)
- Баскетбольный клуб «Динамо-Владивосток»
- Женская волейбольная команда «Динамо-Владивосток» (основан в 2023 году)
- Женская волейбольная команда «Приморочка» (утратила профессиональный статус в 2020 году)
- Спидвейный клуб «Восток»
- Профессиональный мини-футбольный клуб «Портовик»
- Яхт-клуб «Семь Футов»

В 2006—2009 годах в высших спортивных лигах России принимали участие и продолжают выступать четыре клуба: футбольный «Луч-Энергия», баскетбольный «Спартак-Приморье», спидвейный «Восток», бадминтонный «Приморье».
На акватории залива Петра Великого проходит ежегодный Кубок залива Петра Великого — чемпионат России по парусному спорту в классе Конрад-25Р. На акватории Спортивной гавани с 2004 года проходит чемпионат на кубок губернатора Приморского края по гребле на лодках класса «Дракон».
В 2007 и 2009 годах во Владивостоке проводился финал Кубка России по пляжному волейболу.
В сентябре 2021 года было принято решение о проведении VII Международных спортивных игр «Дети Азии» Владивосток—2022 и о создании для этого инфраструктуры во Всероссийском детском центре «Океан».

## Средства массовой информации

### Пресса
Владивосток — наиболее информационно насыщенный город на Дальнем Востоке. Однако с 2008 года рынок рекламы в городе сокращается, что негативно сказалось на ряде печатных СМИ; в наиболее неблагоприятном положении оказались выпускавшиеся ранее большими тиражами региональное издание «Комсомольской правды», «Аргументы и Факты — Приморье», «Московский комсомолец во Владивостоке». Лидерами цитируемости в Приморье на 2015 год являлись в основном информагентства и интернет-СМИ, а первую строчку заняло информационное агентство PrimaMedia.
СМИ города функционируют в составе нескольких издательских групп и медиахолдингов: «Дальпресс» (крупнейший полиграфический комплекс Дальнего Востока), ИД «Бизнес Кейс» (выпускает газеты «Владивосток», «Семь дней в Приморье», англоязычную интернет-газету Vladivostok News, журнал «Сады и огороды Приморья»), «Золотой Рог» (одноимённый еженедельник, «Правый руль», «Дальневосточный капитал»), «Приморское Агентство Рекламы и Информации» (газеты «Дальневосточные ведомости», «Московский комсомолец во Владивостоке», радиостанция «Владивосток FM»), «Пронто-Владивосток» (региональные выпуски «Из рук в руки»), медиахолдинг PrimaMedia, ГТРК «Владивосток».

### Телевидение
Во Владивостоке производят телевизионное вещание:
- государственная телерадиокомпания «Владивосток» (филиал ВГТРК) — телеканалы «Россия-1» и «Россия-24» с новостными выпусками «Вести-Приморье», а также «Восток 24»;
- «Общественное телевидение Приморья» — общедоступный круглосуточный региональный телеканал (Также в врезки с телеканала ОТР);
- «VIII канал Владивостока» — круглосуточный городской телеканал, сетка которого сформирована из программ собственного производства.

В городе также осуществляется трансляция 20 каналов цифрового эфирного телевидения: первого мультиплекса на 37 канале (частота 602 МГц) и второго мультиплекса на 56 канале (частота 754 МГц). Вещание производится из телевизионной башни на сопке Орлиная, что позволяет охватить телепрограммами около 700 тысяч зрителей. Кроме того, продолжается вещание трёх аналоговых телеканалов: Суббота!, Ю и Солнце.
Услуги платного телевидения предоставляют три крупные («АльянсТелеком», «Подряд» и Ростелеком) и несколько мелких компаний.

### Радиостанции
По состоянию на сентябрь 2024 года во Владивостоке осуществляет вещание 21 радиостанция, из которых три имеют полностью собственное программирование: «Радио VBC» (101,7 МГц), «Радио Лемма» (102,7 МГц) и «Владивосток FM» (106,4 МГц). Программы ГТРК «Владивосток» выходят в эфир на частотах «Радио России», «Радио Маяк» и «Вести FM».

## Военно-морская база
Владивосток десятки лет служил главной военно-морской базой России на Тихом океане. В разное время на его территории находились разнообразные военные объекты — штаб Сибирской флотилии, морских сил Дальнего Востока и Тихоокеанского флота (ТОФ), в городе базировались соединения и части ТОФ, военно-воздушных сил, противовоздушной обороны, сухопутных войск, располагались военные учебные заведения, склады, госпитали и т. д.
Обороноспособность города всегда стояла в приоритете на протяжении всей его истории, так как он рассматривался, как опорный пункт военно-морского флота. К примеру, последние сооружения Владивостокского оборонительного района были возведены в 1991 году. Таким образом, военно-оборонительное строительство велось на территории Владивостока непрерывно в течение почти 140 лет.
До начала 1990-х годов Владивосток был закрытым городом, являясь главной базой ТОФ. Военные практически всегда составляли значительную часть населения города. В разные периоды их количество достигало 15—20 % от общего числа жителей, а в первые годы существования города они составляли абсолютное большинство.
Город не утратил своей военной значимости и до настоящего времени. Во Владивостоке располагается штаб и многие службы Тихоокеанского флота ВМФ России. Здесь же базируется часть кораблей Тихоокеанского флота.

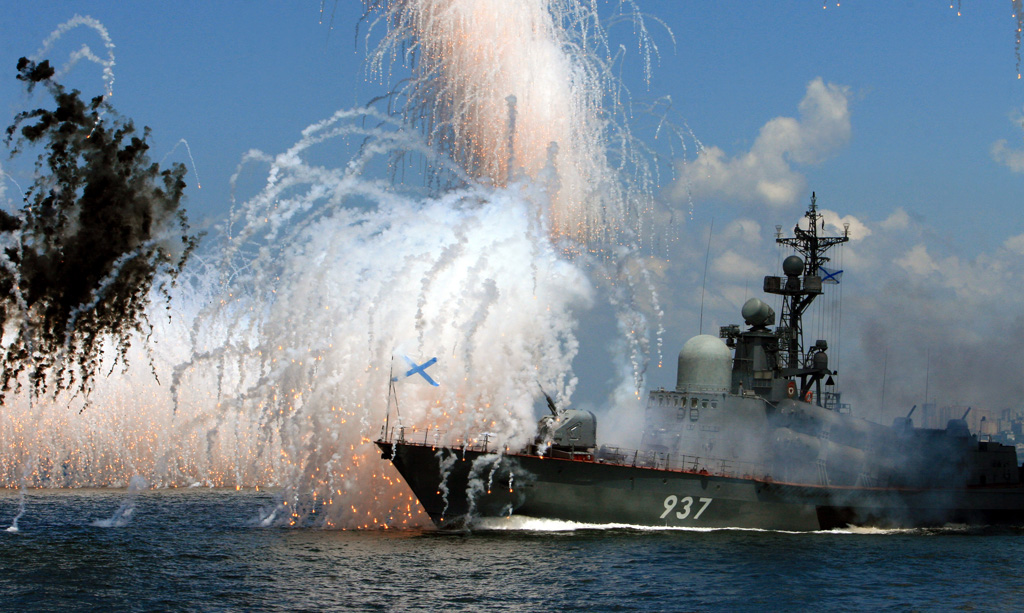
Репетиция военно-морского парада
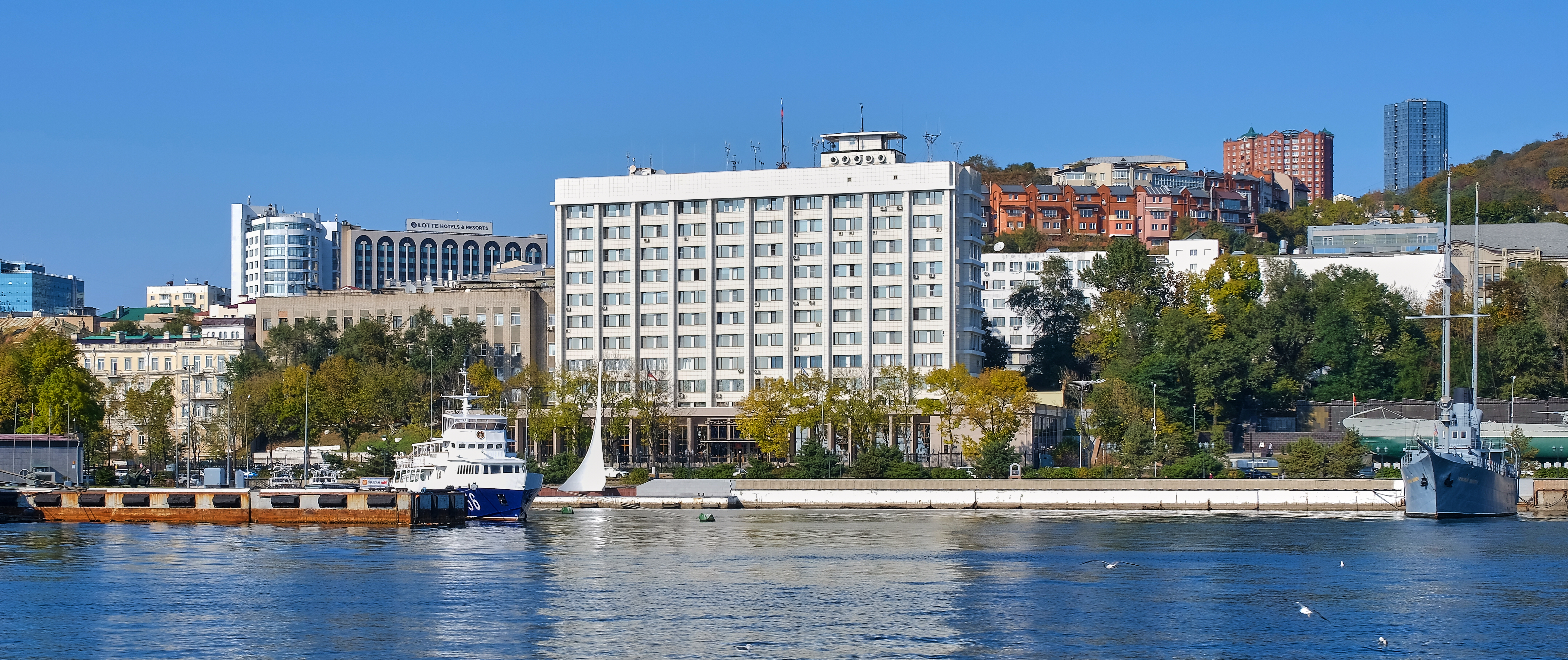
Штаб Тихоокеанского флота

## В искусстве

### В кино
Владивосток представлен во многих произведениях искусства. В 1960-е годы XX века из-за своей кинематографичности он стал притягателен для съёмок игрового кино. В советское время здесь были сняты: «Пароль не нужен» (1967), «Внимание, цунами!» (1969), «Владивосток, год 1918» (1982), «Моонзунд» (1988). В 1989 году фильм Виталия Каневского «Замри — умри — воскресни!», снятый во Владивостоке, получил специальный приз Каннского кинофестиваля. На фоне городских пейзажей Владивостока разворачиваются действия фильма «Отель „Венера“» (Япония, 2004), ставшего призёром Московского международного кинофестиваля в 2004 году. Отмечен критиками фильм Николая Хомерики «Сказка про темноту» 2009 года, участник программы «Особый взгляд» 62-го Каннского международного кинофестиваля 2009. Упоминание Владивостока встречается в полнометражном пластилиновом анимационном фильме «Мэри и Макс» (Австралия, 2009), получившем награду на Международном фестивале анимационных фильмов в Анси. Город упомянут в сериале «Белый лотос», получившем несколько наград Эмми.

### В музыке
Немало музыкальных композиций посвящено Владивостоку, самые популярные в России среди них — песня «Владивосток» в исполнении Аллы Пугачёвой и «Владивосток 2000» группы «Мумий Тролль». Город вдохновляет также и зарубежных музыкантов: песня «Владивосток, романтик и шок», автором которой является композитор и певец Лоран Пико, была включена в 2020 году в альбом рок-группы «Альтер Эго» (Франция). Композитор Мариос Иоанну Элиа (о. Кипр) после путешествия в столицу Приморья создал аудиовизуальное произведение «Звуки Владивостока», которое в формате короткометражной ленты было представлено и стало лучшим на международном фестивале SONIC SCENE Music Film Fest в г. Трани (Италия).

### В литературе
Упоминание Владивостока можно встретить во многих литературных произведениях: романе «Тщета» Уильяма Джерхарди, романе «Зимняя дорога» Леонида Юзефовича, романе «Тойота-Креста» и повести «Гостиница „Океан“» Михаила Тарковского, автобиографическом романе «Смутные времена» Жозефа Кесселя, в поэме «Проза Транссиба и маленькой Жанны из Франции» Блеза Сандрара, историко-приключенческом романе «Пароль не нужен» Юлиана Семёнова, книге воспоминаний «На морях и за морями» Анны Щетининой, повести в рассказах «Чилима» Игоря Кротова, «Чемоданном романе» Лоры Белоиван, романе Юнаса Юнассона «Сто лет и чемодан денег в придачу», в рассказе Сомерсета Моэма «Сон», в сборнике рассказов-травелогов «Владивосток и другие мужчины» Ольги Шипиловой-Тамайо, в книге того же автора «На Запад, или Путешествовать, чтобы…» (один из очерков посвящён значению Владивостока в европейской бытовой культуре), в книге Седрика Гра «Владивосток. Снега и муссоны», ставшей для французского писателя очень успешным дебютом.

### В компьютерных играх
Владивосток также появляется и в видеоиграх — а именно в Command & Conquer: Red Alert 2, Command & Conquer: Red Alert 3 и его дополнении Uprising, также Владивосток стал главным местом действия дополнения к Metro Exodus — «История Сэма».
В компьютерной игре Grand Theft Auto IV одна из внутриигровых радиостанций носит название «Vladivostok FM».

### В нумизматике

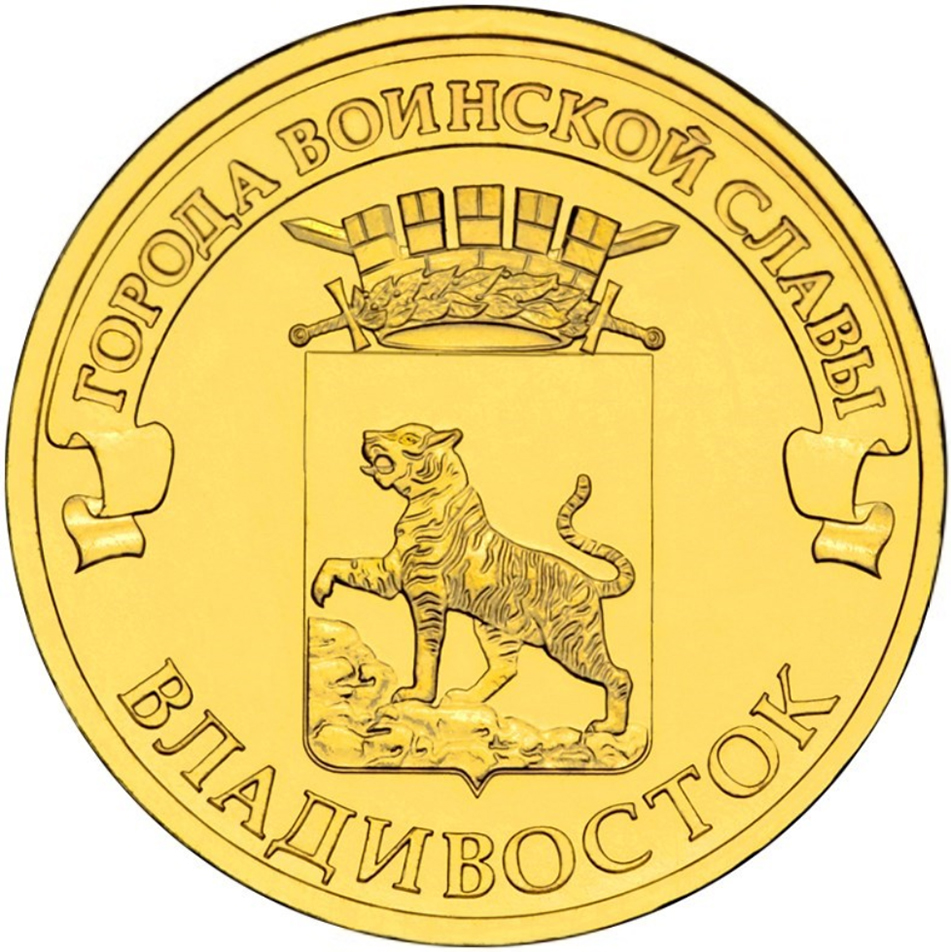
Памятная монета Банка России номиналом 10 рублей (2014) из серии «Города воинской славы»

10 июля 2014 года Санкт-Петербургским монетным двором была выпущена памятная монета номиналом в 10 рублей.

### В бонистике
Владивосток запечатлён на российской 1000-рублёвой купюре 1995 года выпуска. На лицевой стороне изображён морской порт Владивостока в бухте Золотой Рог, навершие ростральной колонны с парусником — памятник русскому паруснику «Манджур»; на оборотной — бухта Рудная и скалы-кекуры «Два Брата» (старое название — «Два Пальца»).
Также изображение города содержит купюра 2000 рублей, образца 2017 года. Основное изображение лицевой стороны банкноты — Русский мост — вантовый мост, соединяющий остров Русский с материковой частью Владивостока.

### В филателии
Владивосток изображён на почтовых марках:
- Владивостоку — 150 лет (РФ, 2010,15 р.)
- Герб Владивостока (РФ, 2010, 7,7 р.)
- Становление Советской власти. Владивосток, памятник «Борцам за власть Советов» (СССР, 1972, 3 к.)
- Саммит Азиатско-Тихоокеанского экономического сотрудничества. Владивосток (РФ, 2012, 13 р.)
- Вступление частей Красной Армии во Владивосток (СССР, 1968, 4 к.)
- Морской флот СССР. Пассажирские линии. Владивосток — Петропавловск-Камчатский (СССР, 1959, 10 к.)

## Международные отношения

### Иностранные консульства
Во Владивостоке располагаются консульства следующих государств:
- Вьетнам
- Германия
- Индия
- Канада
- Китай
- Кыргызстан
- Малайзия[365]
- Северная Корея[366]
- США[367]
- Узбекистан
- Чили
- Южная Корея
- Южно-Африканская Республика
- Япония[367]

### Города-побратимы
- Акита, Япония (29 июня 1992)[368][369]
- Брест, Беларусь (26 июля 2025)[370]
- Владикавказ, Россия (27 ноября 2009)[371][369]
- Вонсан, КНДР (19 октября 2009)[372][369]
- Далянь, Китай (10 сентября 1992)[373][374][…]
- Джуно, США (21 февраля 1992)[375][369][…]
- Инчхон, Республика Корея (30 июня 2012)[376][369][…]
- Кота-Кинабалу, Малайзия (15 марта 2010)[377][369]
- Макати, Филиппины
- Манта, Эквадор (29 октября 2009)[378][369]
- Ниигата, Япония (28 февраля 1991)[379][369]
- Пусан, Республика Корея (30 июня 1992)[380][369]
- Пхохан, Республика Корея (9 ноября 2018)[381][369]
- Сан-Диего, США (10 сентября 1991)[382][369][…]
- Сан-Франциско, США
- Такома, США (25 февраля 1992)[383][369][…]
- Хайфон, Вьетнам (1971)
- Хакодате, Япония (28 июля 1992)[384][369][…]
- Харбин, Китай (15 июня 2017)[385][369]
- Хошимин, Вьетнам (21 мая 2009)[386][369]
- /  Цхинвал, Республика Южная Осетия / Грузия (12 мая 2021)[387][388][…]
- Шанхай, Китай
- Яньбянь-Корейский автономный округ, Китай (18 мая 2011)[389][369]